# Lillafüredi Állami Erdei Vasút

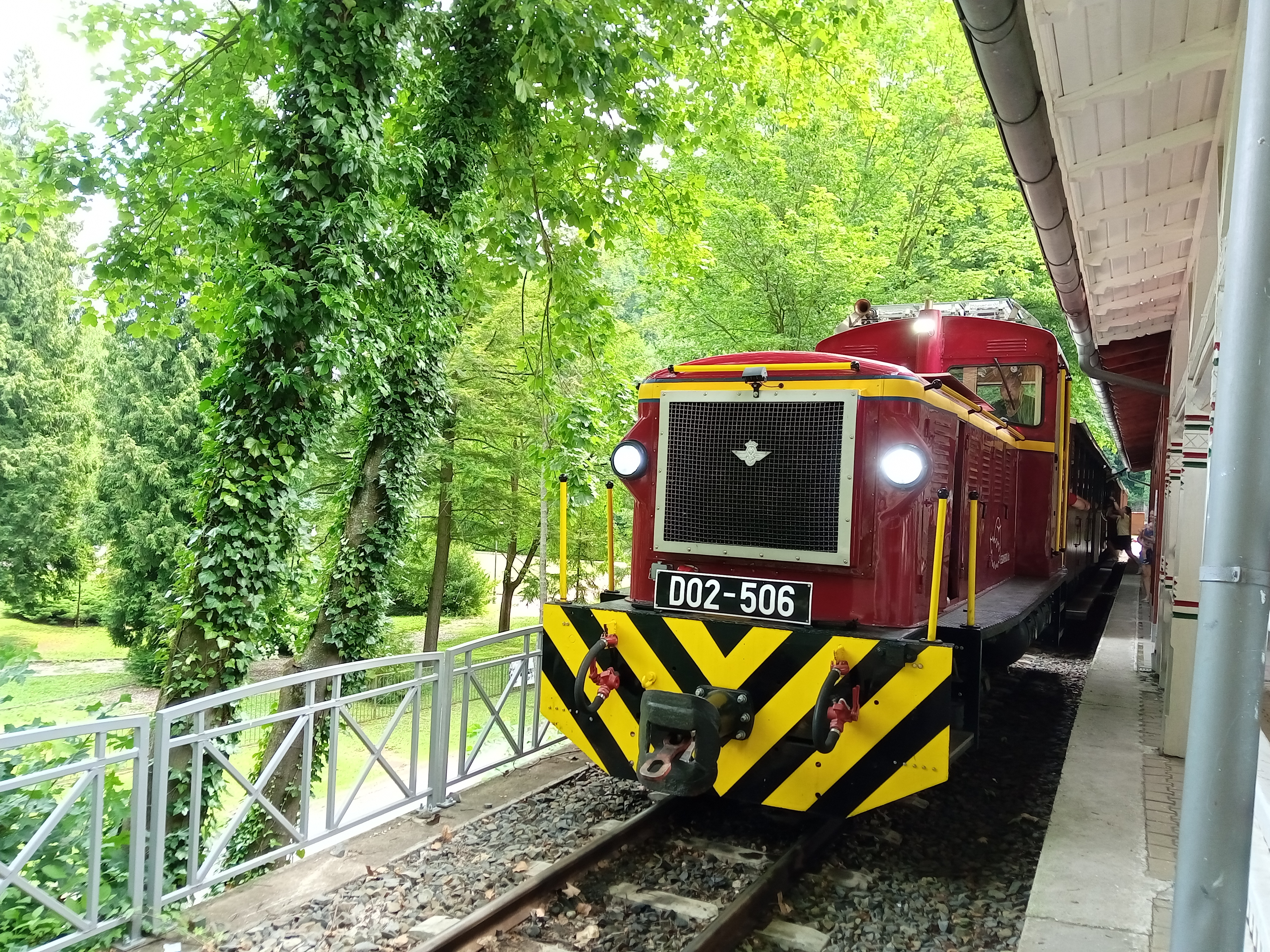
Hibrid Mk 48-as mozdony Lillafüreden

A Lillafüredi Állami Erdei Vasút (rövidítve: LÁEV) egy erdei vasút Miskolcon és annak környékén, a Bükk-vidék keleti területén. A vasútüzemet a Bükkben kitermelt faáru, illetve a Diósgyőri szénbánya szenének szállítására hozták létre, a személyszállítás csak később indult meg. Aztán a teherszállítás egyre inkább a közútra tért át, így egyedül a személyszállítás, azon belül is a turizmus maradt meg az egyetlen feladatkörnek. Egy 2014-es országos felmérés szerint a budapesti Gyermekvasút után a lillafüredi Magyarország második legforgalmasabb kisvasútja.
A kisvasúti napja: május negyedik szombatja, üzemeltetője az Északerdő Zrt.

## Jelenlegi vasútvonalak
A LÁEV két vasútvonallal rendelkezik, ám rendszeres menetrendszerű forgalom csak a fővonalon van.
- A fővonal, azaz a 330-as számú vasútvonal Miskolcról indul, városi végállomása Észak-Kiliánban, a Dorottya utcán van, a lakótelep mellett. Az első körülbelül 3 km hosszon kertvárosi részen, illetve a diósgyőri panelházak és az északi dombok közt halad, itt található a forgalmi telep is, Majláth megállóhely előtt. A várost elhagyva a továbbiakban az erdőben vezet a vonal a Szinva völgyében. A Papírgyárnál leválik róla a szárnyvonal, és így tart tovább az erdőben Lillafüred felé hidakon, sziklaszorosokon át. Lillafüred állomást két alagút szegélyezi, mindkettő hossza külön-külön kicsit több, mint 110 m. Lillafüredet elhagyva a Hámori-tó partján, majd az Őskohó mellett halad tovább a pálya a Garadna-völgyben és az egykori élénk teherszállítás emlékeit érintve éri el a végállomást, Garadnát. A fővonalon rendszeres menetrend szerinti forgalom van, téli menetrend szerint csak hétvégente, nyári menetrend szerint a hét minden napján. Főidőszakban két vonat közlekedik az egyvágányos pályán, ezek Puskaporos kitérőnél találkoznak.
- A Mahócai szárnyvonalon, azaz a 331-es számú vasútvonalon nincs rendszeres forgalom, csak alkalmi különvonatok közlekednek rajta. Eredetileg ez a szárnyvonal hosszabb volt, ám ma már csak Mahócáig van meg a pálya. A fővonalból a Papírgyárnál ágazik ki, és onnantól sokkal szűkebb ívekben halad. Ebből az okból, illetve a pálya gyengébb felépítésének köszönhetően a hosszabb Bax és Nagy- MÁV kocsik nem, a nehezebb Mk48-as mozdonyok csak ritkábban közlekednek rajta. Útvonala már-már a Bükk északi szélén megy, és Chinoin, Erdei- Iskola, Ortástető majd Andó-kút érintésével éri el a jelenlegi végpontját, Mahócát.

| Vonalszám | Útvonal                                    | Hossz   | Forgalom                        |
| --------- | ------------------------------------------ | ------- | ------------------------------- |
| 330       | Miskolc - Papírgyár - Lillafüred - Garadna | 13,9 km | rendszeresen, menetrend szerint |
| 331       | Papírgyár - Mahóca                         | 10,6 km | alkalmi                         |

### Állomáslista és átszállási kapcsolatok
A menetidő percben van megadva. A szárnyvonalon a Dorottya utca és a Papírgyár közötti szakasz is fel van tüntetve.

| menetidő ↓                                          | Állomás vagy megállóhely neve                      | menetidő↑ | Átszállási lehetőség                                                                     |
| --------------------------------------------------- | -------------------------------------------------- | --------- | ---------------------------------------------------------------------------------------- |
| 0                                                   | Miskolc-Dorottya utca (korábban: Kilián-észak)     | 58        | 1 , 1B, 53, 54, 101B                                                                     |
| 6                                                   | Diósgyőr (kiírva: Diósgyőr-Majláth)                | 58        |                                                                                          |
| 13                                                  | Majláth (kiírva: Diósgyőr-Majláth)                 | 51        |                                                                                          |
| 18                                                  | Papírgyár                                          | 46        |                                                                                          |
| 33                                                  | Lillafüred                                         | 20        | 5, 15 (A buszok megállóinak neve: Palotaszálló, a 15-ös kijjebb, a Hámori-tónál áll meg) |
| 45                                                  | Fazola-kohó (korábban: Őskohó)                     | 10        | 15                                                                                       |
| 50                                                  | Pisztrángtelep                                     | 6         |                                                                                          |
| 55                                                  | Garadna                                            | 0         | 15                                                                                       |
| 331, Szárnyvonal (Miskolc – Dorottya utca ↔ Mahóca) |                                                    |           |                                                                                          |
| menetidő ↓                                          | Állomás vagy megállóhely neve                      | menetidő↑ | Átszállási lehetőség                                                                     |
| 0                                                   | Miskolc-Dorottya utca (korábban: Kilián-észak)     | 58        | 1 , 1B, 53, 54, 101B                                                                     |
| 6                                                   | Diósgyőr (kiírva: Diósgyőr-Majláth)                | 58        |                                                                                          |
| 13                                                  | Majláth (kiírva: Diósgyőr-Majláth)                 | 51        |                                                                                          |
| 18                                                  | Papírgyár                                          | 46        |                                                                                          |
| 22                                                  | Chinoin (korábban: Injekcióüzem)                   | 48        |                                                                                          |
| 25                                                  | Csanyik-Erdei iskola (korábban: Csanyik-erdészlak) | 45        |                                                                                          |
| 49                                                  | Ortás-tető                                         | 21        |                                                                                          |
| 64                                                  | Andó-kút                                           | 6         |                                                                                          |
| 70                                                  | Mahóca                                             | 0         |                                                                                          |

## Története

### Kezdetek

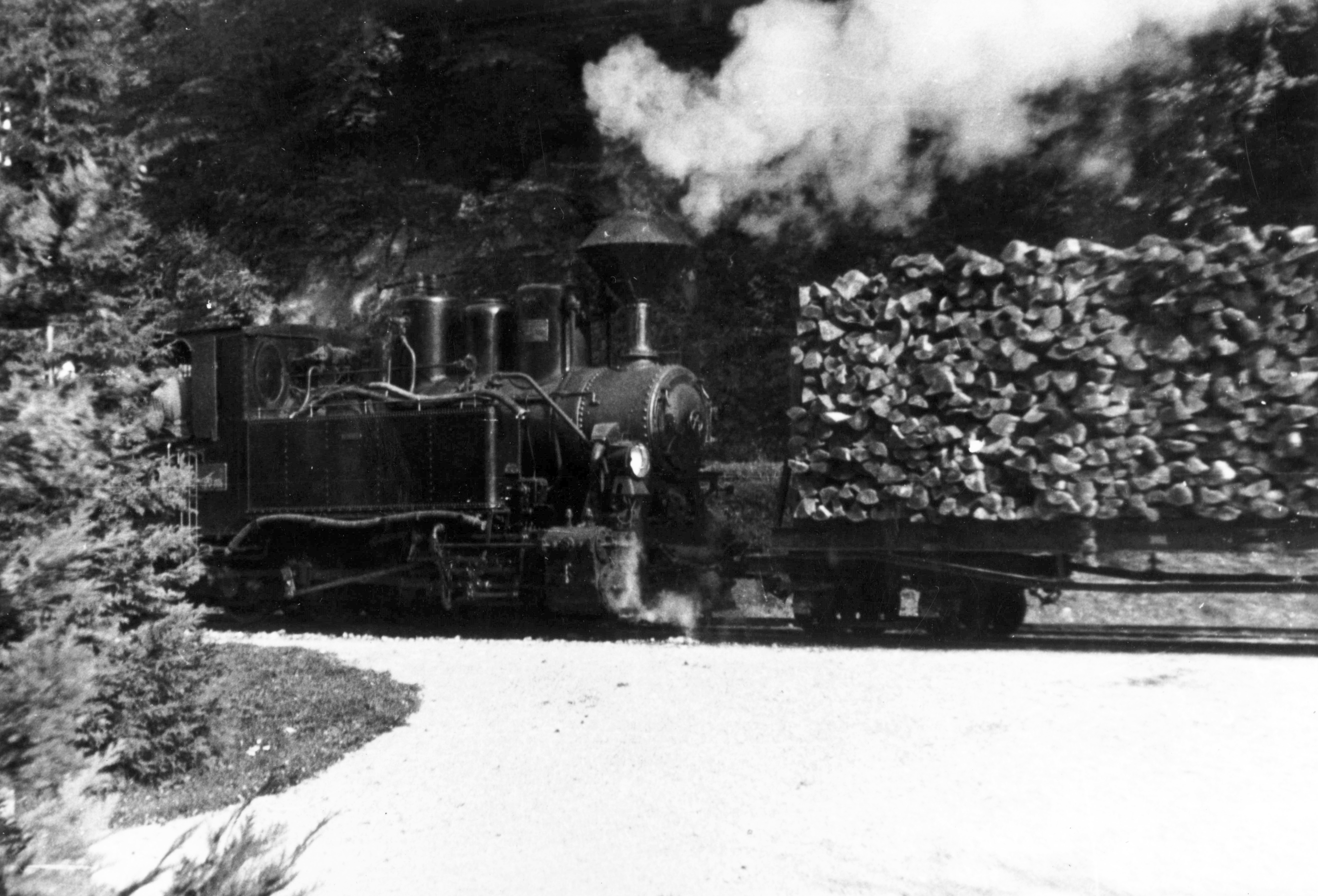
A kisvasút eredetileg a teheráru szállítására épült, a személyszállítás csak később jelent meg

A története az első világháború végéig vezethető vissza. A háborút lezáró trianoni békeszerződés miatt a jelentős hegységeit az ország elveszítette, így növelni kellett a megmaradt területeken a faanyag kitermelését, mint például az addig érintetlen, sok helyen feltáratlan és kihasználatlan Bükkét. A fahiány pótlására már a világháború végén 1918-1919-ben határozatot hoztak, miszerint feltáró erdei vasutakat kell létesíteni a Bükk hegységben, ezért kisvasút épült a Szinva- és a Garadna-patak völgyében, amely ekkor még a Tótsóvári Magyar Királyi Erdőhivatal tulajdonában és kezelésében volt. Az itt építendő kisvasutat 17,7 km hosszúra tervezték, útvonalát Miskolc-Fáskert és Garadna között jelölték ki. A tervezésnél külön nehézség volt, hogy a Mély-völgynél hogyan vezessék a pályát. Kezdetben a völgyfő megkerülésével próbálkoztak, ez azonban óriási földmunkával, idő és pénz kieséssel, esetleg egy harmadik alagút építésével járt volna. Az eredetileg a tervezéssel megbízott emberek, Stern Zsigmond és Stern Imre, emiatt nem vállalták a munkát. Itt jött a képbe Modrovich Ferenc erdőmérnök, aki a Mély-völgyön egy 25 m magas és 64 m hosszú, akkor még világszínvonalú csúszózsalus technikával készült völgyhíd építésével oldotta meg az átvezetést. A fővonal építése Modrovich Ferencnek hála így meg tudott indulni 1920-ban. Az építkezés érdekes módon Lillafüreden kezdődött meg két irányban 1920. február 4-én. Az első fűtőházat a Perecesi-kitérőben létesítették, itt történt meg a vasút építéséhez is szükséges sínek, hevederek, csavarok, a kohósalak, illetve az alátétlemezek átvétele a diósgyőri vasműtől. A munkával hamar elkészültek, és 1920. november 14-én el tudott indulni az első, SzEV 2 pályaszámú kis O&K gőzmozdonyból és néhány pőrekocsiból álló tehervonat a terveknek megfelelően Garadnától Miskolc városba, Fáskert végállomásig (ma a Korona üzletház és festékbolt van az egykori faipari telep helyén). A vasútüzem neve ekkor még Szinvavölgyi Erdei Vasút volt. Feladata ekkor még csak teheráru szállítása volt, a hegyben kivágott fákat, a szomorúi kőbányából kitermelt dolomitot, valamint a Márta bányából a szintén az útvonala mellett található papírgyár szenét szállították rajta. Bár a forgalmat hivatalosan az 1920. december 30-án történt műtanrendőri bejárás engedélyezte, a vonal teljes engedélyezési eljárása csak 1925-ben történt meg, a személyszállítás végleges engedélyezésével egyidejűleg.

### Szárnyvonalak épülnek
A még csak teherszállítással foglalkozó vasutat rövid időn belül elkezdték bővíteni. A fővonal után az újabb szárnyvonalak építésével is Modrovich Ferencet bízták meg.
- Az ő tervei alapján 1921-ben megépül a 4 km-es Ládi szárnyvonal, amely a városon át bekapcsolta a kisvasutat a nagyvasúti hálózatba. A Dorottya utcai állomástól továbbmenve átszelte az 1-es villamos vágányait, majd két hídon és néhány útátjárón áthaladva jutott a fatelepig, ahová a nagyvasút vágányait keresztezve ért be. Lefelé fát és dolomitot hordtak rajta a nagyvasútra, fölfelé a Papírgyár szenét. Ez a szárnyvonal összeköttetést jelentett a Magyar Királyi Államvasutakkal és Diósgyőr-Vasgyár állomásához csatlakozott.
- A Ládi rakodótól a déli Bükk irányába 1921-ben építették a Tatárároki szárnyvonalat, a Vásárhelyi rakodóig 4,4 km-es hosszban.
- 1920 és 1922 között kiépült Mahócai szárnyvonal is 11 km-es hosszban, ekkor még csak Mahócáig. Ez a Papírgyárnál ágazott ki a fővonalból és utána az erdőben haladt tovább.
- Lillafüred állomástól a Kerekhegyi rakodóhoz is építettek egy 2 km hosszú szárnyvonalat, ez is szintén 1921-22-ben épült. Nevét a célállomásán lévő rakodó után kapta: Kerekhegyi szárnyvonal.

### Felépül aPalotaszálló, beindul a turizmus
Ugyan az erdei vasút csak a teherszállításnak épült, a személyszállítás már nagyon korán beindult. 1923-ban szóban, majd 1924-ben írásban is engedélyezték a személyszállítást a kisvasúton. Ez még azonban messze van a jelentős turistaforgalomtól. Ekkor még személykocsik sem voltak, csak padokkal ellátott nyitott teherkocsikban tudtak utazni a főként Hámorból, Ómassáról és Újmassáról dolgozni járók, illetve kirándulócsoportok. Már célzottan a személyszállítás miatt a vasút végállomását 1927- ben beljebb vitték, néhány száz méterrel közelebb a belváros felé. Az új végállomás a Fáskertből átkerült a Szent Anna térhez (akkor Verestemplom), az árvízi emlékmű mögé, őrházzal együtt, bár a mozdonyok körüljárását továbbra is a Fáskerti kitérőbe tolatással oldották meg. A növekvő igények miatt rendeltek igazi személykocsikat is, amik 1925-ben érkeztek meg, ez a négy kocsi még ma is közlekedik.

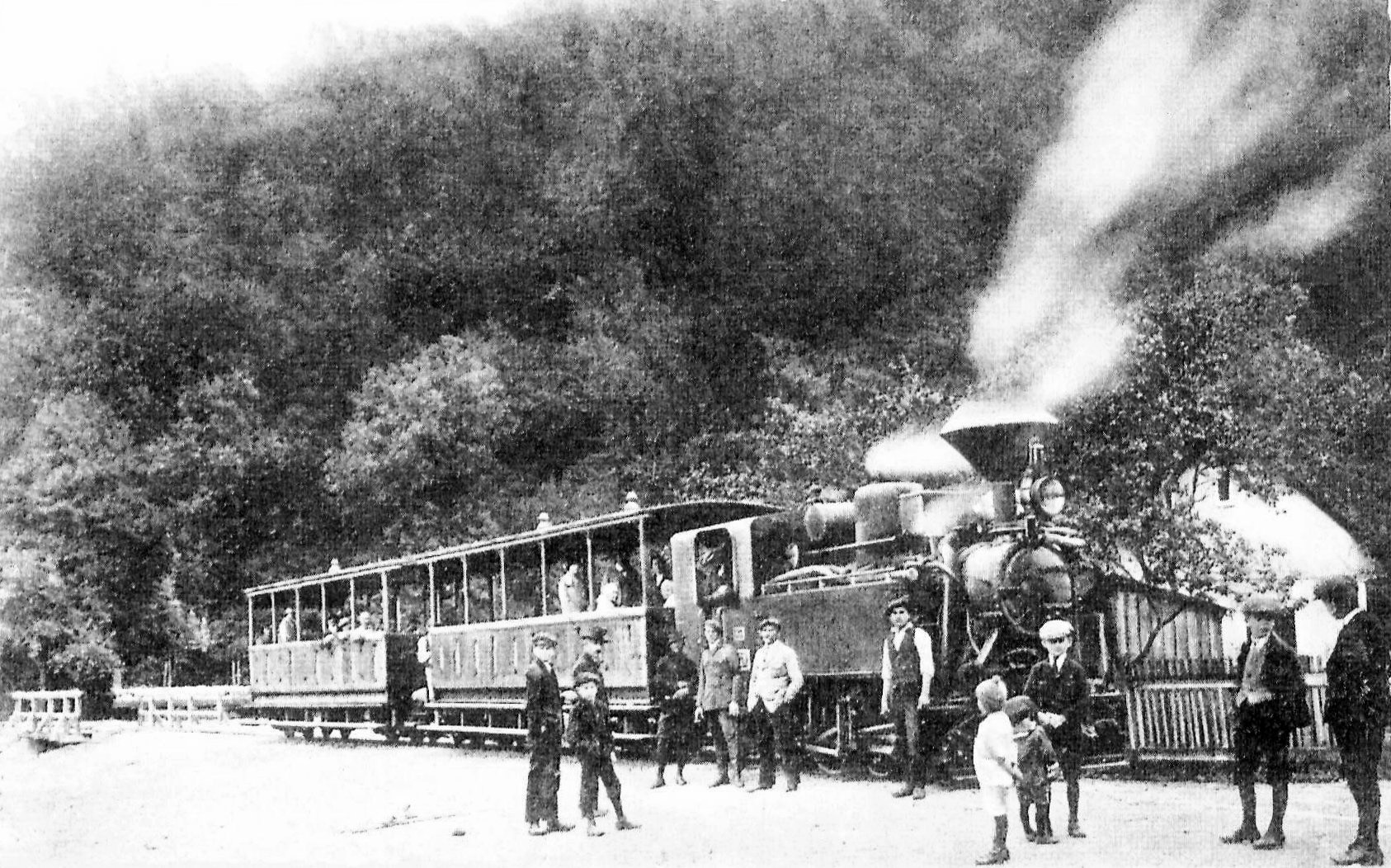
Személyvonat 1926-ban

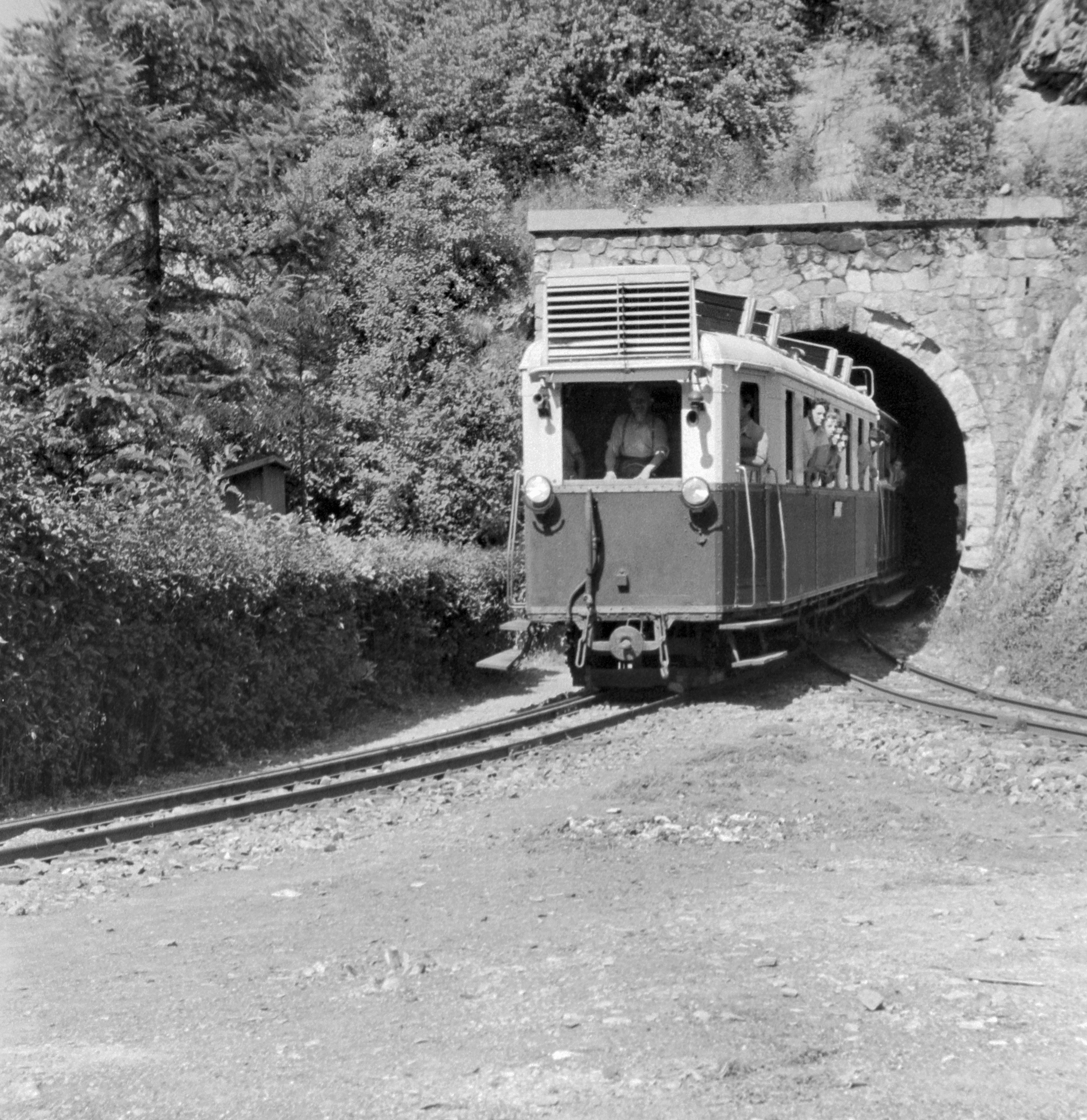
Az egyik Ganz-motorkocsi Lillafüreden

A turizmus igazi fellendülése 1929-hez köthető, ugyanis ekkor készült el a híres Palotaszálló, valamit fejlődött fel a környék turistaparadicsommá. Trianon után sokan az egykori tátrai hegyi üdülőhelyek utódát látták benne, Pávai-Vajna Ferenc vezetésével meg is indult a termálvíz kutatása – sikertelenül. A Palotaszálló felépülésével a vasút útvonalát is módosítani kellett, a lillafüredi vasútállomást délebbre helyezték át és ekkor épült meg a két alagút is. (Az I-es számú 112 méter, a II-es számú 119 méter hosszú.) Az alagutak és a vasút fejlődése miatt, komoly figyelmet fordítottak a vasútbiztonság- technikai előírásokra, Lillafüreden és Majláthon az egri országúton kézi sorompót, Lillafüreden a felső alagút Garadna felőli végén karos jelzőt helyeztek üzembe (a Garadnáról érkező vonat a Görbe-hídnál hangjelzést adott Lillafürednek, a választ az alakjelző közvetítette; szabad/állj), nyomai ma is láthatóak, felvezető pózna és csörlőtartók, csigák formájában. (ezeket a 80-as évek elején fénysorompóra és fényjelzőre cserélték. Az egykori nyomvonal az alagutak mellett a mai napig látható, ezt támfal, távírópózna és ágyazat jelzi. A szálló kiszolgálása érdekében csonka vágányt építettek a keleti alagút előtt, ahova a szálló első éveiben teherkocsikkal szállították az élelmiszert. A Palotaszálló megépülésével és a környék fellendülésével jelentkező nagy turistaforgalom miatt új járműveket is vásároltak, melyek igen modernnek számítottak és ezzel hírnevet is szerzett az erdei vasút. Ezek voltak az 1929-ben megérkezett két egyedi Ganz motorkocsi, valamint azok mellékkocsijai. Az új szerelvények első üzemnapja 1929. július 29-én volt. Ugyancsak ehhez az évhez köthető, hogy a vasútüzem neve is megváltozott, a Szinvavölgyi Erdei Vasút nevet lecserélték Lillafüredi Állami Erdei Vasút névre. 
A napi utazásszám elérte a 900 utast, az utasok száma évente több mint 300 000 főre volt tehető, de a fellendülő személyszállítás mellett a teherforgalom is ugyanúgy megmaradt. Naponta 54 teherkocsinyi tűzifát, 24 kocsi rönkfát és 4 kocsi szenet és cellulózt szállítottak a LÁEV-en.
Nem csak a fővonalon indult meg a személyszállítás. A Mahócai szárnyvonalon 1933-ban ugyancsak megindult az utasforgalom, ekkor még csak Mahócáig.

### Története 1930 és 1970 között

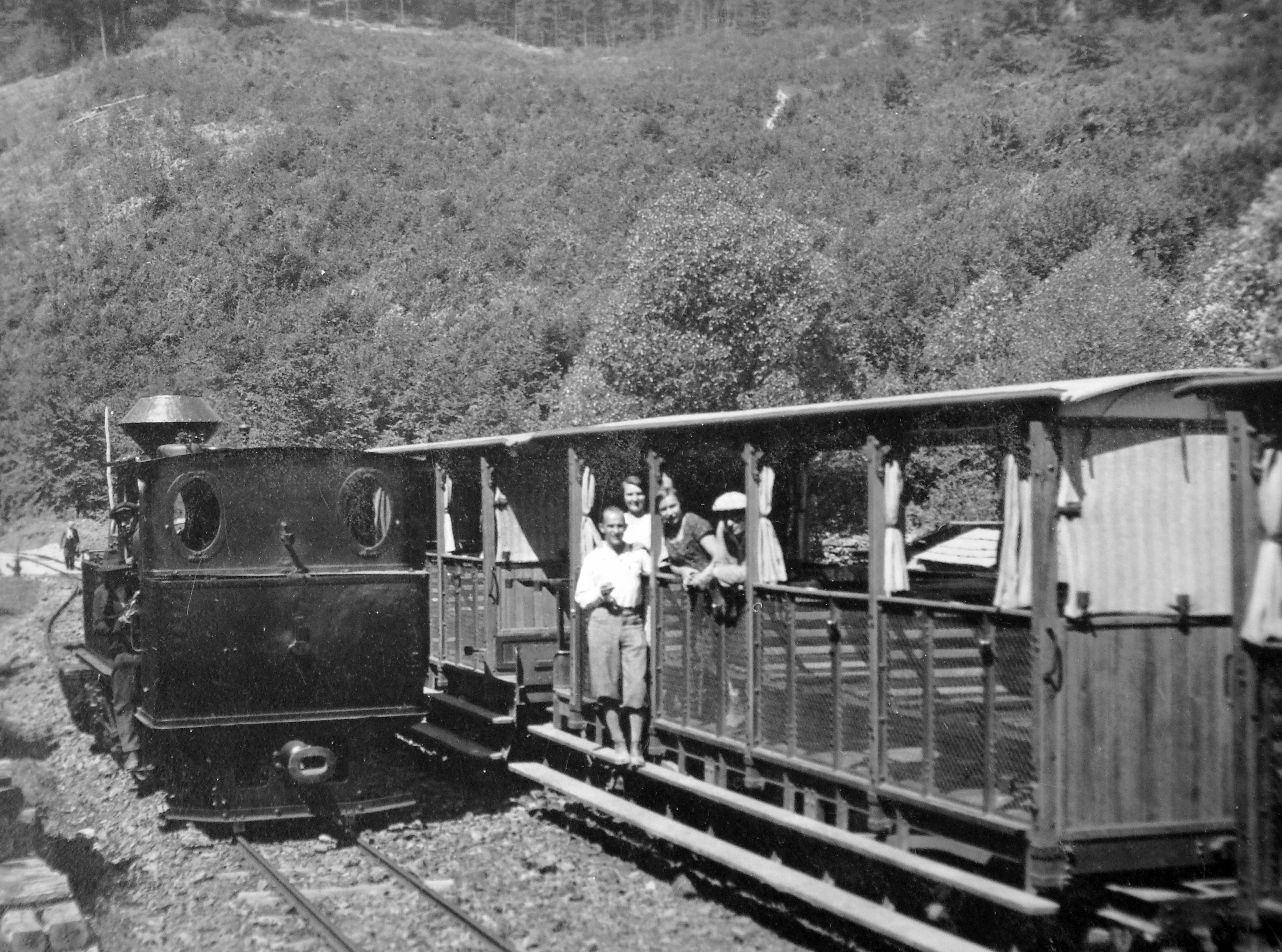
Személyvonat 1932-ben

A Ládi rakodóból kiinduló tatárároki szárnyvonalon egy baleset miatt 1934-ben beszüntették a közlekedést, de ekkor még történtek hálózatbővítéseik is. A mahócai szárnyvonalat 1939 és 1940 között 3,8 km hosszúságban tovább bővítették Taksalápáig.

1939-ben a kisvasút hálózatának hossza 36,3 km volt, rajta tíz pályaudvar és huszonhat megállóhely működött. Ekkor több, mint egymillió árukm-t teljesített a kisvasút, valamit megmaradt a még mindig jelentős személyszállítás is.

Ezután következett a háborús időszak. A vasút járműbázisként szolgált az Észak-Erdélyben lévő kisvasutak ellátásához. Miskolcra a háború idején többnyire csak a LÁEV tudott szenet és tűzifát szállítani, de 1944 végén a vasútüzemet le kellett állítani, mert komoly károkat szenvedett, valamint egy, a diósgyőri vasgyár műszakára munkásokat szállító vonat tűzharcba futott és csaknem szitává lőtték. Ugyan a károk jelentősek voltak, mégis sikerült 1944 végére helyreállítani a közlekedést. Ekkor csak a kisvasút tudta összekötni a Szinva völgyét Miskolccal.
1945 és 1947 között a vasutat sok helyen újjáépítették a háborús károk miatt. A kommunista hatalomátvétel után a vasutat államosították. Nehéz időszak következett, 1947-től néhány éven belül 6 üzemvezető váltotta egymást, a gyakori váltás és eltérő elképzelés miatt a vasút áruszállítása megcsappant.

A második világháború lezárása után újabb bővítés következett. A már Taksalápáig kibővített mahócai szárnyvonalat újra bővítették, ezúttal Tízesbércen át Farkasgödör-Örvénykő állomásig. A szárnyvonal ekkor elérte a legnagyobb, 17 km-es hosszát.

Az elkövetkező időkben csak a járművek tekintetében következett be változás. A híres motorvonatokat 1948-ban és '49-ben pártutasításra elszállították a budapesti Gyermekvasútra, ahonnan csak 1951-ben illetve 1963-ban, erősen elhanyagolt állapotban kerültek vissza. 1954-ben vette állományba a vasút az első dízelmozdonyait. Ekkor még mindig volt teherszállítás, és a beszerzett C-50-es mozdonyok leginkább itt dolgoztak, majd később megjöttek a nagyobb teljesítményű Mk48-as mozdonyok is. Az első, 1961-ben frissen a gyárból érkezett és ma is közlekedik D02-508 pályaszámon. Ezt a mozdonyt a vasút jóvátételként kapta a MÁV-tól, köszönhetően a motorkocsi ügyében lefolytatott és megnyert bírósági pernek. 1972-ben mechanikus, 1976-ban hidraulikus Mk48-asok érkeztek. A mechanikus Mk48-asok megbízhatatlansága miatt azokat lassan, az utolsót 1978-ban selejtezték. A gőzvontatás a vonalon az egyetlen megmaradt gőzmozdony kiállításával 1972-ben megszűnt. Az 1968-as közlekedéspolitikai koncepció ezt a vasutat nem érintette.

### A teherszállítás megszűnőben, több vonalat elbontanak
Szocialista elvű "Városfejlesztési" okokból a fővonalat két lépcsőben visszavágták. Először 1973-ban csak a Szent Anna tér és a Fáskert között számolták fel a kisvasutat, így az alsó végállomás visszakerült az eredeti helyére, Fáskertbe. Ezt még tovább fokozva 1978-ban a Fáskertig vezető pályát is elbontják, a városi végállomás visszaszorult a jelenlegi helyére, a Dorottya utcára. Az elbontást feltétlenül szükségessé tevő teendő nem volt, a vasút egykori nyomvonalára nem épült semmi, jól látható és végigjárható a mai napig is – de már csak gyalogosan... A vasúti visszavágást talán csak egy tényező indokolta részlegesen; a Szent Anna térre épített 3 db 10 emeletes panelház, ám ez csak a Fáskert és a Szent Anna tér (akkor Eszperantó tér) közti pár száz méteres szakasz elbontását szükségelte volna. A vasút további visszavágása időről időre szóba kerül, a Diósgyőri várhoz való áthelyezés azonban nincs napirenden, hiszen a vasút így elveszítené országos kapcsolatát, a villamosmegállót, mely közvetlen kapcsolatot teremt a Tiszai Pályaudvarral illetve Miskolccal.
Ezután következett be a teherszállítás vége. A faáru szállítása a motorizációval egyre inkább átkerült a közútra, a kisvasút pedig egyre kevesebb teherárut szállított, öngerjesztő folyamatként az áruszállítás egyre drágább lett. A Lillafürednél kiágazó Kerekhegyi szárnyvonalon 1983-ban, a Dorottya utcáról a nagyvasúti rakodóhoz tartó szárnyvonalon 1989-ben szűnt meg a teherszállítás, 1990-91-ben pedig végérvényesen minden vonalon. Mivel feleslegessé váltak, elkezdték a csak teherszállításra használt szárnyvonalak bontását. A Kerekhegyi szárnyvonalat 1990-ben, a Ládit 1994-ben bontották el. Nyomaik a mai napig jól láthatók, a vonalvezetés bejárható, azt műtárgyak és ágyazat valamint ott felejtett talpfák és sínszálak jelzik. A kerekhegyi szárnyvonalon található a vasút legszebb hídja, a Szinva fölött. Bár a vasút pénz szűkében volt, ezen vonalak elbontását sem indokolta különösebb teendő, legfeljebb a tolvajok tevékenykedésének megakadályozása. A teherszállítás megszüntetésével a teherforgalom kiszolgálóegységei, a rakodók, forgalmi kitérők, raktárak, őrházak, irodák többsége kihasználatlanul maradt, azok többségét elbontották. A teherszállítás legfőbb mementói a szomorúi illetve a közép-garadnai rakodók, melyek eredeti állapotukban vannak, kitérővágánnyal, a szárnyvonalon a mahócai rakodó illetve az andókúti vízdaru.

### A turizmus marad

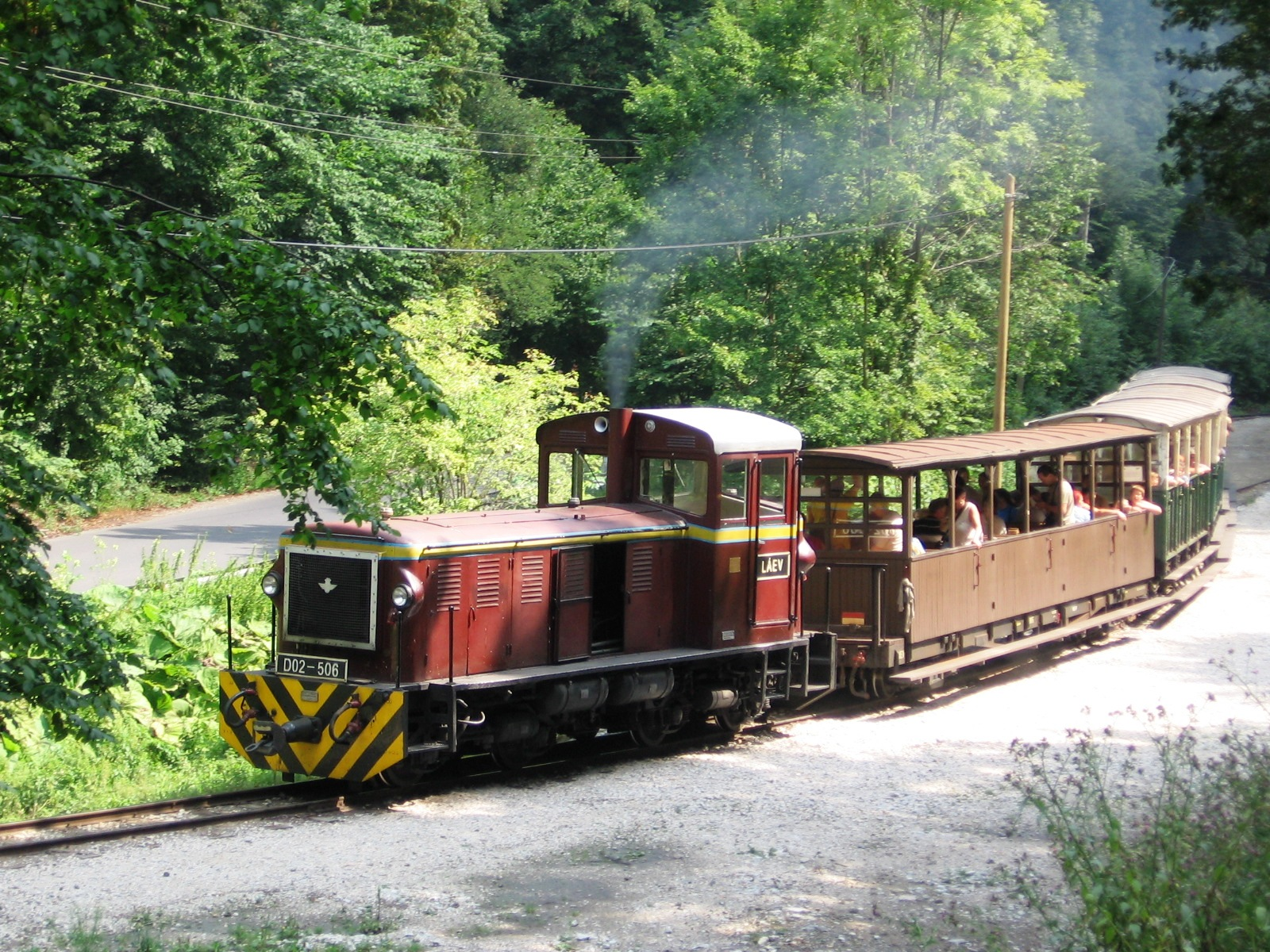
Szerelvény a fővonalon az Őskohó közelében

Miután a vasútnak több vonalát elbontották, csak a fővonal és a Mahócai szárnyvonal maradt meg. A fővonal mentén a sok látnivaló miatt a személyszállítás virágzott, ám az ekkorra már egyetlen megmaradt szárnyvonal problémákkal küzdött. Ez utóbbi alapvetően teherszállításra használt vonal volt, menetrend szerinti személyforgalom hol megszűnt – hol újra megindult rajta. A pálya leromlott állapota miatt 1993-ban kényszer üzemszünetet vezettek be, és a nem használt pályán elkezdték ellopni a síneket. A közlekedés Mahóca állomás és Farkasgödör-Örvénykő végállomások között a sorozatos lopások miatt lehetetlenné vált, bár az említett végállomáson menetrend szerint utoljára 1994-ben járt vonat. Ugyan voltak kísérletek a megrongált pálya visszaállítására, a rendszeressé vált lopások miatt az erdészet maga szedette fel a megmaradt pályát Mahóca és Farkasgödör között. A meghagyott Papírgyár – Mahóca szakaszon a rossz állapotok miatt felújítási munkák indultak, 2008-ban az erdei iskoláig, majd 2014-ben Mahócáig. Jelenleg is idáig járható a szárnyvonal.

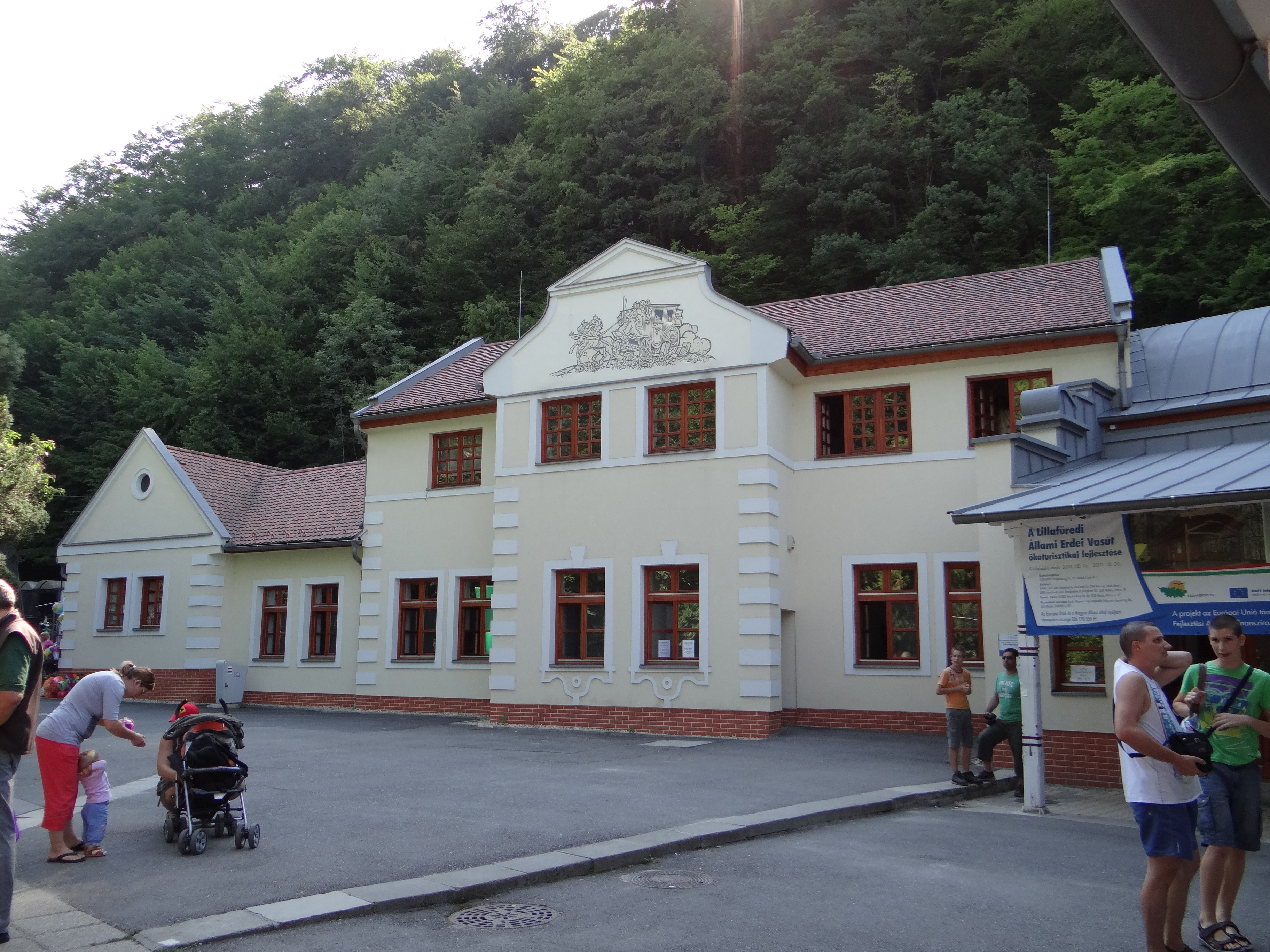
A felújított lillafüredi állomásépület, benne kiállítás működik

A mahócai szárnyvonallal szemben a turisztikai szempontból sokkal jelentősebb fővonal sorsa jobban alakult, itt sok fejlesztés történt. Felújították a Dorottya utcai végállomást, valamint a teljes járműparkot korszerűsítették, légfékesítették. 2010-ben Európai Uniós pályázatot nyertek, ami keretében Lillafüred és Garadna állomások is megújultak, valamit egy dízel-villamos üzemű, hibrid mozdonyt is vásároltak. Ez egy igazi különlegesség, ugyanis ez a világ első kisvasúti hibrid mozdonya. Akárcsak a Palotaszálló építésének idejében a Ganz motorkocsik, a hibrid mozdony is a kor legfejlettebb technológiájának számítottak.

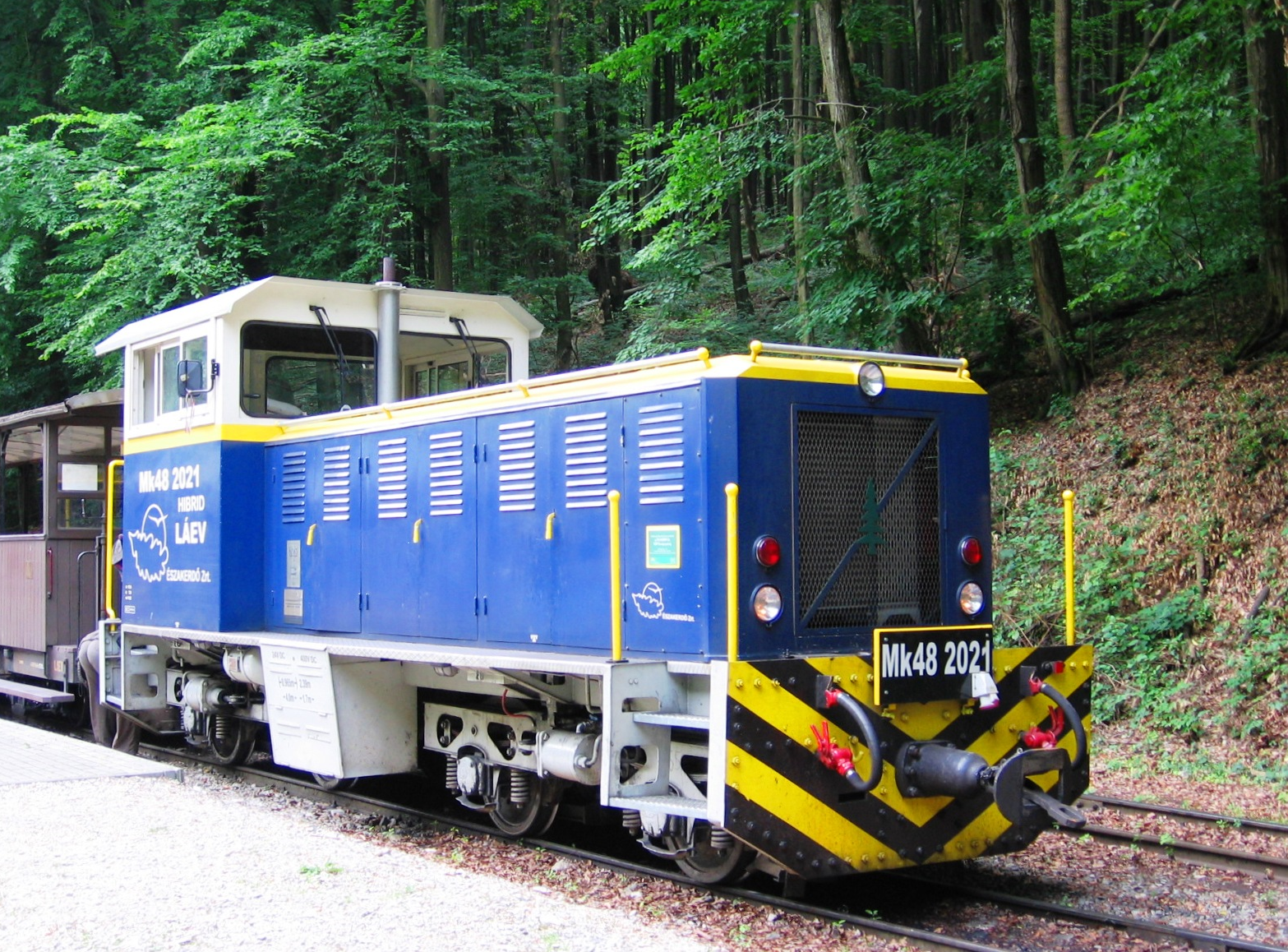
A hibrid mozdony Garadnán

A teherszállítás megszüntetése óta a kisvasút továbbra is jól megvan. A Palotaszálló kiépülése óta Lillafüred jelentős idegenforgalmi központ, így a LÁEV utazásszámai is igen magasak, rendszeresen évi 200 000 utazás fölött vannak a számok, ami a magyarországi kisvasutak körében egész kiemelkedőnek számít; ezen a szinten szokott még teljesíteni a szintén a Bükk hegységben lévő Szilvásváradi Erdei Vasút, valamint a budapesti Gyermekvasút. Egy 2014-es felmérés szerint a Gyermekvasút után a lillafüredi volt az ország második legforgalmasabb kisvasútja.
A közelmúltban a meglévő vasúti pálya nyomvonalát nem módosították, nem épült ki új vonal és nem is szüntettek meg meglévőt. A Zöld Nyíl villamosprojekt kapcsán szóba került, hogy a fővonalat újra visszavágják, ugyanis a villamos a kisvasút majláthi telephelye mellé hosszabbodott meg, így az esetleges visszavágás után a villamoshálózatról ugyanúgy elérhető maradna a kisvasút. A Majláth – Dorottya utca szakasz megszüntetése 3 km rövidülést jelentett volna, amivel szinte teljesen megszűnt volna a városi szakasza a fővonalnak. A rövidülés nem következett be és jelenleg nem is tervezik megvalósítani.
Pályázati forrásból 2020-ban komoly fejlesztések indultak a vasútvonalon. A meglévő pálya teljes újjáépítése mellett a járműállományt is felújították és további személykocsikkal kibővítették. A Pisztrángtelep mellé új megállóhelyet építettek.

### Összefoglaló táblázat
Az állomások a mai nevükön szerepelnek.
| Esemény | Esemény      | Év   | Vonal          | Érintett pályaszakasz                                      |
| ------- | ------------ | ---- | -------------- | ---------------------------------------------------------- |
|         | Átadás       | 1920 | Fővonal        | Fáskert – Dorottya utca – Papírgyár – Lillafüred – Garadna |
|         | Átadás       | 1921 | Ládi sz.       | Dorottya utca – Ládi rakodó                                |
|         | Átadás       | 1921 | Tatárároki sz. | Ládi rakodó – Vásárhelyi rakodó                            |
|         | Átadás       | 1922 | Mahócai sz.    | Papírgyár – Mahóca                                         |
|         | Átadás       | 1922 | Kerekhegyi sz. | Lillafüred – Kerekhegyi rakodó                             |
|         | Átadás       | 1927 | Fővonal        | Fáskert – Szent Anna tér                                   |
|         | Megszüntetés | 1934 | Tatárároki sz. | Ládi rakodó – Vásárhelyi rakodó                            |
|         | Átadás       | 1940 | Mahócai sz.    | Mahóca – Taksalápa                                         |
|         | Átadás       | 1947 | Mahócai sz.    | Taksalápa – Farkasgödör-Örvénykő                           |
|         | Megszüntetés | 1973 | Fővonal        | Fáskert – Szent Anna tér                                   |
|         | Megszüntetés | 1978 | Fővonal        | Dorottya utca – Fáskert                                    |
|         | Megszüntetés | 1990 | Kerekhegyi sz. | Lillafüred – Kerekhegyi rakodó                             |
|         | Megszüntetés | 1994 | Ládi sz.       | Dorottya utca – Ládi rakodó                                |
|         | Megszüntetés | 2001 | Mahócai sz.    | Mahóca – Taksalápa                                         |
|         | Megszüntetés | 2006 | Mahócai sz.    | Taksalápa – Farkasgödör-Örvénykő*                          |

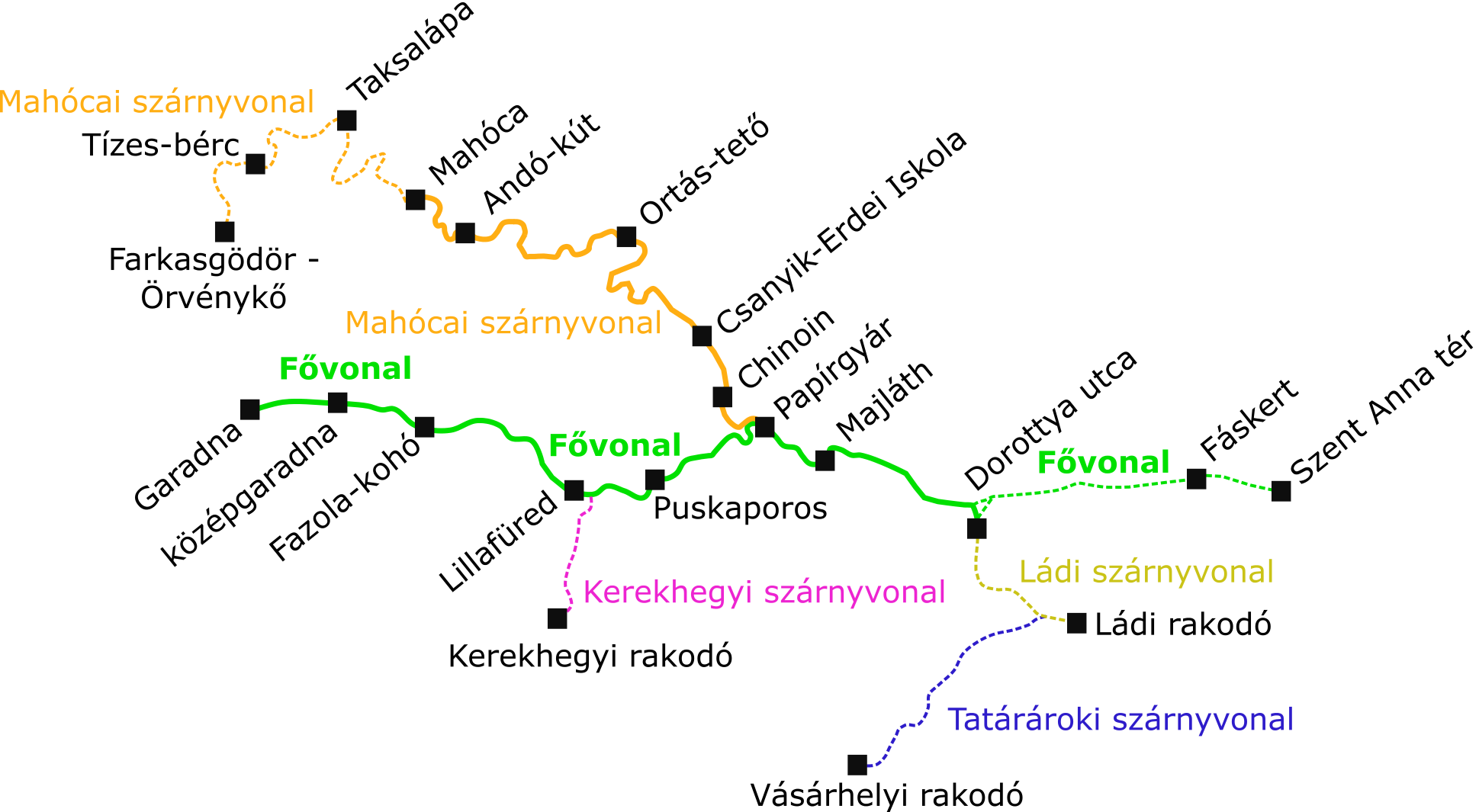
A kisvasút vonalainak sematikus rajza. A már nem létező vonalak halványan szerepelnek

* A Mahóca – Taksalába szakasz 2001-es megszüntetése miatt Farkasgödör felé a pálya ekkor már nem volt hozzákapcsolva a hálózathoz

## Szárnyvonalak

### Mahócai szárnyvonal

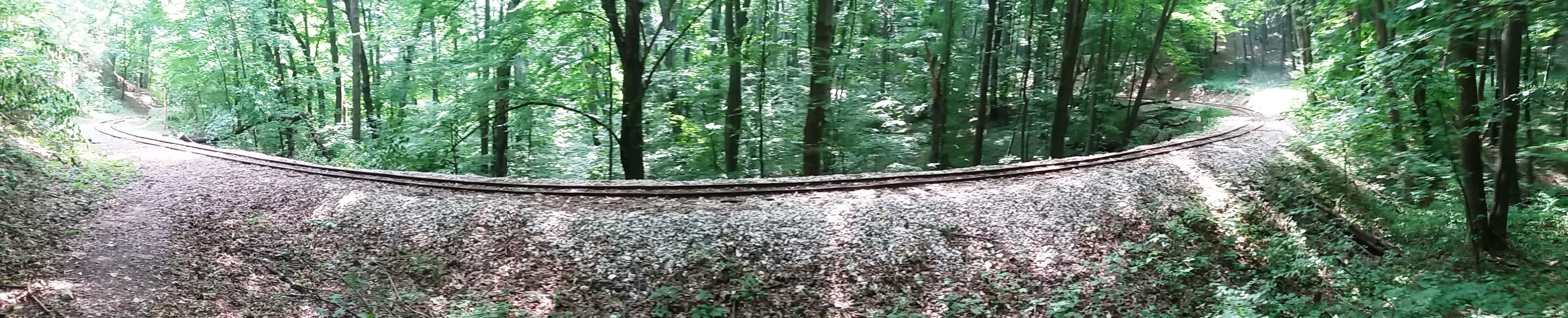
Közel 180°-os ív Mahóca közelében. A Mahócai szárnyvonalon rengeteg ehhez hasonló éles ív van

A Mahócai, vagy más néven a Parasznyai szárnyvonal a fővonalból Papírgyár állomásnál ágazik ki. Kiépülése fokozatosan történt. Első szakasza 1920-22-ben készült el Modrovich Ferenc tervei alapján, 11 km-es hosszúságban Mahócáig. Legnagyobb emelkedése 42 ezrelék, az erdei iskola és Ortás-tető között. A szárnyvonalon elsősorban teherszállítás folyt, de 1933-ban egy rövid ideig megindult rajta a személyszállítás is. A meglévő vonalat bővítve 1940-ben Fülöpp Zoltán és Kövess János tervei alapján megépül a Mahóca-Taksalápa közötti 3,8 km-es pálya, majd 1947-1948-ban dr. Sali Emil erdőmérnök tervei alapján megépül a Taksalápa – Tízesbérc – Farkasgödör-Örvénykő szakasz is. 

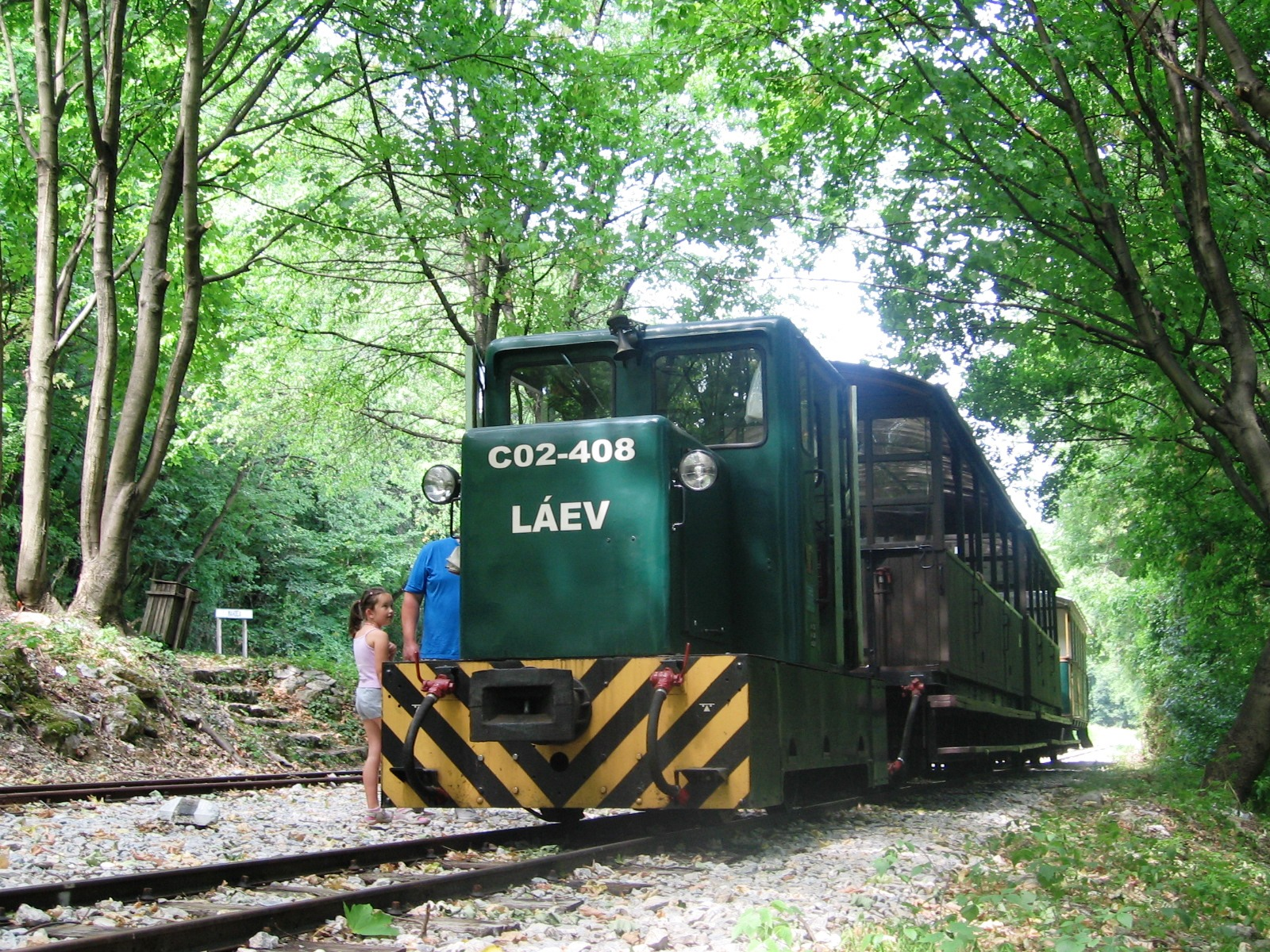
Egy C-50-es Mahócán

 Ezzel a szárnyvonal több mint 17 km-re bővült és elérte a legnagyobb hosszát. 1963-ban újraindult a személyszállítás a szárnyvonal teljes hosszán, Farkasgödörig, melyet ekkor „szalonnasütő vonat” néven is emlegettek. 1983. május 21-én szerencsés kimenetelű baleset történt: a Farkasgödör felé tartó szerelvény két kocsija kisiklott, az egyik az oldalára dőlt. Tizenketten szenvedtek könnyebb sérülést, az eset miatt a személyforgalmat ideiglenesen leállították.
A teherszállítás ezen a vonalon 1989-ben szűnt meg, majd a pálya állapotának romlása miatt 1993-ban leállították a közlekedést. A már nem használt síneket ekkor elkezdték ellopkodni. Ugyan 1998-ban ismét megindult a forgalom a nyári hétvégéken, de a sorozatos lopások miatt nem lehetett Farkasgödör-Örvénykőig közlekedni, ott az utolsó menetrend szerinti szerelvény 1994-ben járt.

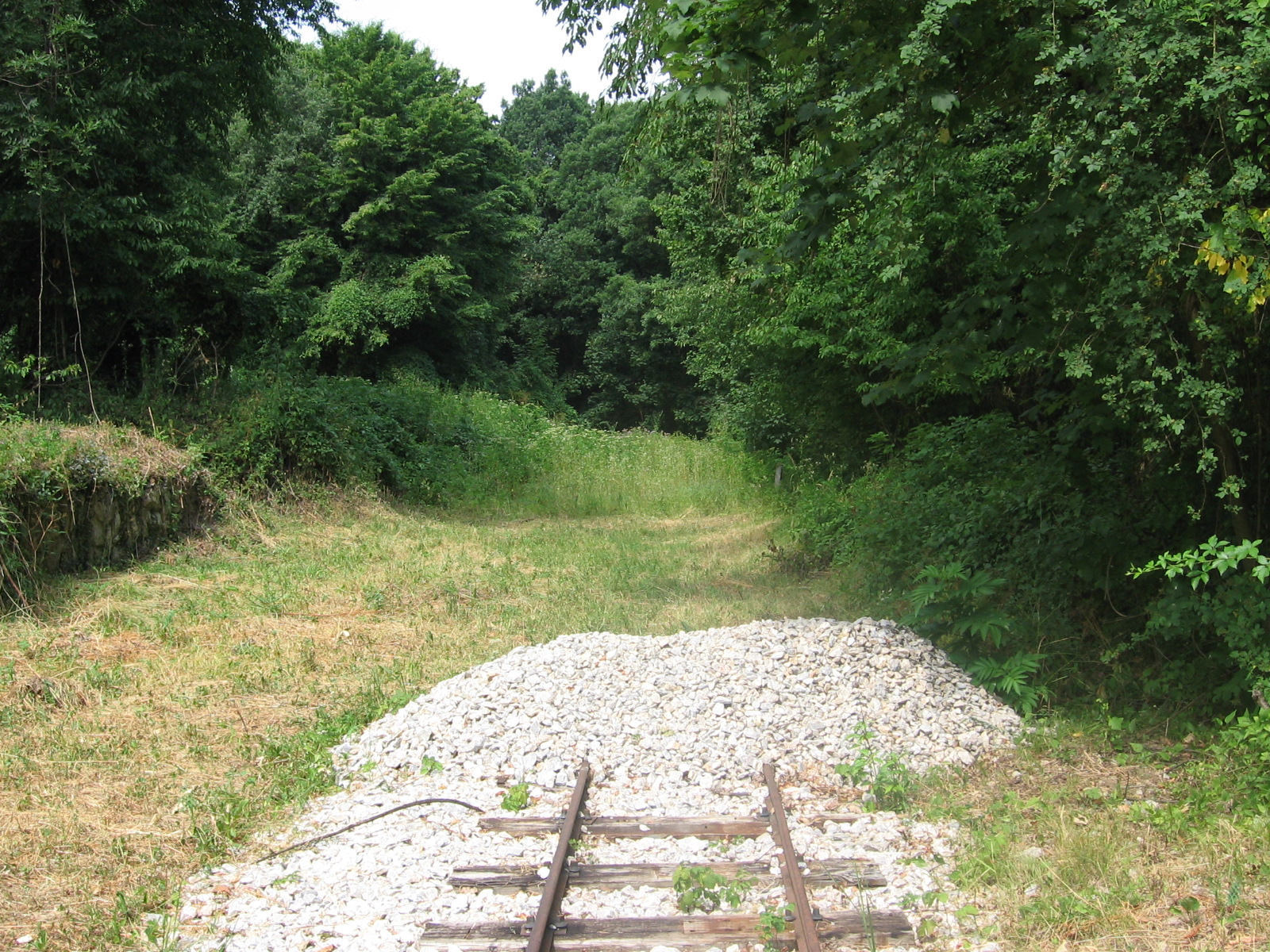
A pálya jelenlegi végpontja Mahócánál. Régen innen még 8 km hosszan ment tovább a vasút Taksalápán és Tízesbércen át Farkasgödör-Örvénykőig

Az önkéntes munkával eltűnt síneket és talpfákat 2001-ben pótolták Mahóca és Taksalápa között, és így a vonatok újra Taksalápáig közlekedtek, két hétig. Az öröm viszont nem tarthatott sokáig, mert újbóli lopások történtek kb 150 m hosszúságban. Ezután „vagy ők, vagy mi” alapon a LÁEV felszedette a síneket Mahóca és Taksalápa között, miközben Taksalápa után hibátlan állapotban megmaradt a pálya. A jó állapotú, ám már a köztes szakasz híján nem használható Taksalápa – Tízesbérc – Farkasgödör szakaszon szintén az erdészet szedette fel a síneket 2006-ban. Ma már nagyrészt csak a vágányok jól felismerhető helye van meg, de pl. Mahóca után egy rövidebb pálya teljesen épségben megmaradt.
2004-től volt újból személyforgalom nyáron hétvégeken (2007-es menetrend szerint napi egy vonatpár), de előfordultak kimaradások. 2008-tól 2014-ig a vonalon ideiglenes üzemszünet volt érvényben, ekkor csak Ortástetőig volt járható a szárnyvonal. Ortástető felett a pálya több helyen árvízkárokat szenvedett, míg Mahócánál az állomás jelentős részét (kb. felét) ellopták. A lopási-rongálási károk javítása mellett azonban a pálya állapota is nagyon rossz állapotú lett. (Nyomtávbővülés, szétrohadt talpfák, korrodált csavarok.) Ezért a LÁEV szakaszosan felújította a vonalat: előbb 2008-ig az Erdei iskoláig, ahol új mozdonykörüljárási lehetőség is létesült, majd 2014-ben Mahócáig. Napjainkban idáig járható. Menetrend szerinti közlekedés nem üzemel rajta, azonban rendszeresen járnak erre különvonatok. Az első különvonat 2014. október 25-én indult, azóta alkalmanként indul különjárat a szárnyvonalon. Az, hogy a mahócai szárnyvonalon menetrend szerint mikortól járnak a vonatok, még kérdéses. Az újraindításnak a műszaki akadályai már elhárultak, ám a pénzhiányra hivatkozva egyelőre nem indítják újra a forgalmat. A mahócai állomáson alkalmanként fát rakodnak.

### Tatárároki szárnyvonal
A tatárároki szárnyvonal 1921-ben épült 4,5 km hosszú volt, a Déli-Bükk feltárására épült. A Ládi teleptől a vásárhelyi rakodóig (Bükkszentlászlóig vagy Vásárhelyi rakodóig) vezetett, meredek, 55‰-es emelkedéssel és éles kanyarokkal. 1925 januárjában megcsúszott egy tehervonat és a völgybe száguldott. A baleset két emberéletet követelt, ezért a forgalmat itt 1934-ben megszüntették, a síneket felszedték. Ma már csak néhány helyen lehet felfedezni, hogy ott valaha vonat járt, ilyen például a Mexikó völgybe vezető út fölötti híd, vagy néhány támfal amelyből bőven akad, köszönhetően a vonal meredek oldalakon történő vezetésének. Legjellegzetesebb nyoma az ún. tatárdombi delta, melynek három ágában ma közút van (2505-ös közút, bükkszentlászlói út, és a kettőt összekötő útszakasz), valamikor pedig a három irányba tartó vasútvonalak találkozási pontja volt.

### Kerekhegyi szárnyvonal

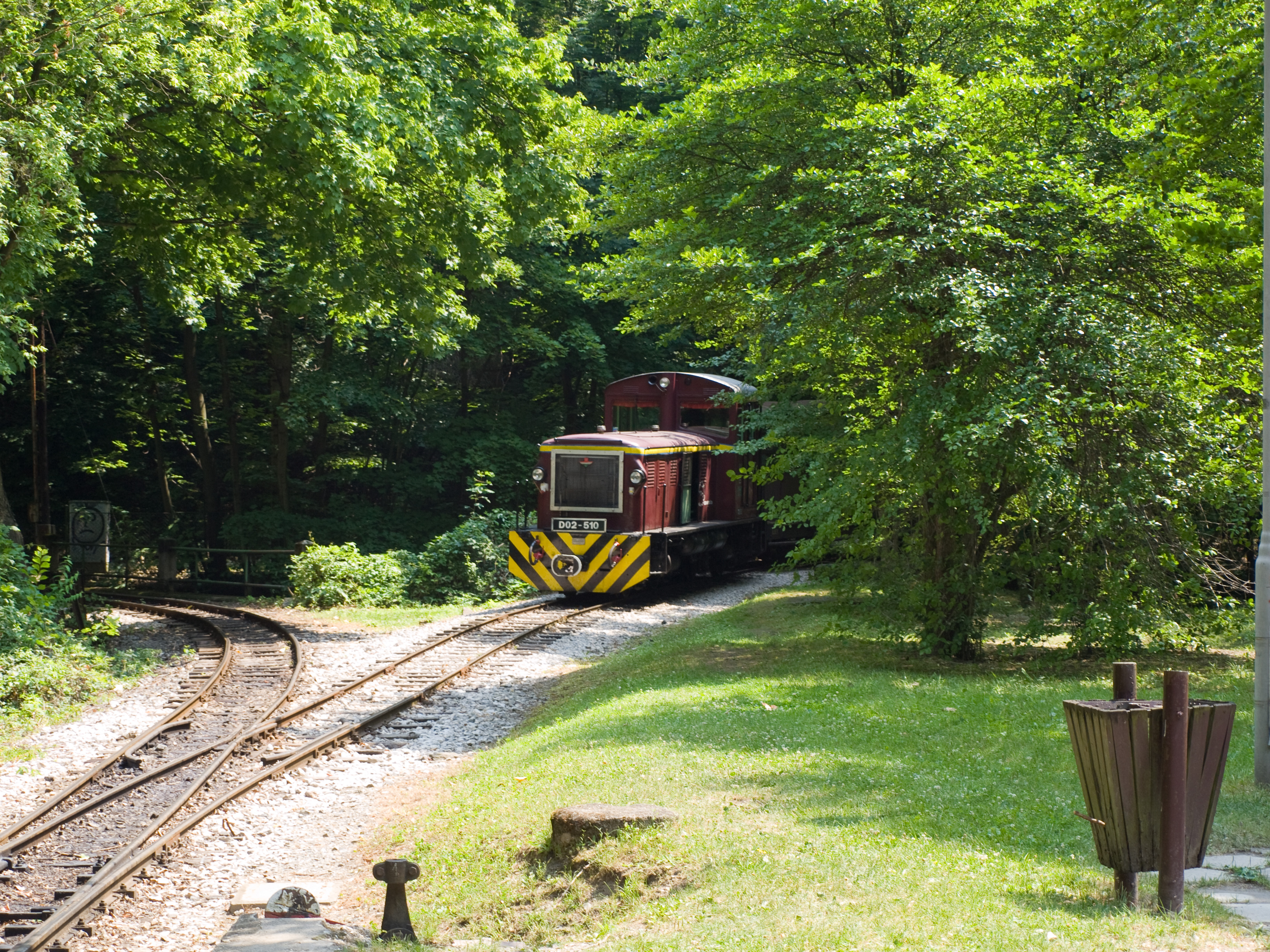
Szerelvény tart üzemszünetet a Kerekhegyi szárnyvonal egykori kiágazásában

1921–1922-ben épült a Lillafüred állomásról egy deltavágánnyal kiágazó, 2 km hosszú Kerekhegyi szárnyvonal a Kerekhegyi rakodóig. A vonal a delta után erősen emelkedett, átkelt egy nagyobb (ma is meglévő) szegecselt acélhídon a Szinva patakon, majd az egri országút mellett haladva és egy kisebb, szegecselt vashídon ismét átkelve érte el a végpontot, ahol a vonatok mozdonya körüljárhatott vagy betolhatta vonatát a rakodóvágányokra. Egy időben menetrend szerinti személyforgalom is zajlott rajta, kiszolgálva a Lilla szállót. A két világháború között ötletként felmerült, hogy ebből a szárnyvonalból kiindulva a Bükk-fennsíkon át összekössék a LÁEV-et a Szilvásváradi kisvasúttal, de végül az elképzelésből nem lett semmi. Az elmélet a 90-es évek végén ismét felmerült de akkor már végleg elvetették, a két vasút különböző érdekszférába kerülése, illetve a kihasználatlanságtól való aggodalom és gazdasági hátráltató okok miatt. A teherforgalom hanyatlása miatt a vonalat 1990-ben szüntették meg, egy nagyon rövid szakasz kivételével, melyet ma tároló- és fordítóvágányként használnak. A szakasz újjáépítése a lillafüredi libegő létesítésével napirendre került, de jelenleg nem szerepel a tervek között. Nyomvonala a mai napig jól kivehető, és bár nagyon kis mértékben beépítésre került, helyenként még megmaradt sínek is láthatóak.

### Ládi szárnyvonal

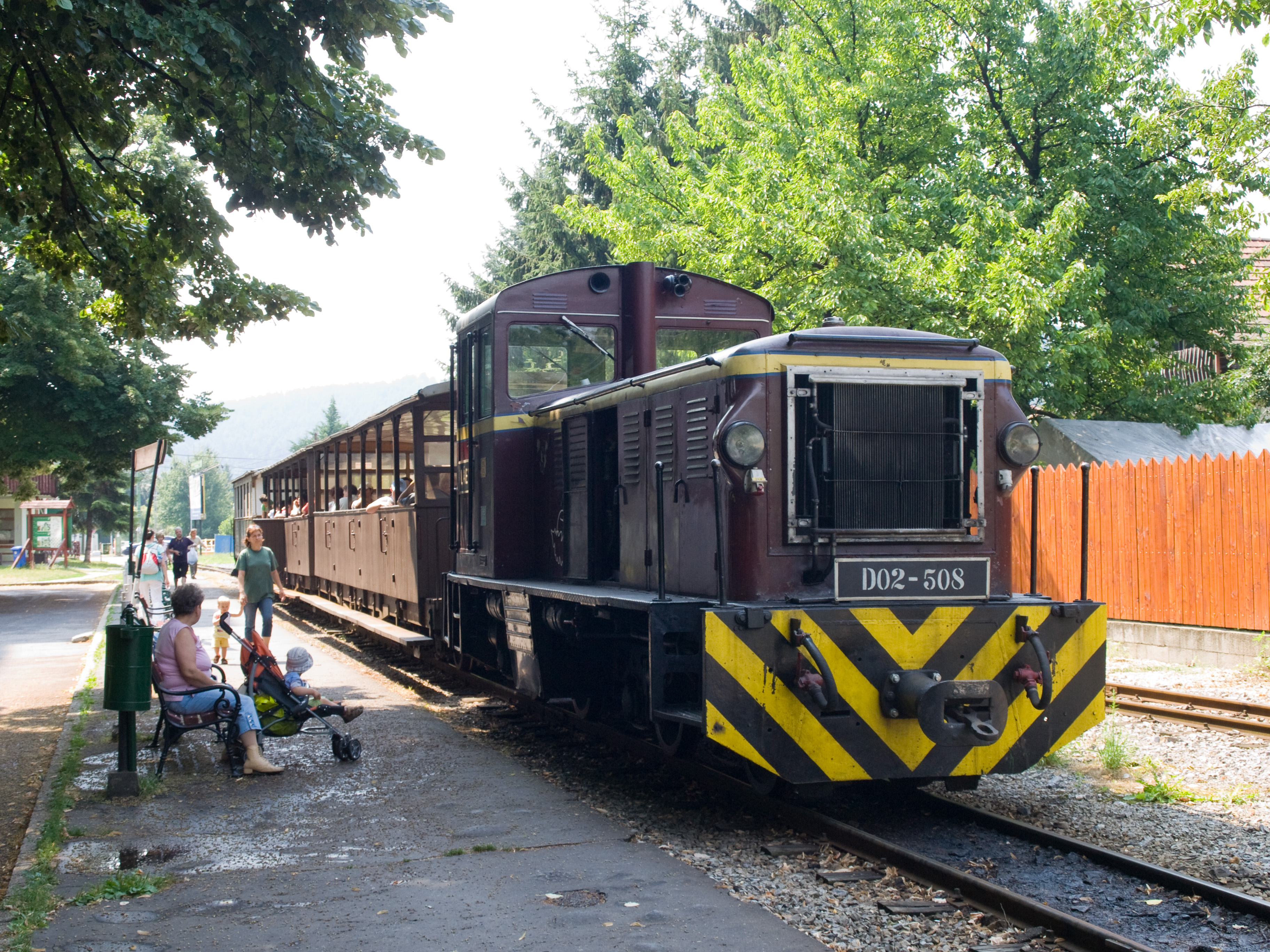
Dorottya utca, jelenlegi végállomás. Régen innen indult a Ládi szárnyvonal, melyet 1994-ben bontottak el

1921–1922-ben létesült a 3 km hosszú Ládi szárnyvonal, mely összeköttetést jelentett a MÁV-val és a Diósgyőr-Vasgyár állomásához csatlakozott. Ezt a vonalat teherszállításra használták, de a '30-as években kormányzati különvonatok is közlekedtek rajta. Lefelé fát és dolomitot hordtak rajta a nagyvasútra, fölfelé a Papírgyár szenét. A Dorottya utcai állomástól továbbmenve átszelte az 1-es villamos vágányait, majd két hídon és néhány útátjárón áthaladva jutott a fatelepig, ahová a nagyvasút vágányait keresztezve ért be. A vasútvonalnak komolyabb személyforgalmat is szántak. Régebbi elképzelések szerint a Miskolcra érkező turisták a Ládi rakodóban szállhattak volna át a kisvasútra. Ez az elképzelés néhány alkalommal, például 1933-ban meg is valósult.

„1933. júniusában megrendezik a Lillafüredi Írói hetet, amelyhez kultúrvonatokat indítottak Budapest–Lillafüred között, Ládi fatelepen történő egyszeri átszállással”

A teherszállítás 1989-ben megszűnt, ezért 1994-ben, a villamospálya felújításával egy időben felbontották. Nyomvonala jól felismerhető módon ma is megvan, valamint a Ládi rakodóban a normál vasút vágányai ma is használható állapotban vannak.

### Tardonai vonal
Ezt a vonalat nem építették meg, de nyomvonalának kijelölése és a pontos tervei megvoltak, amelyekre 3 millió forintot költöttek. A mahócai szárnyvonalból Tizesbérc állomás előtt (Koponya-tetőnél) ágazott volna ki és északi irányba 5,7 km-en át Tardonáig tartott volna. A vonalat 1997-98-ban tervezték megépíteni, de nem lett belőle semmi. Ennek oka egy környezetvédelmi hatástanulmány, mely szerint több faj, köztük a fokozottan védett Artogeia bryoniae lepke életterét zavarná a beruházás. Engedély, társadalmi igény és tőke hiányában ma már nincs napirenden, és bár a tervek megvannak, az építkezés költségesebb is lenne, hiszen Tizesbércnél is hiányoznak a sínek. Ha megépülne, akkor a parasznyai szárnyvonal nagyobb forgalmat kapna, de Farkasgödör-Örvénykő állomás helyett Tardona lenne a végállomás. Más szóval a pályaszakasz „Kijönne a gödörből”, ugyanis a nyílt erdő helyett egy település lehetne a végcél, ami Tardonát is fejleszthetné, turisztikai településsé is válhatna.

## Járműállomány

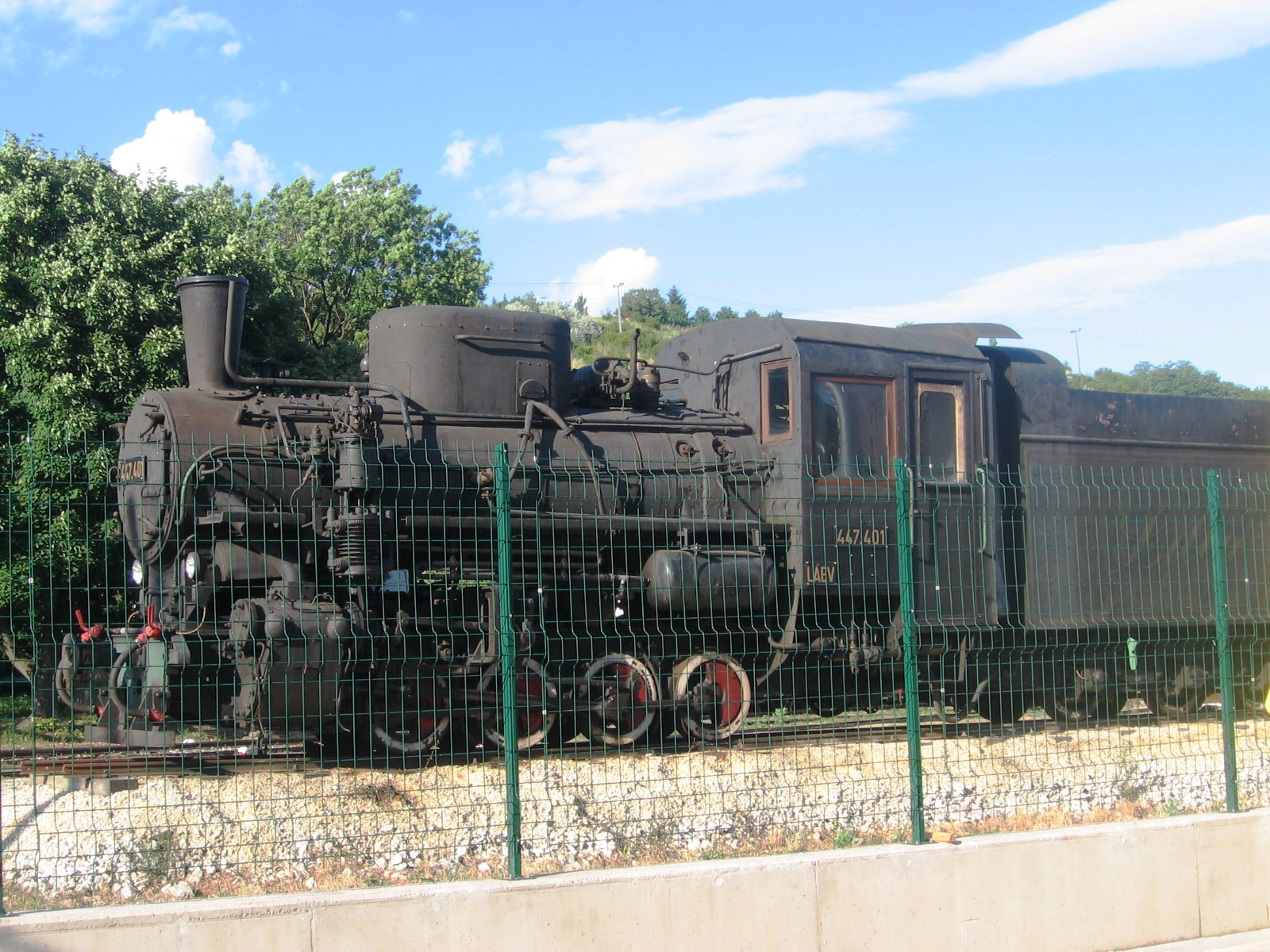
Lilla felújításának a befejezéséhez nincs elég pénz, így pénzre várva Majláthon „szobrozik”

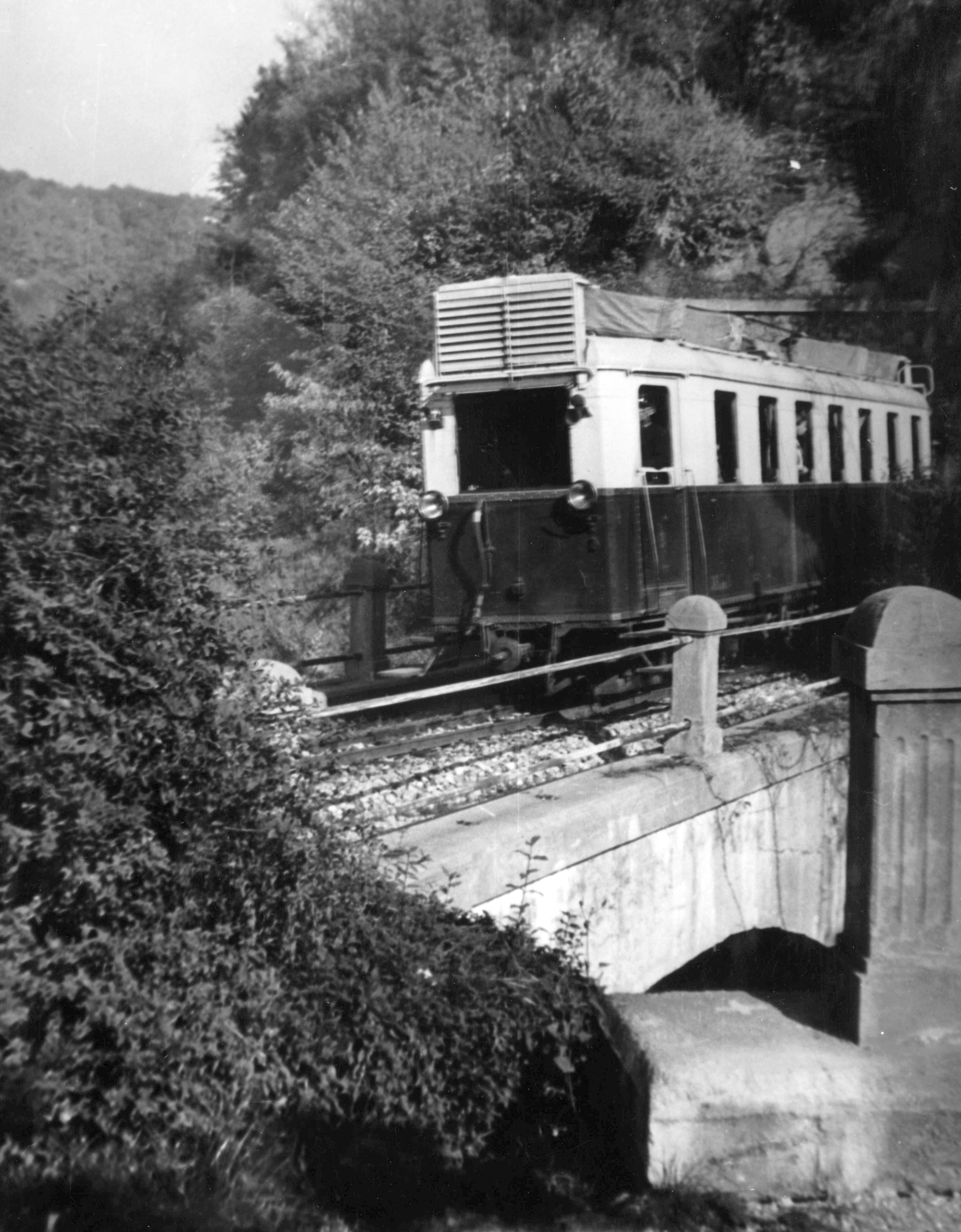
Az egyik motorvonat 1949-ben Lillafüreden

### Vontató járművek
- A vasútüzem elindulásakor természetesen csak gőzmozdonyok közlekedek, ám ezekről nem nagyon maradtak fenn források. Az egyetlen ma is itt található gőzmozdony a szerkocsis Kv-4 típusú gőzös. A szerkocsis kivitelezés a magyarországi kisvasutakon nem volt túl elterjedt, a szertartályos mozdonyok sokkal jellemzőbbek voltak. A Kv-4 típusból 240 db készült Magyarországon, ám itt csak 6 példány állt forgalomba, a többit háborús jóvátételi díjként exportálták. A Lillafüredre került egy darab (447 401) ilyen típusú gőzös 1954-ben lett gyártva és egyből itt állították szolgálatba. Elsősorban a fővonalon közlekedett, de a Mahócai szárnyvonalon is megfordult. A gőzvontatás megszüntetéséig, 1972-ig forgalomban maradt, utána megőrizték és kiállították. Később felmerült a nosztalgiaüzem gondolata, ezért felújították és 2000-től 2008-ig újra dolgozott, nosztalgiajáratokkal. Jelenleg nem üzemképes, ezért ma már ismét csak a szobormozdony funkciót tölti be Majláthon.[14]
- A Palotaszálló építésével egy időben, 1929-ben motorvonatot helyeztek üzembe. Ebből az egyedi típusból 2 példányt vásároltak. Ezek az Ab amot-1 és Ab amot-2 motorkocsik voltak, a maguk korában csúcstechnológiának számítottak. 1948-ban és 1949-ben Gyermekvasútra szállították a két motorkocsit és a hozzájuk tartozó két pótkocsit. Néhány év használat után, 1951-ben és 1963-ban a kölcsönadott járműveket visszaszállították a LÁEV-hez, ahol tovább használták őket. 1977-ben az A02-601-es kikerült a forgalomból és sajnálatos módon elbontották. Az A02-602 motorkocsit a Közlekedési Múzeum védetté nyilvánította, így megakadályozták az elbontását. Ez a motorkocsi Lillafüreden utoljára 1982. április 24-én közlekedett. Felújítása és nosztalgiavonatként való üzemeltetése már akkor felmerült, erre azonban anyagiak híján nem került sor. A jármű 1990 óta a Gyermekvasúton szolgál nosztalgiavonatként.
- A fővonalon a vonatokat leginkább az Mk48 típusú mozdonyok vontatják. Ez a típus Magyarországon igen elterjedt, sok más kisvasúton is megtalálhatóak. A vasútüzemnél négy ilyen jármű maradt, dízel-hidraulikus erőátvitellel, melyet egy kivételvel 2020-től kezdve átépítettek vagy fognak átépíteni dízel-villamos üzeműre. Ezen mozdonyok LÁEV-nél használt pályaszámai D02-501, D02-506, D02-508 és D02-510. Az 508-ast az erdészet megrendelésére készítették és gyártása után egyből itt állították forgalomba, a többit a MÁV megrendelésére más kisvasutakhoz szállítottak, csak később kerültek a LÁEV-hez. Két mozdony barna, kettő zöld festésű, motorjaik teljesítménye egyenként 100 kW.
- Az Mk48 típus átépítéséből született hibrid mozdony a világ első keskeny nyomtávú hibrid mozdonya.[15][16] Ebből a mozodnytípusból csak egy van a kisvasúton, pályaszáma Mk48 2021. A mozdonyt a BoBo kft. építette egy korábban leselejtezett Mk48-as felhasználásával. A mindössze 9 hónap alatt kifejlesztett mozdonyt 2010-ben ünnepélyesen helyezték üzembe, mint a világ első kisvasúti hibrid mozdonyát. Festése kék színű, akárcsak a maga korában szintén csúcstehnológiának számító motorvonatoknak volt. A mozdony teljesítménye 130 kW. További három hibrid mozdony a már eleve itt közlekedő hidraolikus mozdonyok átépítéséből született.
- A magyarországi kisvasutakon szintén elterjedt, de az Mk48-tól kisebb, 37 kW teljesítményű C-50 típusú dízelmozdonyból napjainkban kettő (C02-407,408) található meg itt. Eredetileg 6 db dolgozott ezen a vasúton, és tehervonatokat továbbítottak. A 6 fős flottából napjainkra csak egy maradt itt, valamint 2005-ben vettek még egy darabot használtan. Kis teljesítményük miatt leginkább csak pályafenntartó- és a Mahócai szárnyvonal különvonatait továbbítják.
- A LÁEV legkisebb mozdonya (C-02-203) a mindössze 19,5 kW teljesítményű B–26 típus. Különlegessége, hogy a típusának egyetlen megmaradt példánya. Eredetileg a Szerencsi cukorgyár kisvasútján közlekedett, a LÁEV-hez 2004-ben került. Kis teljesítménye miatt leginkább csak különleges alkalmakkor használják.
- A kisvasútnak az volt a terve, hogy két kiselejtezett miskolci bécsi eredetű E1-es villamosból modern motorkocsit csinál. A két villamost meg is vásárolták és elszállították a telephelyre.[17] A projekt végül meghiúsult, a két villamoskocsit 2021 novemberében lángvágóval szétvágták.

| Kép               | Típus             | Eredeti darabszám             | Jelenlegi darabszám | Pályaszámok               | Gyártási év               | Lillafüreden közlekedik | Megjegyzés |
| Forgalmi járművek | Forgalmi járművek | Forgalmi járművek             | Forgalmi járművek   | Forgalmi járművek         | Forgalmi járművek         | Forgalmi járművek       | Forgalmi járművek |
| ----------------- | ----------------- | ----------------------------- | ------------------- | ------------------------- | ------------------------- | ----------------------- | --- |
|                   | Mk48              | 9 db                          | 2 db                | D02-508 D02-510           | 1960–1961 (64-65 évesek)  | 1961 óta                | A 2000-es évekre négy darab ilyen mozdony maradt, melyeket modernizálás során 2020-től kezdve egy kivételével átépítik dízel-villamos hibrid üzeműre.                                                                  |
|                   | Mk48 Hibrid       | 3 db jármű                    | 3 db jármű          | Mk48 2021 D02-501 D02-506 | 2010, 2020 (5, 15 éves)   | 2010 óta                | Az Mk48 2021 mozdony az ország első hibrid kisvasúti mozdonya, kinézete különbözik a többi Mk48-as mozdonytól. A többi hibrid mozdony az eredetileg is Lillafüreden közlekedő dízel Mk48-asok átépítéséből jött létre. |
|                   | C–50              | 6 db + 1 db 2005-ben vásárolt | 2 db                | C02-407 C02-408           | 1956, 1964 (61,69 évesek) | 1964 óta                | |
|                   | B–26              | 1 db                          | 1 db                | C02-203                   | 1952 (73 éves)            | 2006 óta                | Típusának egyetlen megmaradt példánya |
| Régebbi járművek  |                   |                               |                     |                           |                           |                         | |
|                   | Kv-4              | 1 db (kiállítva)              | 1 db (kiállítva)    | 447,401                   | 1954 (71 éves)            | 1954–1972 2000–2008     | Kiállítva, nem közlekedik. Beceneve: Lilla |
|                   | ABamot motorvonat | 2 db                          | 0 db                | Abamot-1 Abamot-2         | 1929 (96 éves)            | 1929–1949 1951–1982     | Az egyik Budapesten közlekedik, a másikat elbontották |

A táblázatban a már nem közlekedő típusok közül csak a motorvonat és Lilla gőzmozdony szerepel

#### Személykocsik
A személyszállítás a kisvasúton igen korán, 1923-ban megindult, ám ekkor még csak padokkal berendezett teherkocsikban lehetett utazni.
- Az első személykocsik, vagyis a négy Diamond kocsi 1928-ban érkezett meg, azóta is lehet közlekedni ezeken a zöld színű nyitott kocsikon. Gyártójuk az Orenstein & Koppel.
- A barna színű nyitott Kis MÁV kocsik szintén 1928-ban készültek, a MÁV miskolci főműhelyében. Ebből a típusból is négy darab van.
- A nagyobb igények miatt szintén a MÁV miskolci főműhelyében készült 1979-ben további négy nagyobb befogadóképességű barna színű nyitott kocsi, melyeket Nagy MÁV kocsinak hívnak. Ebből a kocsiból 2021-ben további 4-et adtak át a vasútüzemnek.
- A zárt kocsik közül háromfajta kisebb házi gyártású jármű van. 
  - A legöregebb a 31-es számú oldtimer, az 1930-as években gyártották. Ennek a kocsinak a mintájára 2020-2021-ben további 3 ugyanolyan kinézetű kocsi készült.
  - Időrendben utána következik az 1960-as években készült 32-es kocsi. A kocsit 2007-ben átalakította a BoBo Kft. A mozgáskorlátozottak utazását lehetővé tevő kerekesszékes emelőszerkezetet építettek be, amely a mozdony elektromos rendszeréről működtethető, ám ennek hiányában a kocsiban elhelyezett akkumulátorokról is üzemel. A kocsi kialakítása lehetővé teszi kerékpárok szállítását is, ugyanis valamennyi ülés lehajtható.
  - A házi gyártású zárt kocsik közül a 33-as és 34-es páros a legfiatalabb, 2002-ben gyártották.
- A legnagyobb zárt személykocsik a magyarországi kisvasutakról jól ismert Bax típusjelzésű vagonok. Ezeket 1959-ben készítette a MÁV debreceni járműjavítója. A Lillafüreden közlekedő négy darab a Gyermekvasútról érkezett 1991-ben a motorvonat-pótkocsikért cserébe.

Az összes személykocsit légfékekkel látták el, ez igen korszerűnek számít a legtöbb kisvasúton használt kézifékezéshez képest is.
| Kép               | Megnevezés           | Eredeti darabszám | Jelenlegi darabszám | Pályaszámok                          | Gyártási év                          | Lillafüreden közlekedik | Megjegyzés                                                                            |
| Forgalmi járművek | Forgalmi járművek    | Forgalmi járművek | Forgalmi járművek   | Forgalmi járművek                    | Forgalmi járművek                    | Forgalmi járművek       | Forgalmi járművek                                                                     |
| ----------------- | -------------------- | ----------------- | ------------------- | ------------------------------------ | ------------------------------------ | ----------------------- | ------------------------------------------------------------------------------------- |
|                   | Diamond kocsi        | 4 db kocsi        | 4 db kocsi          | 351, 352, 353, 354                   | 1928 (97 évesek)                     | 1928 óta                | nyitott kocsi, 32 ülőhellyel                                                          |
|                   | Kis MÁV kocsi        | 4 db kocsi        | 4 db kocsi          | 301, 302, 303, 304                   | 1928 (97 évesek)                     | 1928 óta                | nyitott kocsi, 32 ülőhellyel                                                          |
|                   | Nagy MÁV kocsi       | 8 db kocsi        | 8 db kocsi          | 305, 306, 307, 308                   | 1979, 2021 (4 – 46 évesek)           | 1979 óta                | nyitott kocsi,44 ülőhellyel                                                           |
|                   | Bax kocsik           | 4 db kocsi        | 4 db kocsi          | 11, 12, 14, 15                       | 1959 (66 évesek)                     | 1991 óta                | Kályhafűtéses zárt kocsi 50 ülőhellyel. Hosszuk miatt csak a fővonalon közlekedhetnek |
|                   | 31-es kocsi          | 4 db kocsi        | 4 db kocsi          | 31                                   | 1930-as évek 2020, 2021              | 1930-as évek óta        | Kályhafűtéses zárt kocsi 32 db ülőhellyel                                             |
|                   | 32-es kocsi          | 1 db kocsi        | 1 db kocsi          | 32                                   | 1960-as évek Akadálymentesítés: 2007 | 1960-as évek óta        | Akadálymentesített zárt kocsi 20 ülőhellyel                                           |
|                   | 33, 34-es kocsik     | 2 db kocsi        | 2 db kocsi          | 33, 34                               | 2002 (23 évesek)                     | 2002 óta                | Kályhafűtéses zárt kocsi 24 ülőhellyel                                                |
| Régebbi járművek  |                      |                   |                     |                                      |                                      |                         |                                                                                       |
|                   | Motorvonat-pótkocsik | 5 db kocsi        | 0 db                | Aax 11, Aax 12 Bax 21,Bax 22 BDax 41 | 1929 (96 évesek)                     | 1929-1990               | Jelenleg mindegyik a Gyermekvasúton közlekedik                                        |

A 32-es akadálymentesített személykocsi csak ritkán közlekedik, szükség esetén kérni kell, hogy tegyék bele valamelyik szerelvénybe.

## Hidak, alagutak
A kisvasút a hídjai miatt is híres, Magyarországon ritkaságnak számít, hogy ennyi nagyobb híd is legyen egy keskeny nyomközű vasúton.
- A kisvasút fővonalán 2 alagút helyezkedik el, Lillafüred állomása körül. Az alsó 112 m, a felső 119 m hosszú.
- Két nagyobb sziklaszoros van a vasúton, egy a fővonalon a Mélyvölgyi híd előtt, a másik a szárnyvonalon Andókút közelében. A szárnyvonalon lévő sziklabevágást eredetileg nem volt meg, a vonal megkerülte a sziklát, 30 m sugarú ívvel. Az 1930-as években elkezdték a sziklafal átvágását, ez azonban a feladat nagysága miatt félbeszakadt. A ma használt nyomvonalat 1958-ban építették meg, azonban a felhagyott rész támfalával, bevágásával ma is látszik.
- A vasúton 2 nagyobb és sok kisebb híd található. Ezek közül a „Mély-völgyi híd” és a „Görbe híd” a leghosszabb.
  - A Mélyvölgyi híd egy igazi viadukt 2 hegy között ível át, 64 m hosszú, legnagyobb magassága 20 m és a fák lombkoronájánál magasabb. Típusa: Gerber-tartós völgyhíd.
  - A Görbe híd azt a szakaszt köti össze, ahol nem tudtak töltést kialakítani a Hámori-tó közelsége miatt Típusa: ívhíd
  - A szárnyvonalon Mahóca és Andókút között szintén volt egy ívhíd, a Kis Görbe híd, melyet az 1960-as években kiváltottak egy töltéssel.
  - A fővonalon a Savós-völgyhíd egy kisebb völgyhíd, amely alatt – a nagyobb esőzések kivételével – nem folyik át víz.
  - A lillafüredi deltavágány része két híd is. Az egyik a főágban, a másik a nyugatabbra eső mellékágban van. Mindkettő vasbetonból épült.
  - A volt kerekhegyi szárnyvonal lillafüredi hídja ma is áll, amely egy kő pilléreken nyugvó fém szerkezetes híd.
  - Kisebb egyszerű szerkezetű hidak vannak több helyen is, például Majláthnál és a szárnyvonalon a Papírgyár után, és a fővonalon a Hámori-tó mellett

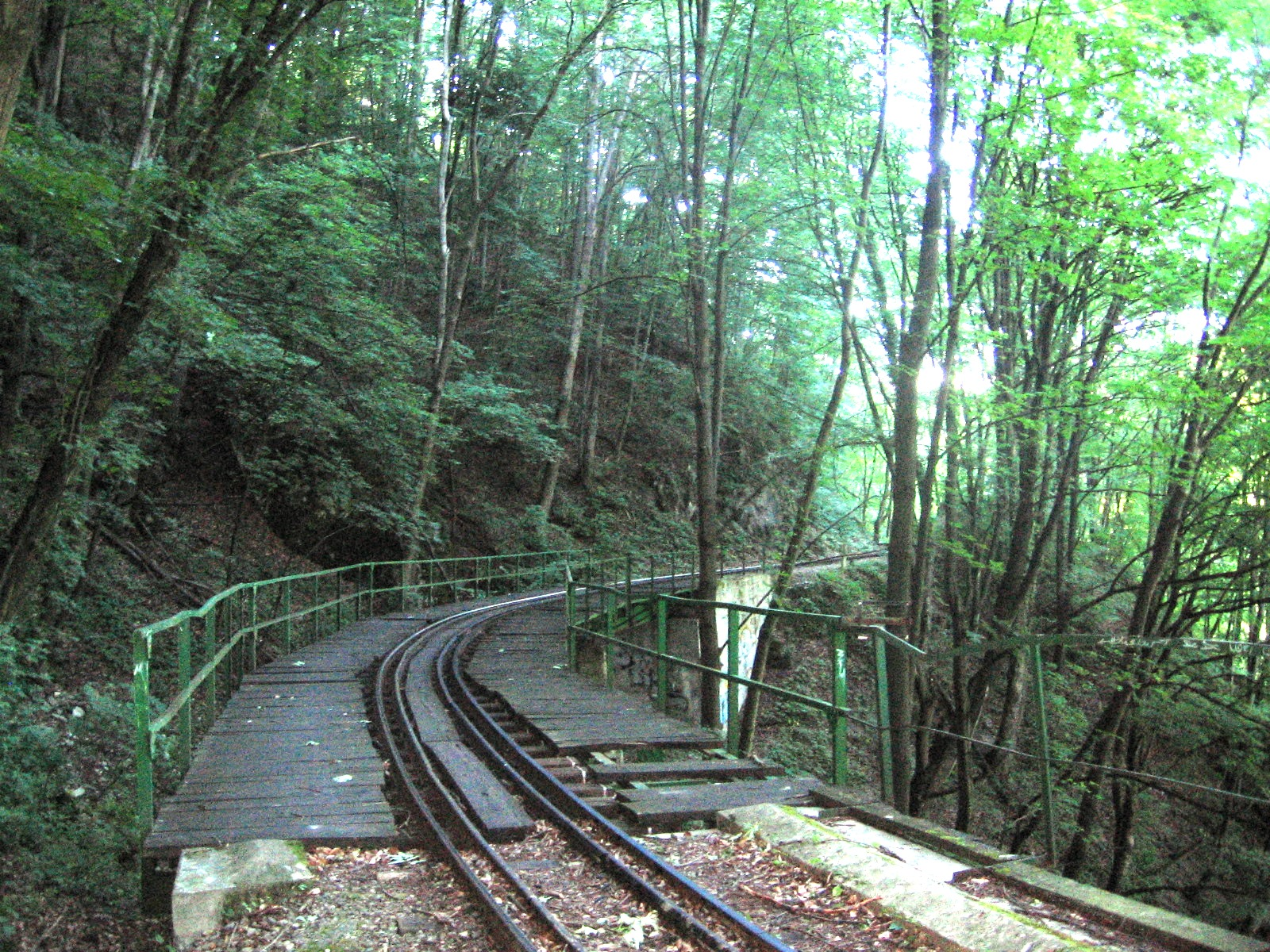
Görbe híd
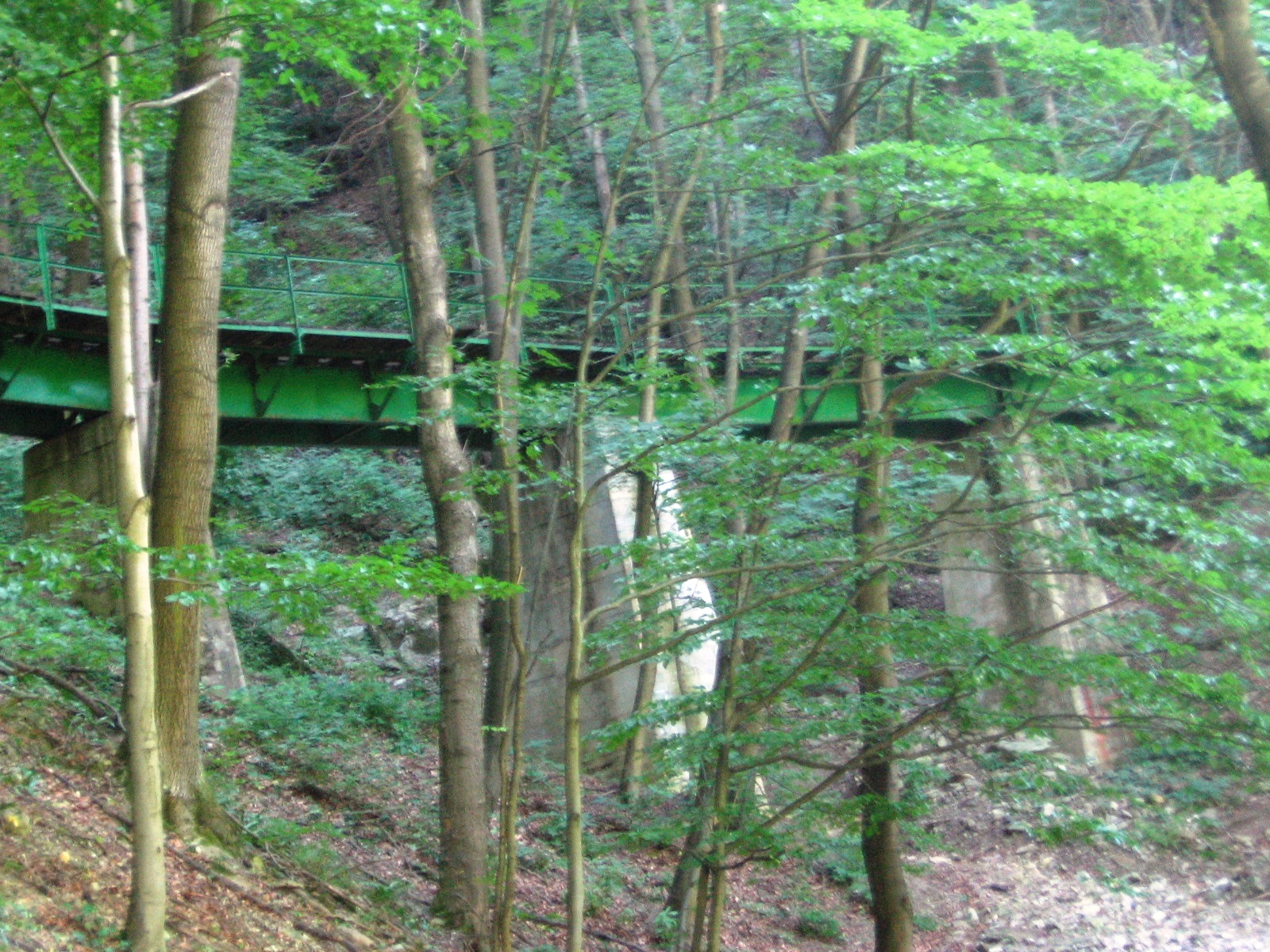
Görbe híd
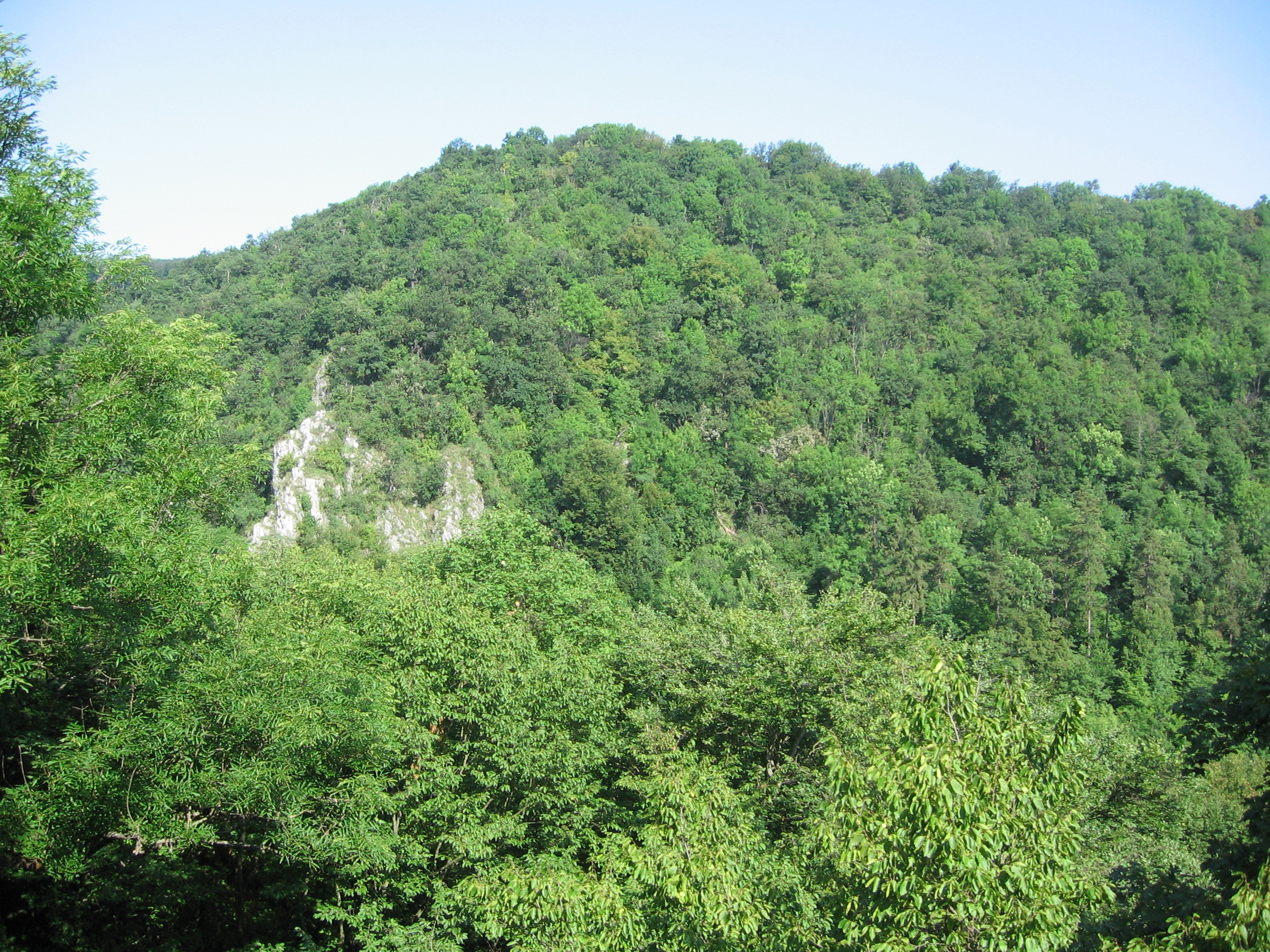
Kilátás a Mély-völgyi hídról
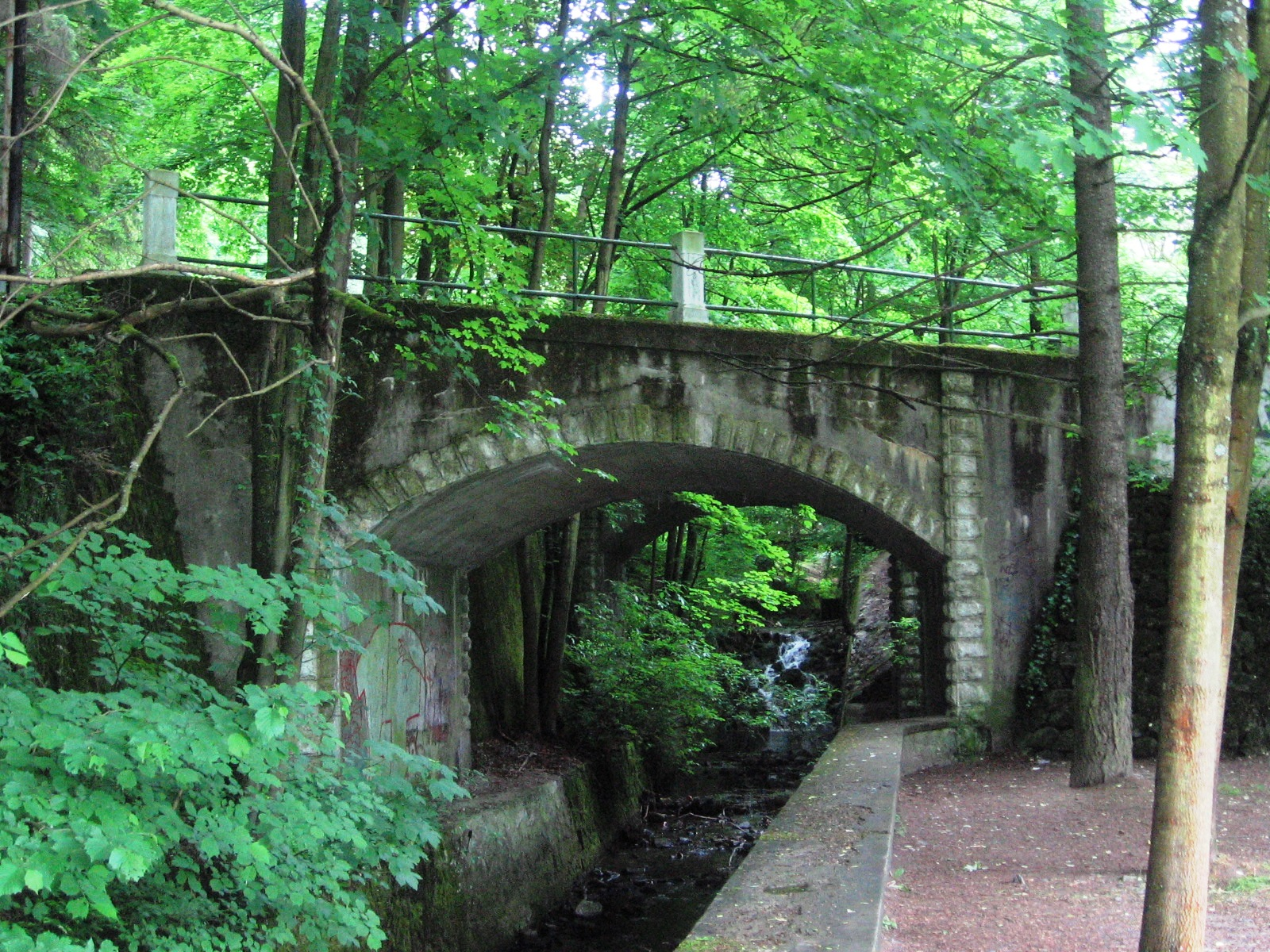
A deltánál lévő híd Lillafüreden
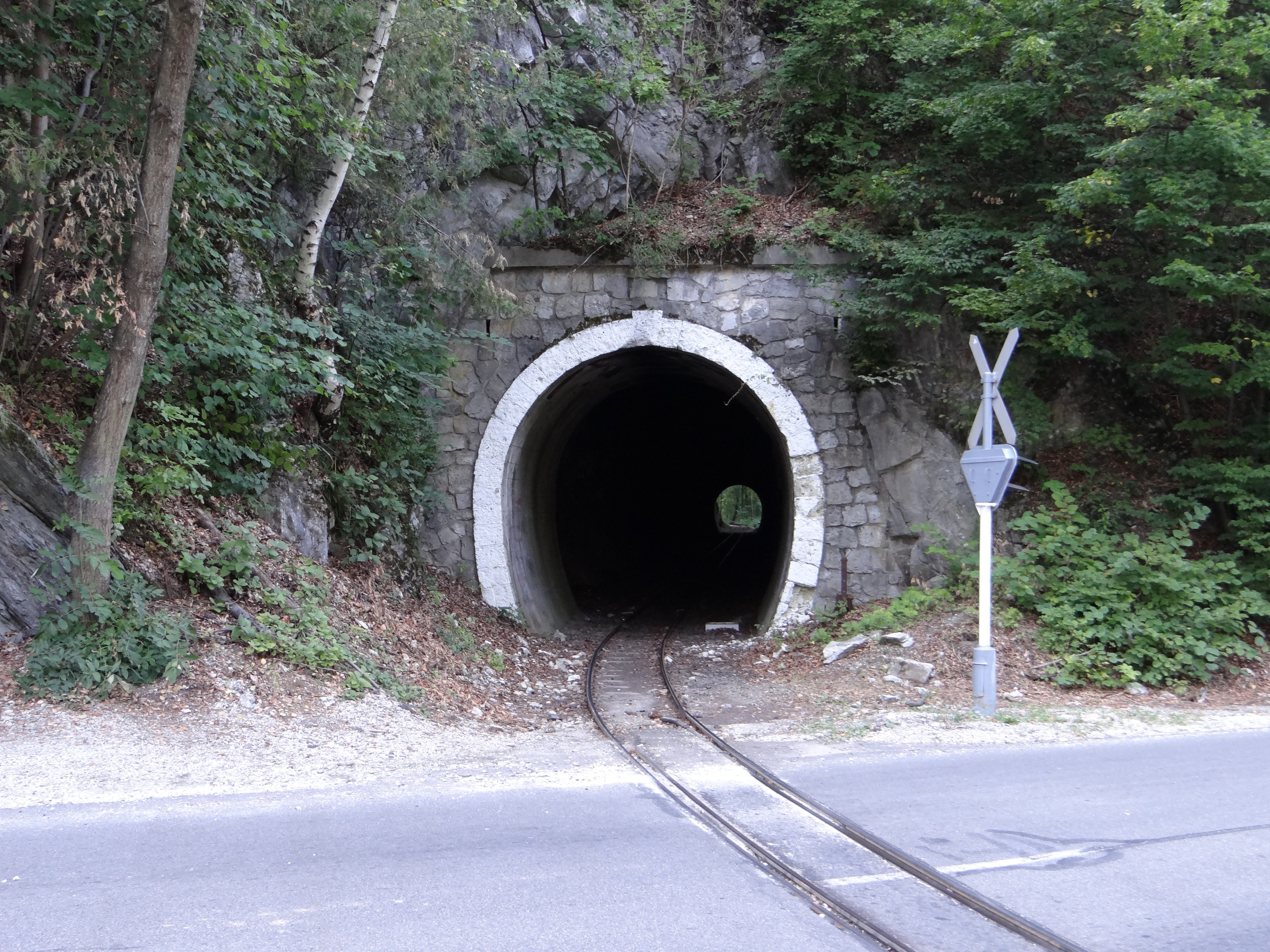
A nyugatabbi, Garadna felé eső alagút, melynek hossza 118 m
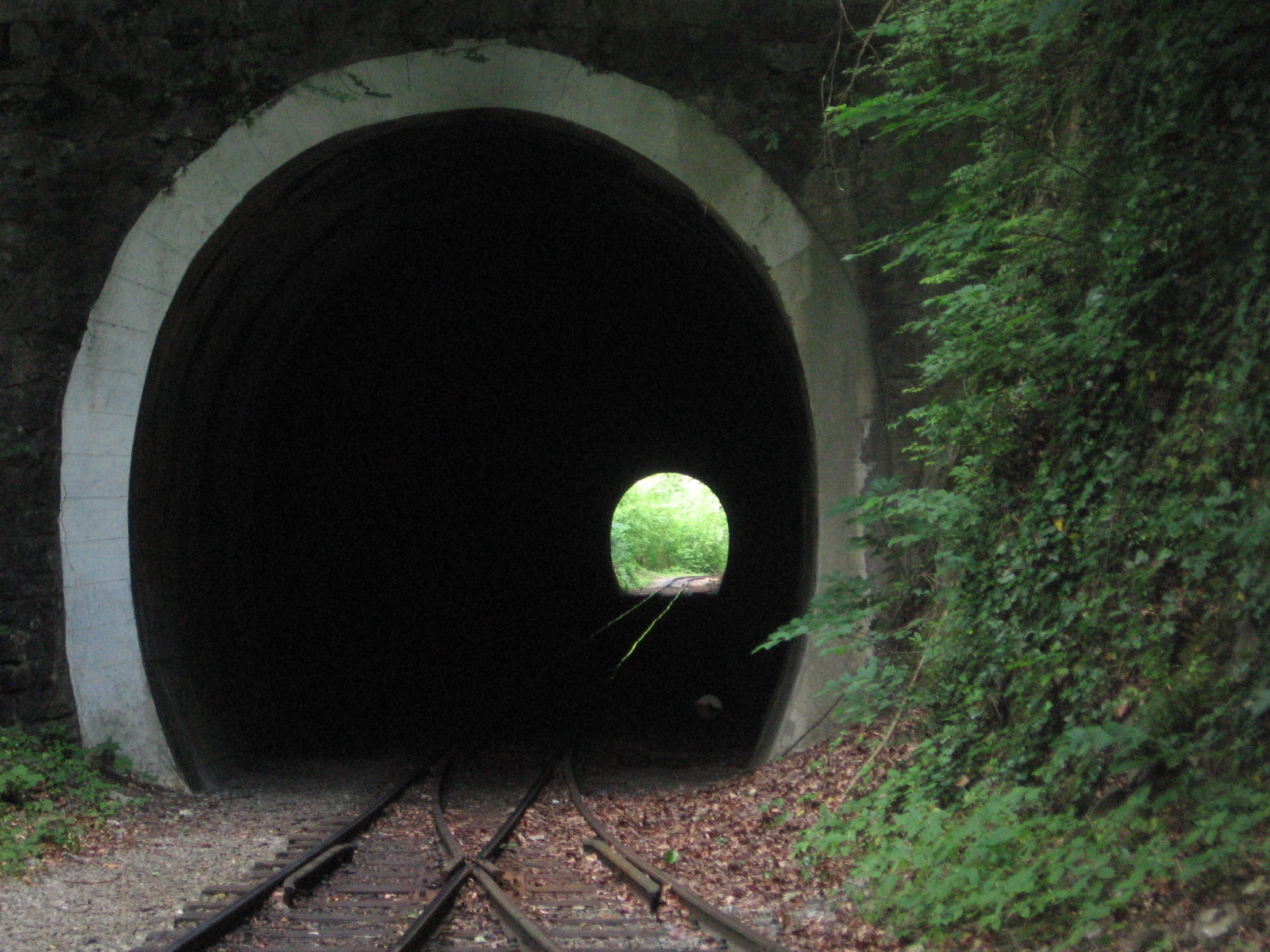
A keleti, Miskolc felé eső alagút, melynek hossza 112 m

## Nevezetességek, látnivalók
A nevezetességek döntő többsége Lillafürednél van, éppen ezért a legtöbb utas Miskolc – Lillafüred – Garadna – Lillafüred útirányon utazik. Garadnán a vonatok menetrend szerint a legtöbb esetben 15 percet állnak.
Lillafüredi-vízesés

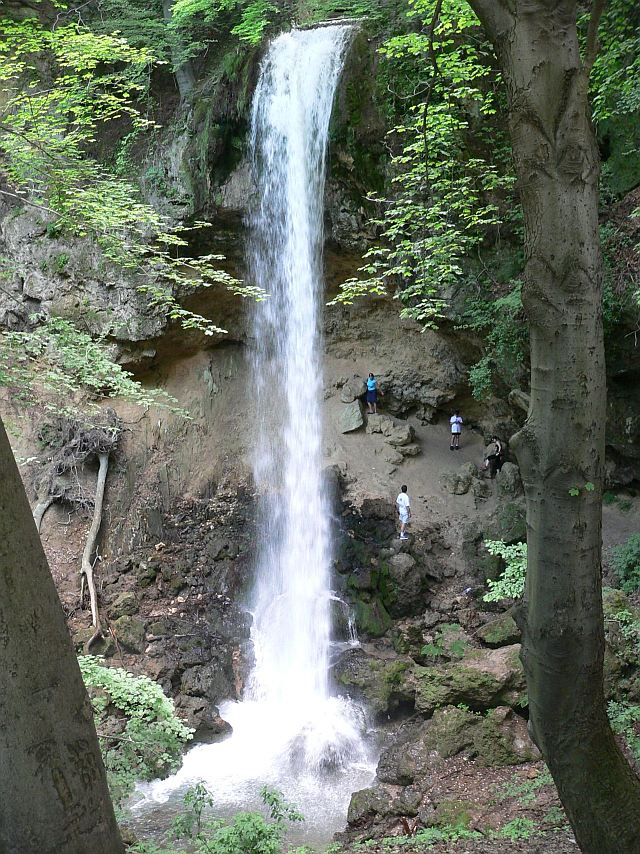
A Lillafüredi-vízesés

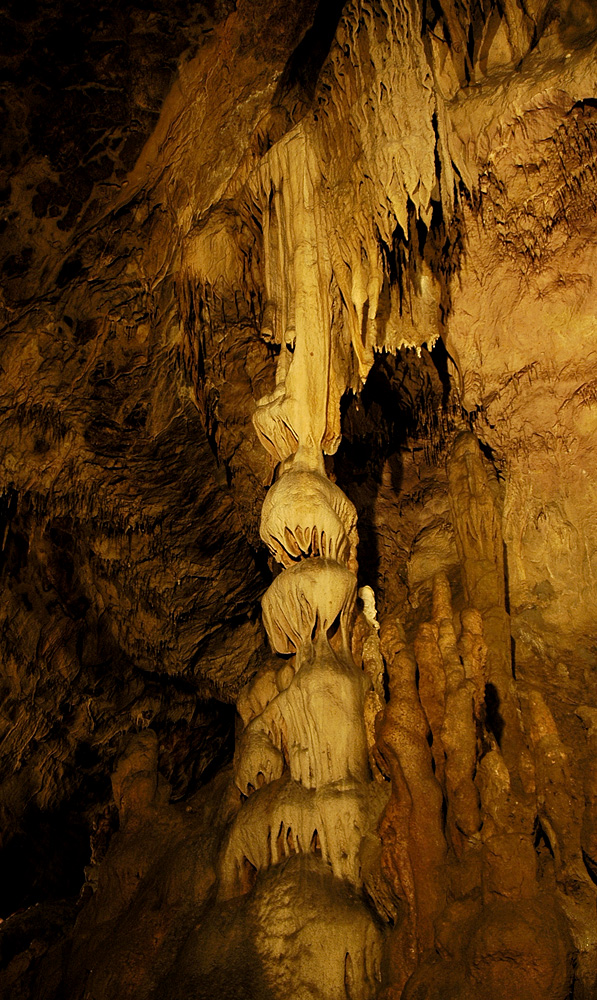
Cseppkövek a Szent István-barlangban

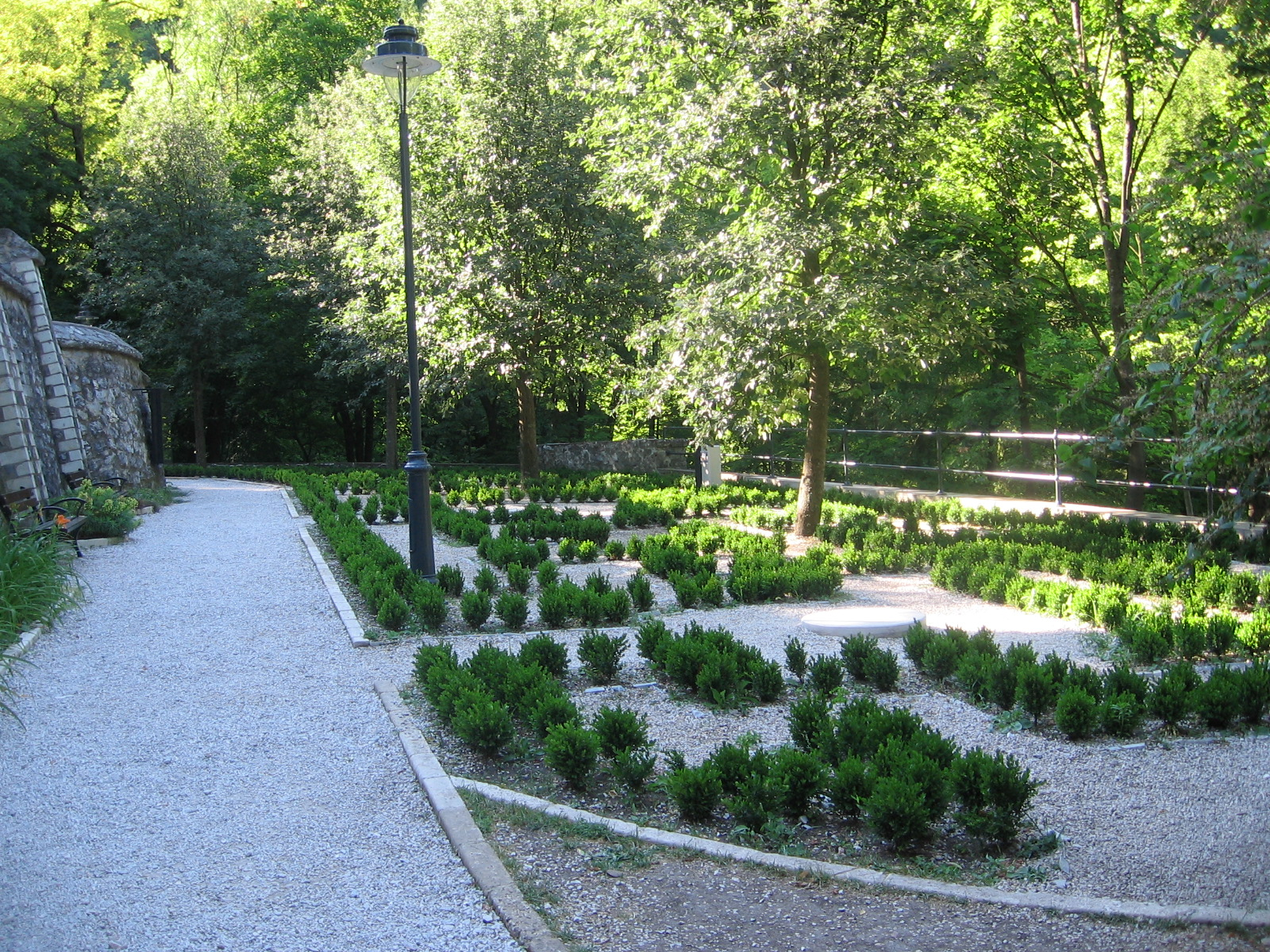
Függőkert Lillafürednél

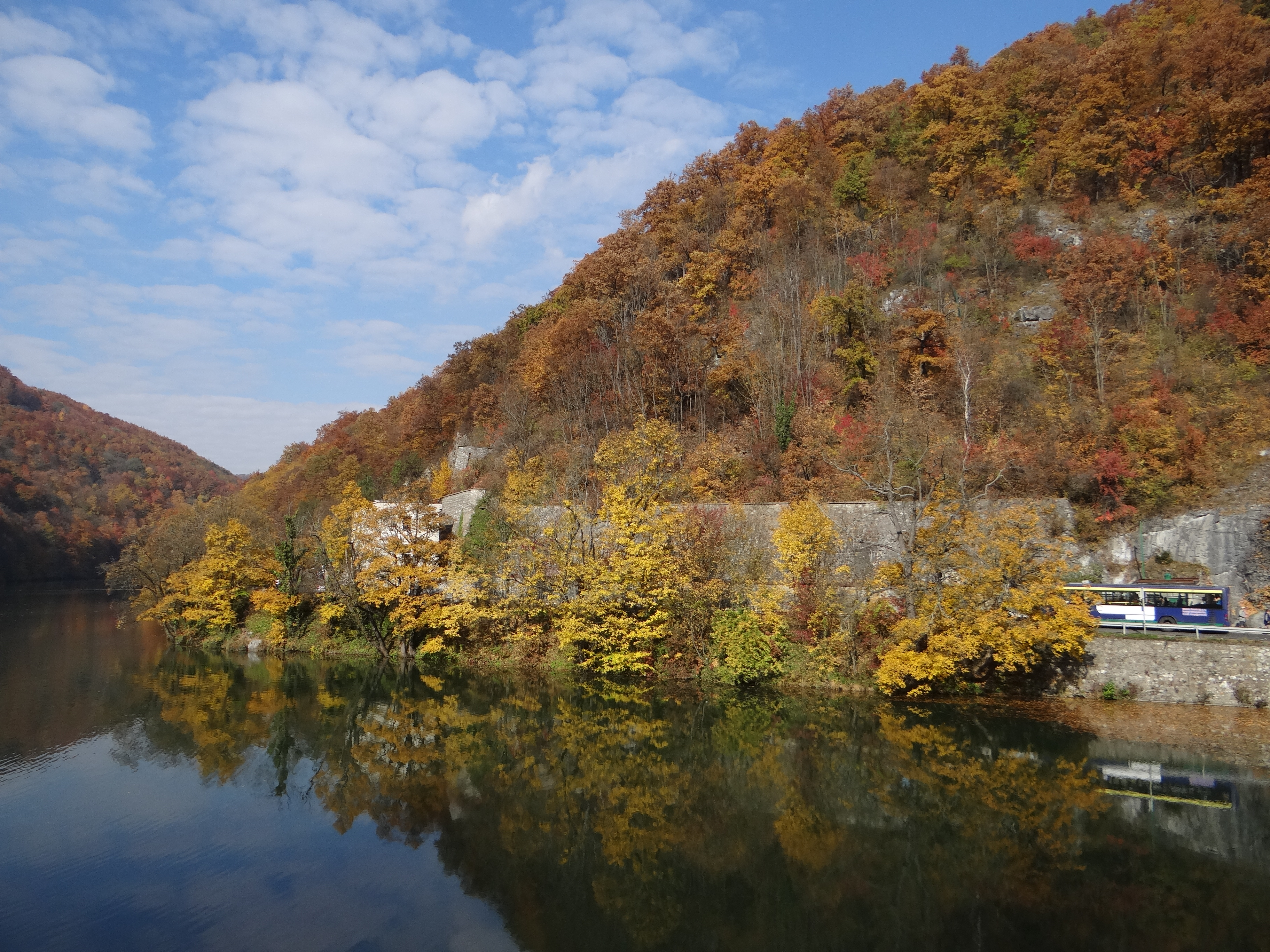
„A szikla” az őszi Hámori-tó partjánál

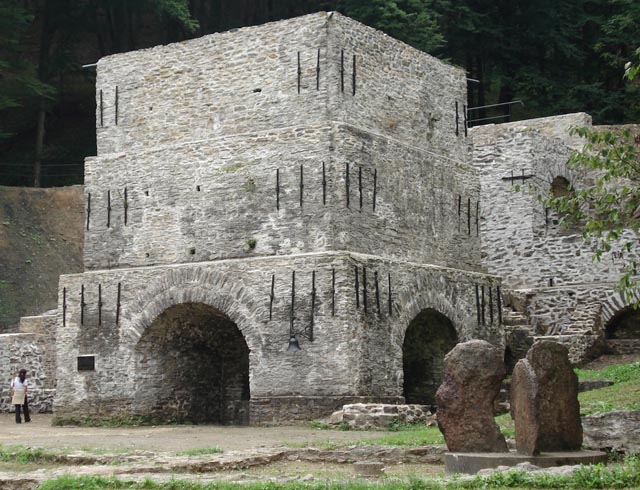
Az Európai viszonylatban is ritkaságnak számító idén éves Őskohó

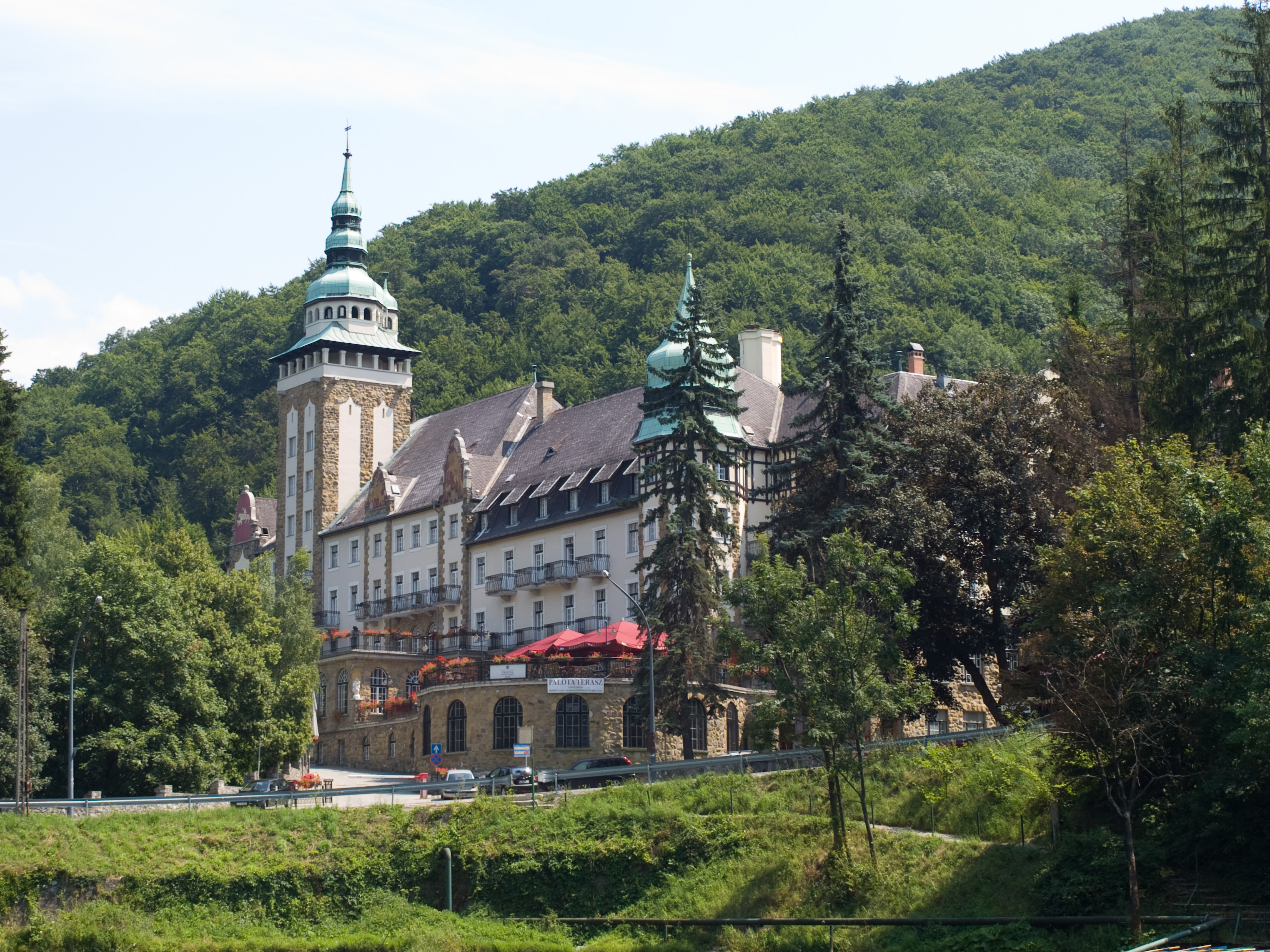
A Palotaszálló északi homlokzata. A szálloda épülete műemlék!

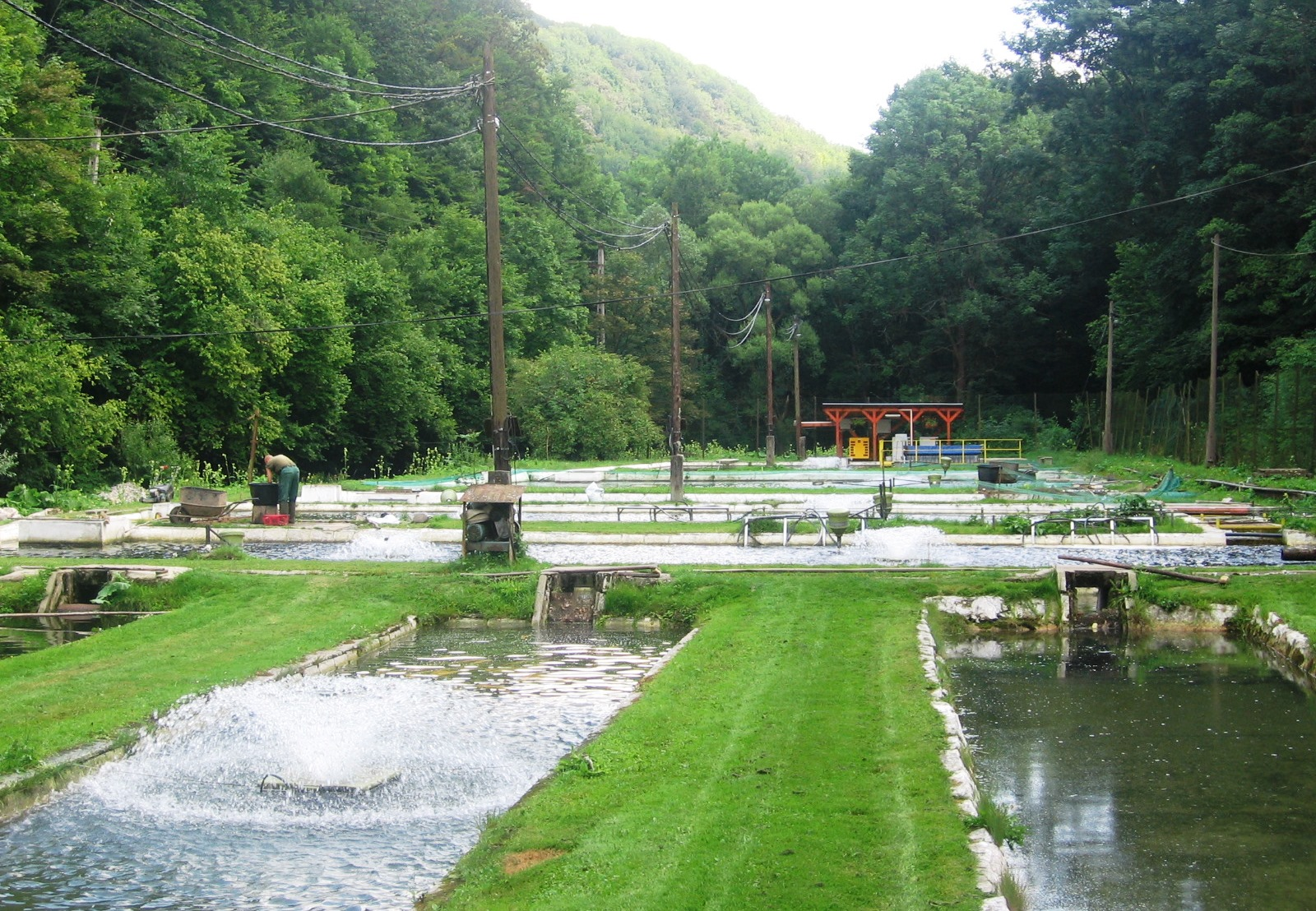
Pisztrángkeltető. Itt a csak saját maguk által tenyésztett halakat árulják, amelyeket nagyrészt a felszolgálás napján fogtak ki.

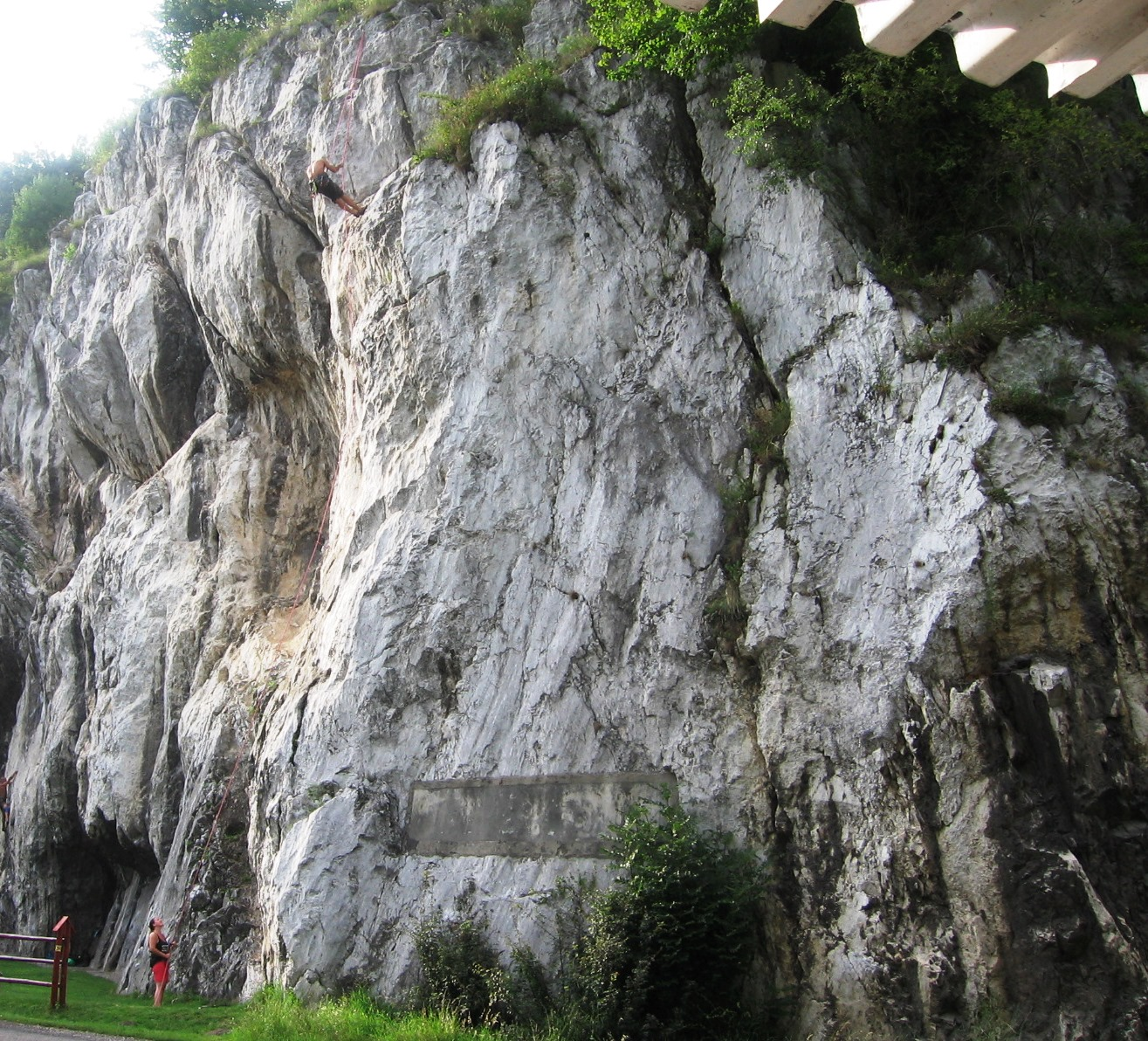
Az egyik mászófal Felsőhámorban

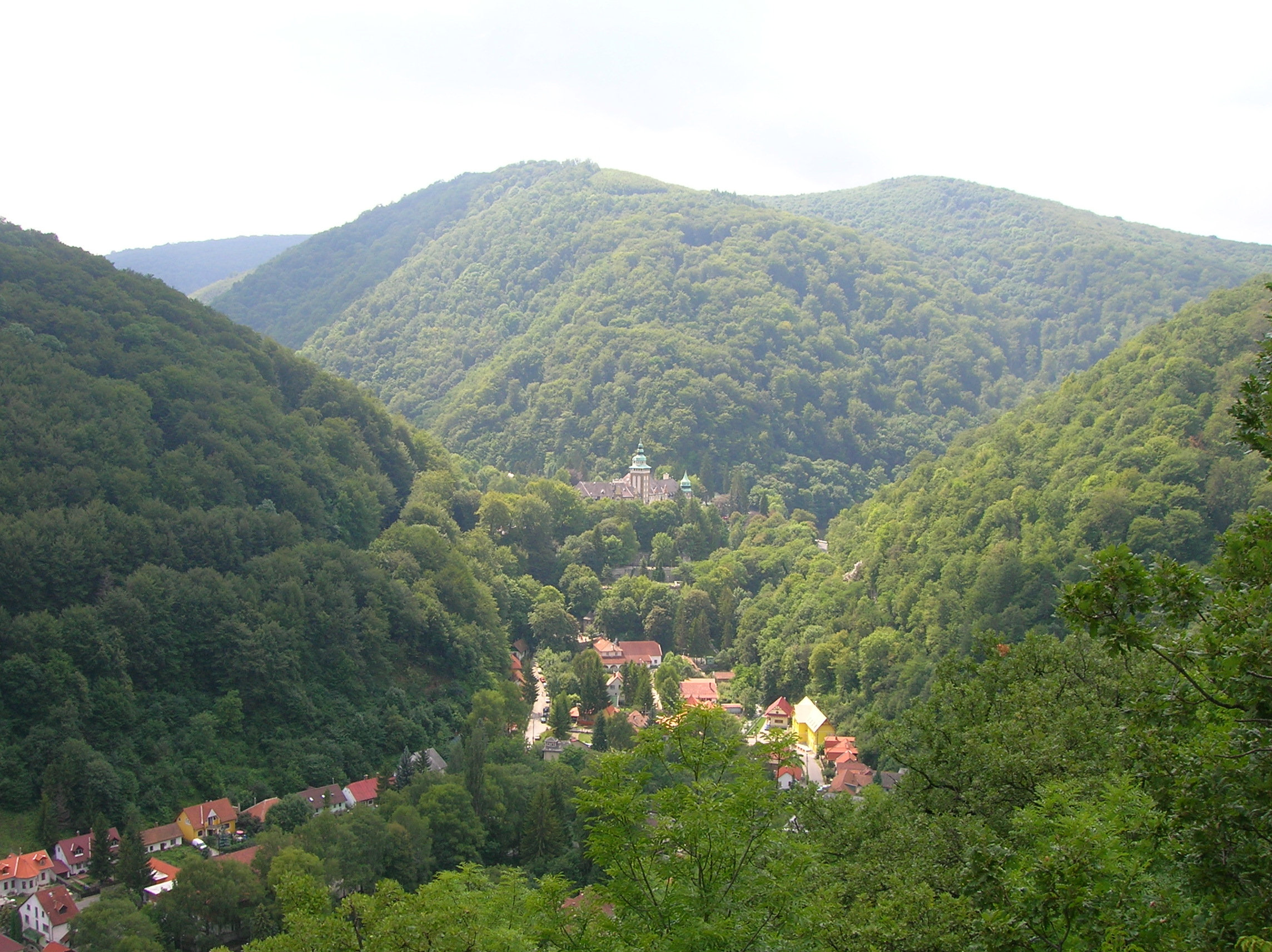
Kilátás a Szeleta-tetőről, a Szeleta-barlang közelében

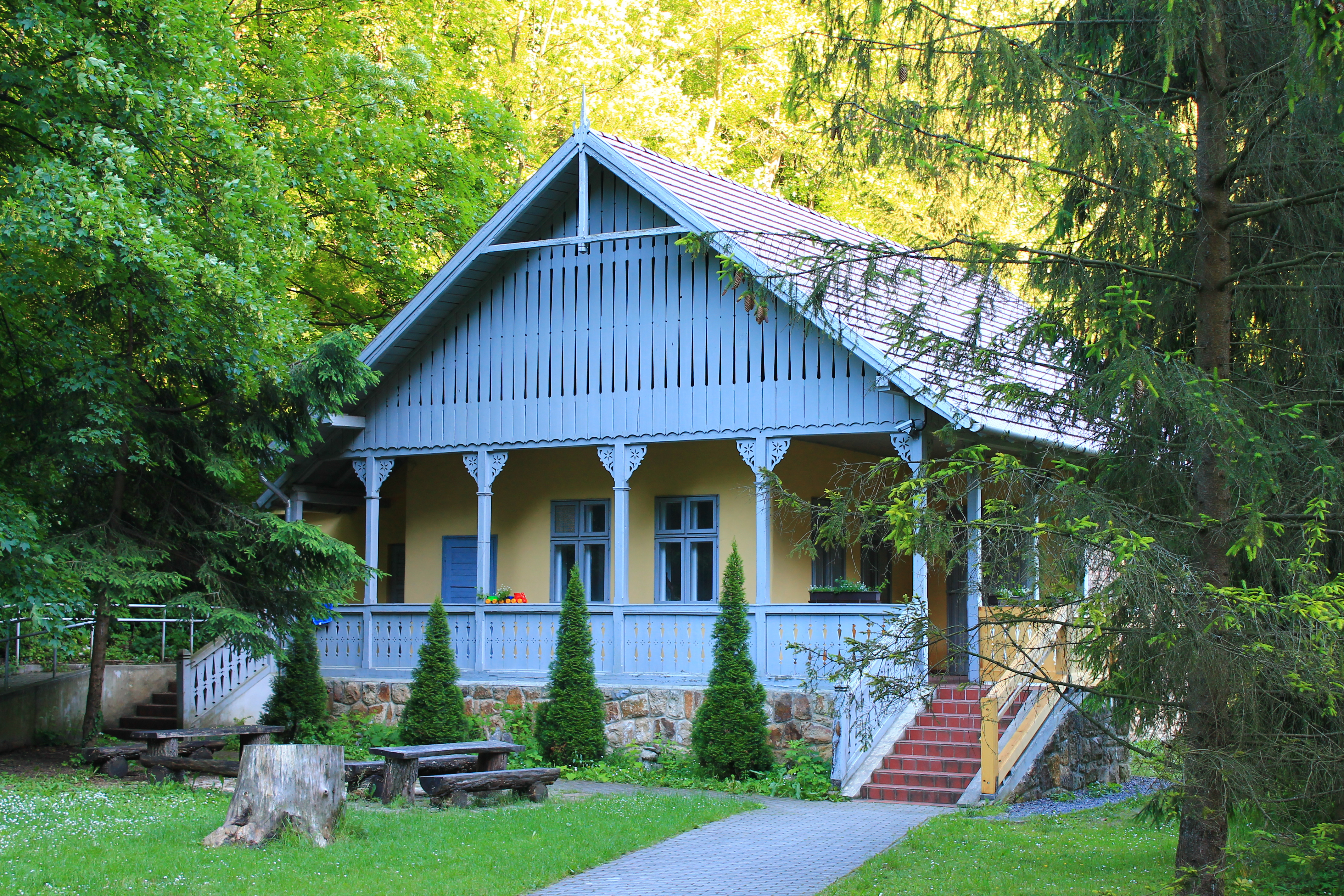
Herman Ottó egykori nyaralója, a Pele-lak Lillafüreden. Ma az ő emlékházaként üzemel

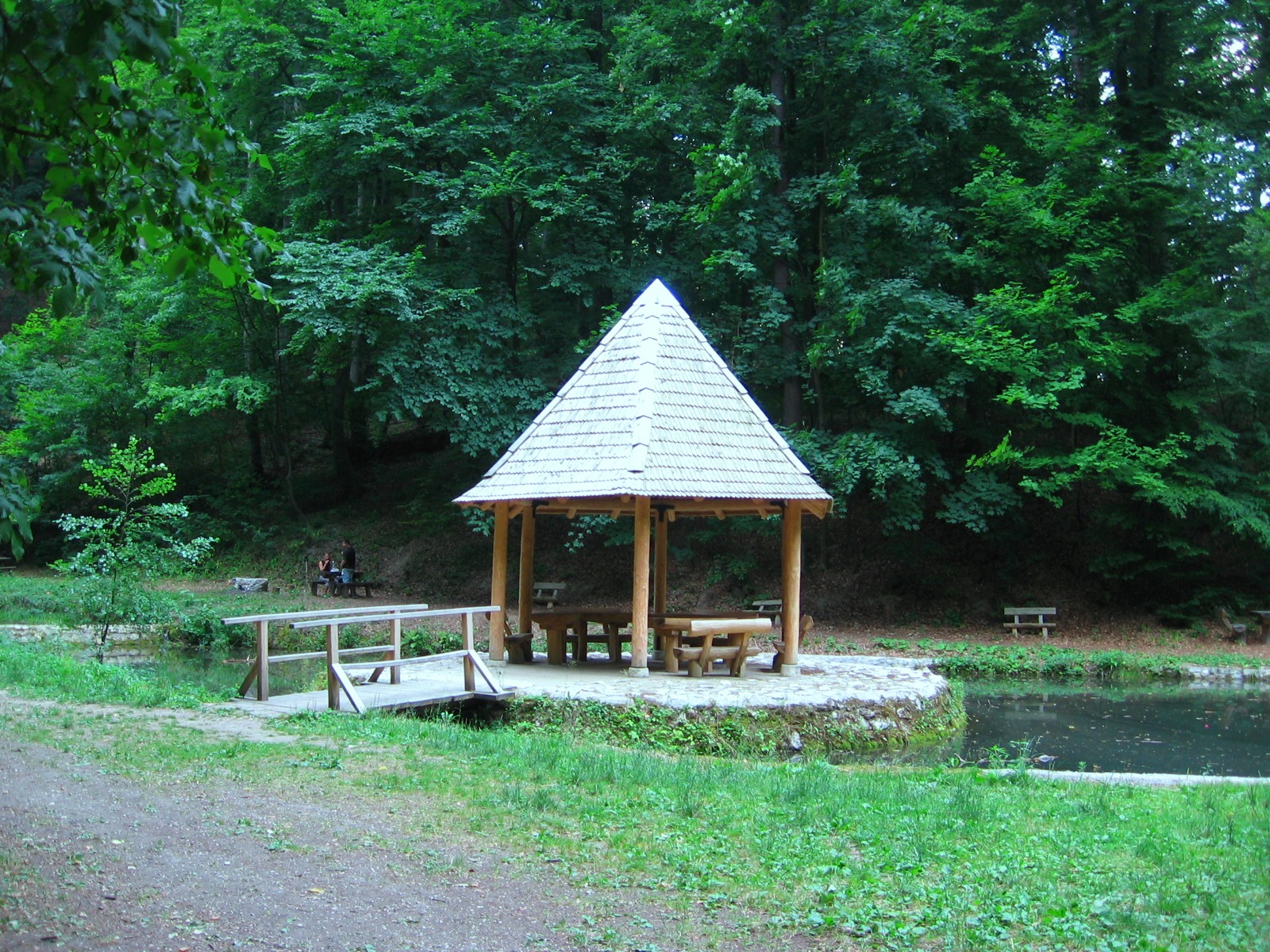
Andó-kút

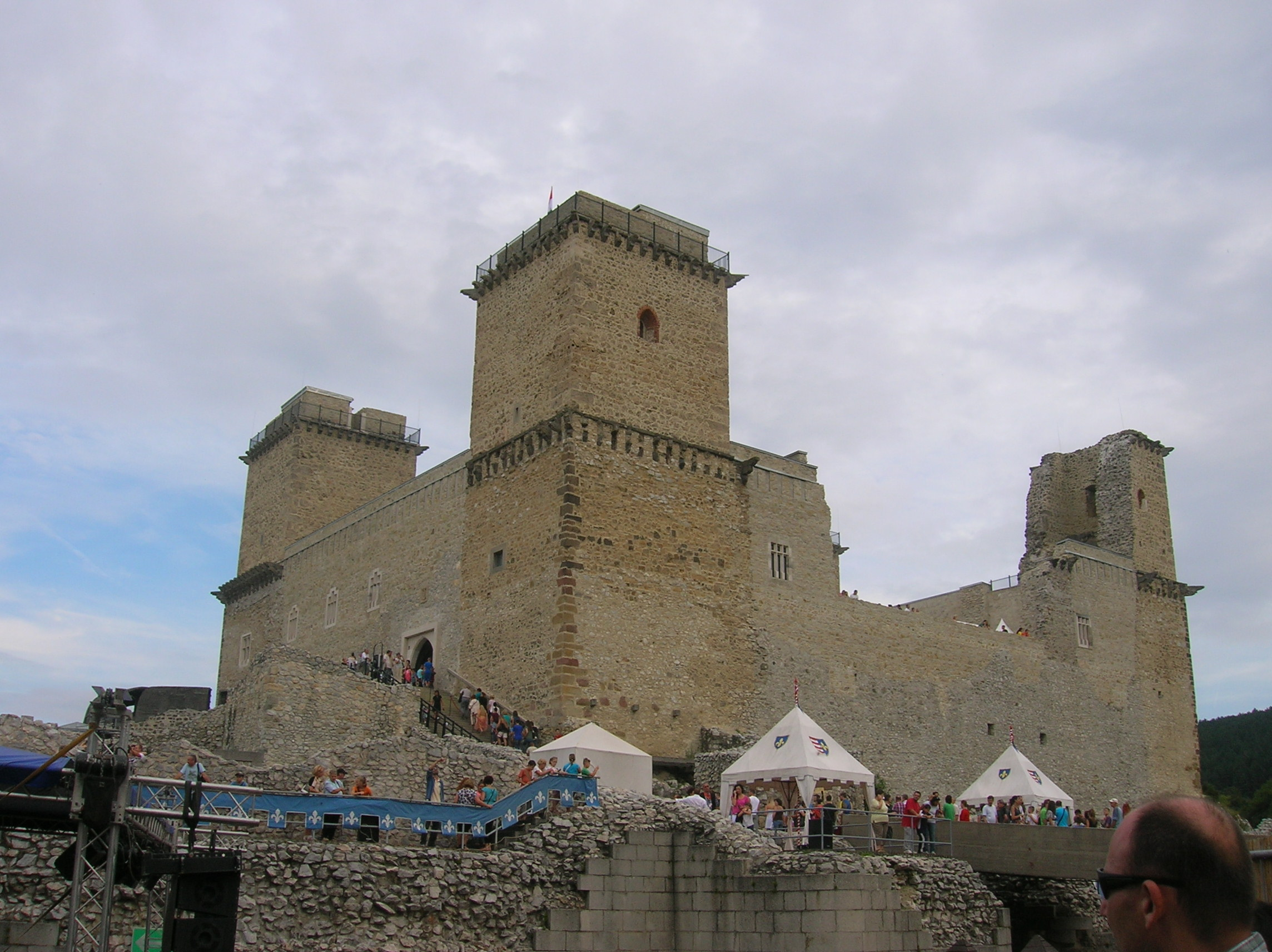
A Diósgyőri vár

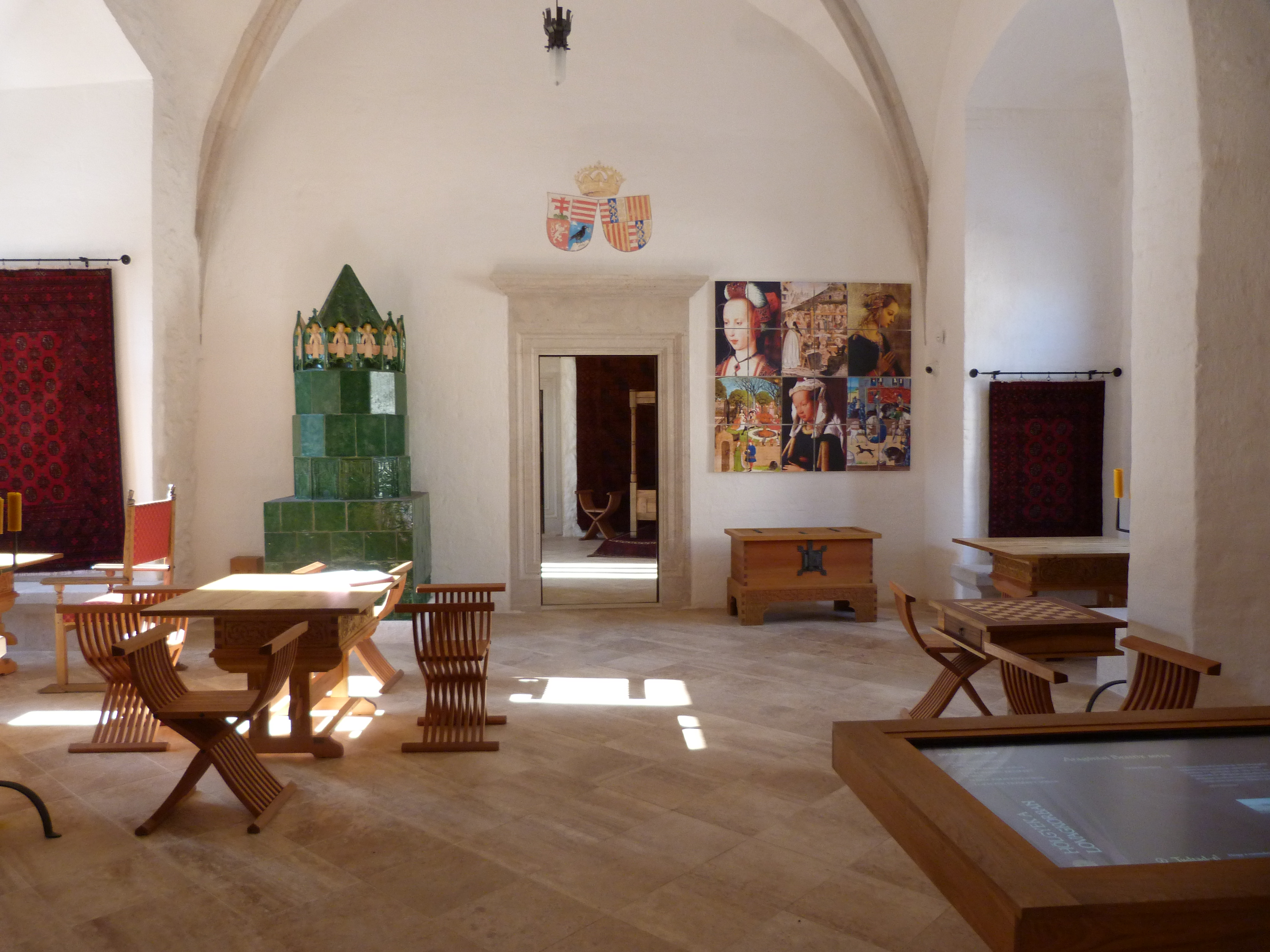
A Diósgyőri vár egyik belső helyisége

Hozzá legközelebb eső megálló: Lillafüred.
20 m-s magasságával ez Magyarország legmagasabb olyan vízesése, ahol a víz szabadon esik. Létrejötte nem természetes, mivel a Palotaszálló építése miatt terelték a patakot a már akkor is meglévő sziklafalhoz, és ezzel egy újabb látnivalót hoztak létre.
A vízesés csak a csapadékosabb években működik, mivel a Szinva vizének egy része (tisztítás után) a miskolci ivóvízhálózatba kerül.
Anna-mésztufabarlang

Hozzá legközelebb eső megálló: Lillafüred.

Ez egy igen különleges barlang, az egész világon mindössze 6 hozzá hasonló létezik, éppen ezért Magyarország egyik különleges természeti értékének számít. A barlang részben a Palotaszálló és részben a vízesés alatt van.
Szent István-barlang

Hozzá legközelebb eső megálló: Lillafüred.
A cseppkőbarlangot 1913-ban fedezték fel, a hagyomány szerint úgy, hogy egy kutya beleesett az egyetlen természetes bejáratán át, ami egy 15 m mély üreg volt, és vonyítása nyomán találtak rá magára a barlangra. Első bejárója Kadić Ottokár volt 1913-ban. Feltárását 1927-ben kezdték meg Révay Ferenc irányításával.
A barlang még jelenleg sincs teljesen feltárva, nem is látogatható teljes hosszában.
Szeleta-barlang (Ősemberbarlang)

Hozzá legközelebb eső megálló: Lillafüred

(Innen nagy emelkedéssel egy turistaúton kell felsétálni).

A Szeleta-barlang az első magyarországi barlangi ásatások helye, a Szeleta-kultúra névadója. Lakottsága az utolsó interglaciális elejétől több mint 100 ezer éven keresztül kimutatható.
Függőkert

Hozzá legközelebb eső megálló: Lillafüred.
A Palotaszálló alatt részben a kőbe vésett teraszból kilátás nyílik a vízesésre és Felsőhámorra is. A felső része a Palotaszálló, míg alján már Felsőhámor van.
Hámori-tó

Hozzá legközelebb eső megálló: Lillafüred.

Ez egy mesterségesen megnagyobbított tó. Hossza 1,5 km, mélysége 9 m. A tavat 1813-ban duzzasztották fel. Erre azért volt szükség, hogy a Garadna-patak vízingadozásait mérsékelje, nyáron biztosítva legyen elég víz Miskolc számára, a tavaszi hóolvadás idején meg ne legyen nagy áradás a lezúduló víz miatt.
A tó deli oldalán a Kisvasút és gyalogos ösvény, az északi oldalán közút visz. Egyszer a közútról egy városi autóbuszjárat beleesett a tóba.
Ma is főleg a vízingadozás mérséklése a feladata, de a partján lévő ösvény és padok kedvelt kikapcsolódó hely.
Őskohó

Hozzá legközelebb eső megálló: Fazola-kohó.
Az újmassai őskohó Magyarország egyik legfontosabb ipari műemléke, Európában is ritkaságnak számít. Ez Magyarország legrégebbi faszén tüzelésű kohója, 1813-ban építtette Fazola Henrik.
Palotaszálló
Hozzá legközelebb eső megálló: Lillafüred.
A lillafüredi Palotaszálló 1925 és 1929 között épült a Hámori-tó mellett, Lux Kálmán tervei alapján, neoreneszánsz stílusban – állami beruházásként. Ez a környék egyik leghíresebb szállodája, de maga az épület is látványosságnak számít.
Éjszaka gyönyörű díszkivilágításban pompázik.
Kohászati múzeum

Hozzá legközelebb eső megálló: Lillafüred.
A múzeum főleg makettek és eredeti tárgyak formájában mutatja be a kohászat történetét és Miskolchoz kötődését.
Ugyan a múzeum Felsőhámorban van, de mivel a kisvasút Lillafüred nevű megállója Lillafüred és Felsőhámor között van, kevés sétával elérhető.
Pisztrángkeltető

Hozzá legközelebb eső megálló: Pisztrángtelep

(A pisztrángkeltetőtől a vonat 400m-re áll meg).
Ez egy különlegességnek számító haltelep. Mivel a pisztrángok kényes állatok, különleges körülményeket kell teremteni a víz hőmérsékletét, oxigéntartalmát és áramlási sebességét nézve.
Hasonló működik a Szalajka-völgyben, is ám itt a telephely a keltető tavak között a patak mellett üzemeltet egy halsütödét is, ahol a pisztrángokat frissen sütve vagy füstölve árulják az éttermektől ellentétben, melyek nagyobb tételekben vásárolnak egyszerre több halat.
Ökoturisztikai centrum

Hozzá legközelebb eső megálló: Lillafüred.

Főleg a kisvasutakról és Magyarország kisvasútjairól szól, de a Garadna-völgyet is bemutatja. Május 1. és szeptember 30. között látogatható szerdától vasárnapig és minden hónap második keddjén 9–17 óra között, szezonon kívül külön kérésre.
A kiállítást a régi váróteremben alakították ki, azért is tudják nélkülözni, mert a peron fedett részét meghosszabbították.
Hámori mászófal

Hozzá legközelebb eső megálló: Lillafüred.
Lillafüred előtt, Miskolc felé egy kilométerrel a völgy szurdokká keskenyedik. Ennek mindkét oldalán sziklamászók által kedvelt, természetes fal található. Január végén itt rendszeresen jégmászó versenyt rendeznek, nyáron pedig a sziklamászás kedvelői hobbiként felmászhatnak rá.
Herman Ottó-emlékház

Hozzá legközelebb eső megálló: Lillafüred.
Herman Ottó élete végén gyakran időzött gyermekkora színhelyén, az akkori Alsóhámorban, Pele-lak nevű üdülőjében, amely ma emlékháza.
Molnár-szikla
A Hámori-völgy oldalában lévő sziklához, amelynek tetején fakereszt áll, két különböző legenda is fűződik. Az egyik szerint a szikla onnan kapta nevét, hogy innen ugrott le a szegény molnárlegény és a gazdag molnár lánya, akik nem lehettek egymáséi. Egy kevésbé ismert, de Jókai által megörökített legenda szerint egy idős molnár ugrott le a szikláról, amikor megtudta, hogy fiatal felesége megcsalja.
Fehérkőlápa

Hozzá legközelebb eső megálló: Lillafüred

(Innen nagy emelkedéssel egy turistaúton kell felsétálni).
A Lillafüredet rejtő völgy délkeleti oldalán található terület elnevezése, ami a nevét egy nagyszerű kilátást biztosító szikláról és egy közeli pocsolyás területről kapta.
Itt turistaház is működik, sok kikapcsolódási lehetőséggel, továbbá Bükkszentkereszt felé hatalmas tisztás terül el, ami kedvelt kirándulóhely.
Maga a szikla Lillafüred és Felsőhámor fölött van, melyről belátni az egész környéket.
Papírgyári múzeum

Hozzá legközelebb eső megálló: Papírgyár

(A megálló messzebb és jóval magasabban van a múzeumtól | Térkép).

A pénzpapírt és hivatalos okmányok papírját is gyártó nagy múlttal rendelkező Papírgyár egy kiállításon mutatja be történetét és a papírgyártás folyamatát az országban egyedülálló módon.
A papírgyár régen szorosan együttműködött a LÁEV-vel, hiszen faanyagot és szenet is szállított nekik a kisvasút. A papírgyári megállónál régen még széncsúszda is volt.
Csanyiki Erdészeti Erdei Iskola

Hozzá legközelebb eső megálló: Csanyik-Erdei Iskola.
Ez egy erdei iskola, amely a Bükk élővilágát mutatja be. Elsősorban az óvodások és iskolásoknak tartanak órákat, bemutatókat.
Lillafüredi libegő

Hozzá legközelebb eső megálló: Lillafüred.
A lillafüredi libegő Lillafüred és Jávorhegy között működő drótkötélpályás felvonó, amelyet 2015. november 30-án adtak át, de csak 2016 május 1.-jétől használható. Kiinduló állomása Lillafüreden az Erzsébet sétányon található, ahonnan körülbelül egy kilométer hosszan, 263 méteres szintkülönbségen szállítja az utasokat a 606 méter magas Jávorhegyre. A felvonó egyszerre több mint 200 embert szállíthat.
Andó-kút

Hozzá legközelebb eső megálló: Andó-kút.
A Bükk szívében egy kis mesébe illő pihenőhelyet alakítottak ki, mely egy kis forrásból, egy kis tóból és esőbeállókból áll. Ezt a helyet is érinti a Mahóca vasútállomásról induló tanösvény.
Diósgyőr vára

Hozzá legközelebb eső megálló: Diósgyőr.
A diósgyőri vár egy középkori vár a történelmi Diósgyőr városában. Ez a vár katonai szempontból sosem volt jelentős, leginkább a királyok időtöltési helyeként szolgált. A vár fénykorát Nagy Lajos király idején élte, akinek ez volt az egyik kedvenc vára. Később a magyar királynék jegyajándéka volt, egészen a török időkig. A 17. század végére már lakhatatlanná vált, állapota egyre jobban leromlott. Régészeti feltárása az 1960-as években kezdődött meg. A 2000-es évek elején a várat elkezdték visszaépíteni eredeti állapotába, a helyreállított helyiségeket korhű bútorokkal rendezték be.

## Virtuális LÁEV
2004-ben kezdődött a Microsoft Train Simulator programjához a LÁEV pálya építése. Mára már elkészült, és bárki letölthette, vagy kipróbálhatta a lillafüredi vasútállomás kiállításán. Mind a kettő ingyenes volt, viszont már nem elérhetőek. 
Nemcsak a meglévő szakaszokon, hanem az összes felszámolt szárnyvonalon, a meg nem épült Tardonai vonalon és a képzeletbeli Dorottya utca – Diósgyőri vár vonalakon is továbbíthatóak voltak menetrenddel, feladatokkal személy és tehervonatok is.

## Biztosítóberendezések
Míg a normál vasúton minden személyforgalmat ellátó legalább kétvágányos állomáson kötelező a biztosítóberendezések használata, addig a kisvasutakon csak nagyon ritkán telepítettek biztosítóberendezést, mivel kevés vonat, alacsony sebességgel közlekedik. A beláthatatlan pálya azonban indokolttá teszi a kiépítésüket. A LÁEV-en két helyen működik biztosítóberendezés.
- A Lillafüred állomás nem biztosított fényjelzőkkel fedezett. Kiépítését indokolta, hogy az állomás nyugati vége után egyből egy forgalmas útkereszteződés van, majd egy alagút, így összességében az autósok nem látják be a vasúti kereszteződést. A kiépítés másik fontos oka volt, hogy az állomás két alagút között fekszik, mely szintén beláthatatlanná tette Lillafüred állomás környékét.
- Majláthnál a Hegyalja út kereszteződésében 1996-ig egy teljes csapórudas sorompó üzemelt, melyet kézzel kellett leengedni. A forgalom gyorsítása érdekében ezt felváltották egy fénysorompóval.[26]

## Érdekességek
- Az 1971-es Magyarország kisvasútjai című dokumentumfilm-sorozat Vasút a Bükkben (Rendező: Kárpáti György, Szerkesztő: Rockenbauer Pál) című epizódjában láthatjuk a még üzemelő Szent Anna téri végállomást, illetve a Kerek-hegyi szárnyvonalat, és a Ládi rakodót.

### Autóbuszpótló kisvasút
Az országban egyedülálló módon itt közlekedtek autóbuszpótló kisvasutak, méghozzá kétszer is. Erre azért volt szükség, mert autóverseny miatt a párhuzamos 15-ös buszjárat akadályozott forgalma okán a Garadna völgyében egyedül a kisvasút volt az egyetlen közlekedési eszköz, amelyet az utasok igénybe vehettek Ómassa és Lillafüred között.

## Megközelíthetőség

### A városi részen
A városi részen a kisvasút 4-szer áll meg, Miskolc-Dorottya utca, Diósgyőr, Márta bánya és Felső-Majláth állomásokon és megállóhelyeken. Ezek közül Diósgyőr és Márta bánya kevésbé forgalmas, mivel nincsen semmilyen nagyobb forgalmú út közelében. 

Tömegközlekedéssel legegyszerűbb Miskolc-Dorottya állomáshoz utazni. Közvetlen mellette áll meg az 1-es villamos valamint a belváros (Tiszai pályaudvar irányába) közlekedő 1-es, 53-as, 54-es, és 101B-s busz. A megállóik neve: LÁEV. Itt semmilyen rágyaloglással nem jár az állomás elérése. Majláthnál már nem ilyen egyszerű a helyzet, ott ugyan a remíz közvetlen a villamos mellett van, de a kisvasútra felszállni csak kicsit nyugatabbra (Lillafüred felé) lehet.

Autóval legcélszerűbb Felső-Majláthhoz utazni, ahol P+R parkolók vannak.

### Lillafüreden
A lillafüredi állomásépület a vízesés és a büfésor között van könnyen észrevehető helyen. Közvetlenül mellette található a szintén párhuzamosan közlekedő 5-ös busz Palotaszálló nevű megállója. Ugyan a 15-ös busznak is van ilyen nevű megállója, de az egy kicsit arrébb, a Hámori-tónál van.

Autóval az autópályától lehajtva a belvároson át Eger felé kell menni, az egri országútról Lillafüreden kell letérni parkolni. Az állomásépület az útról is látható.

## További képek

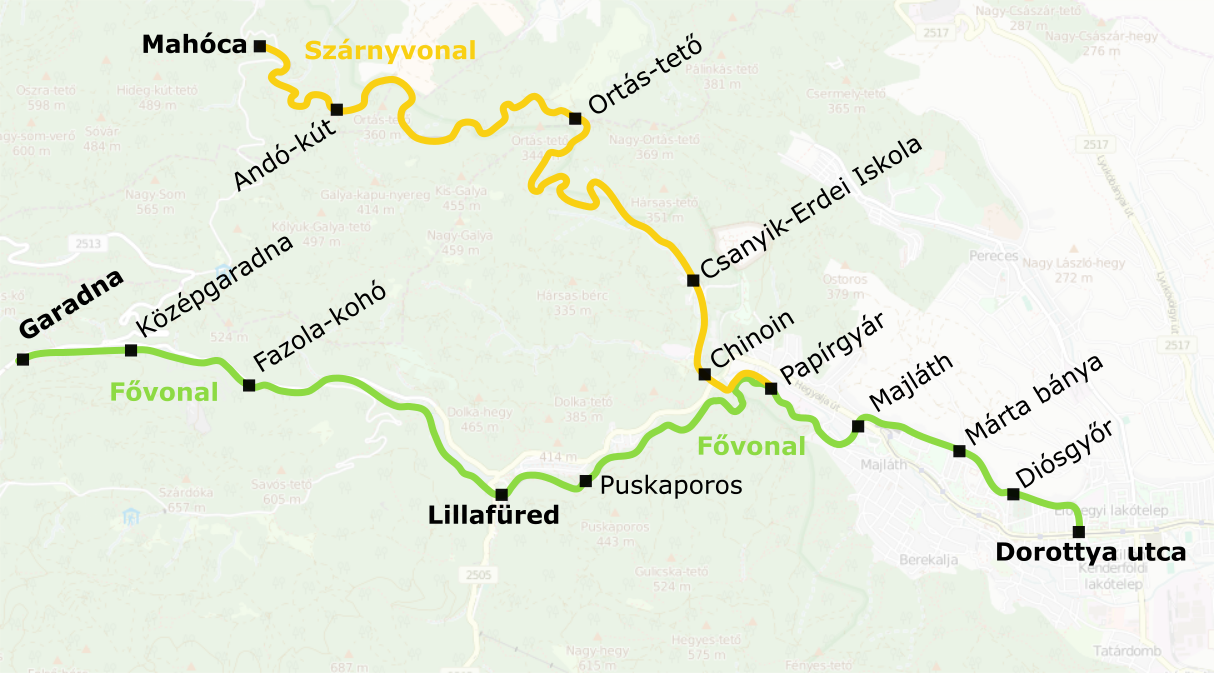
A LÁEV hálózatának térképe 2016-os állapotok szerint
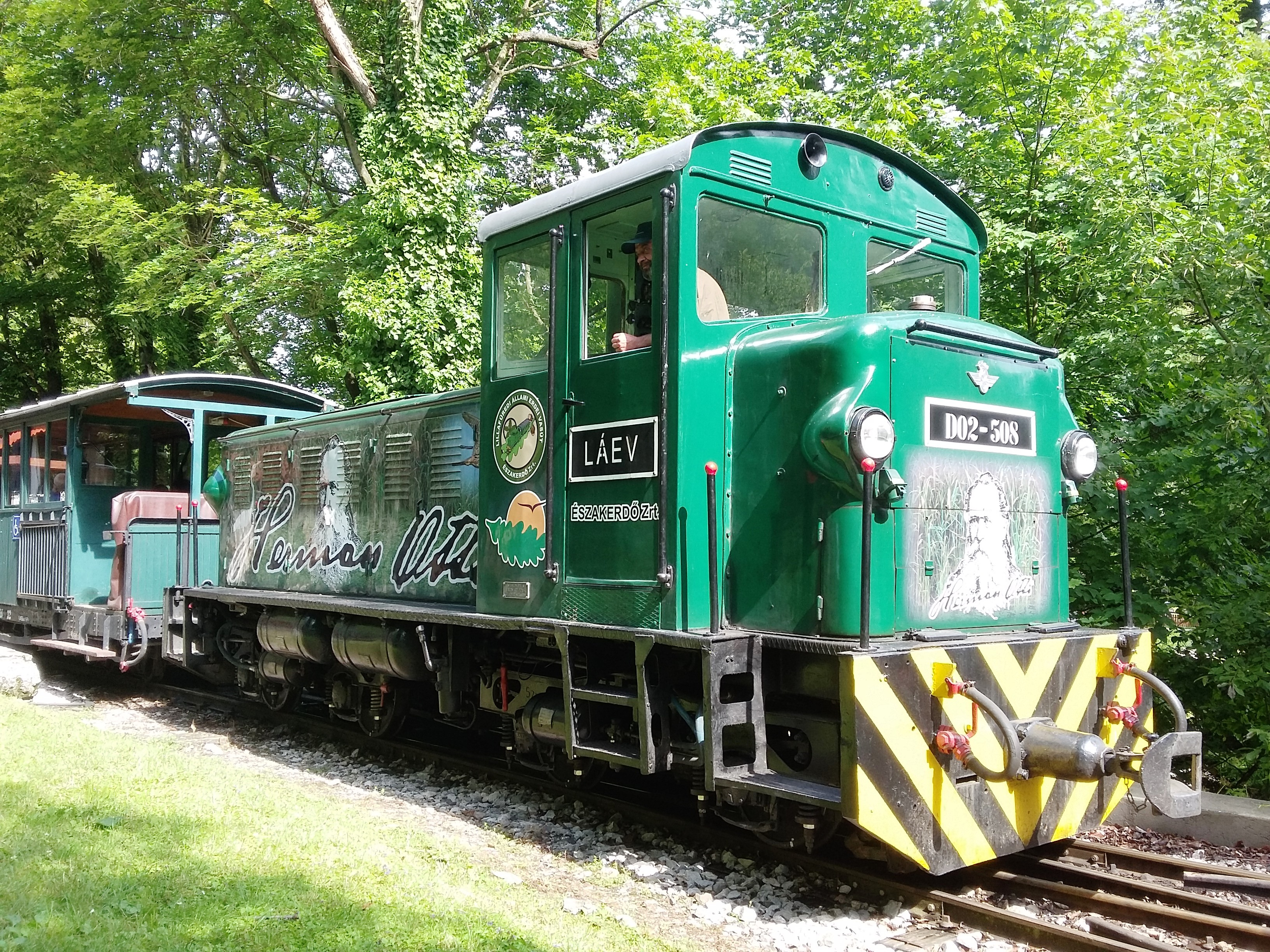
Herman Ottó emlékmozdony, Magyarország egyetlen kisvasúti Werbelokja
- Szerelvény Puskaporosnál
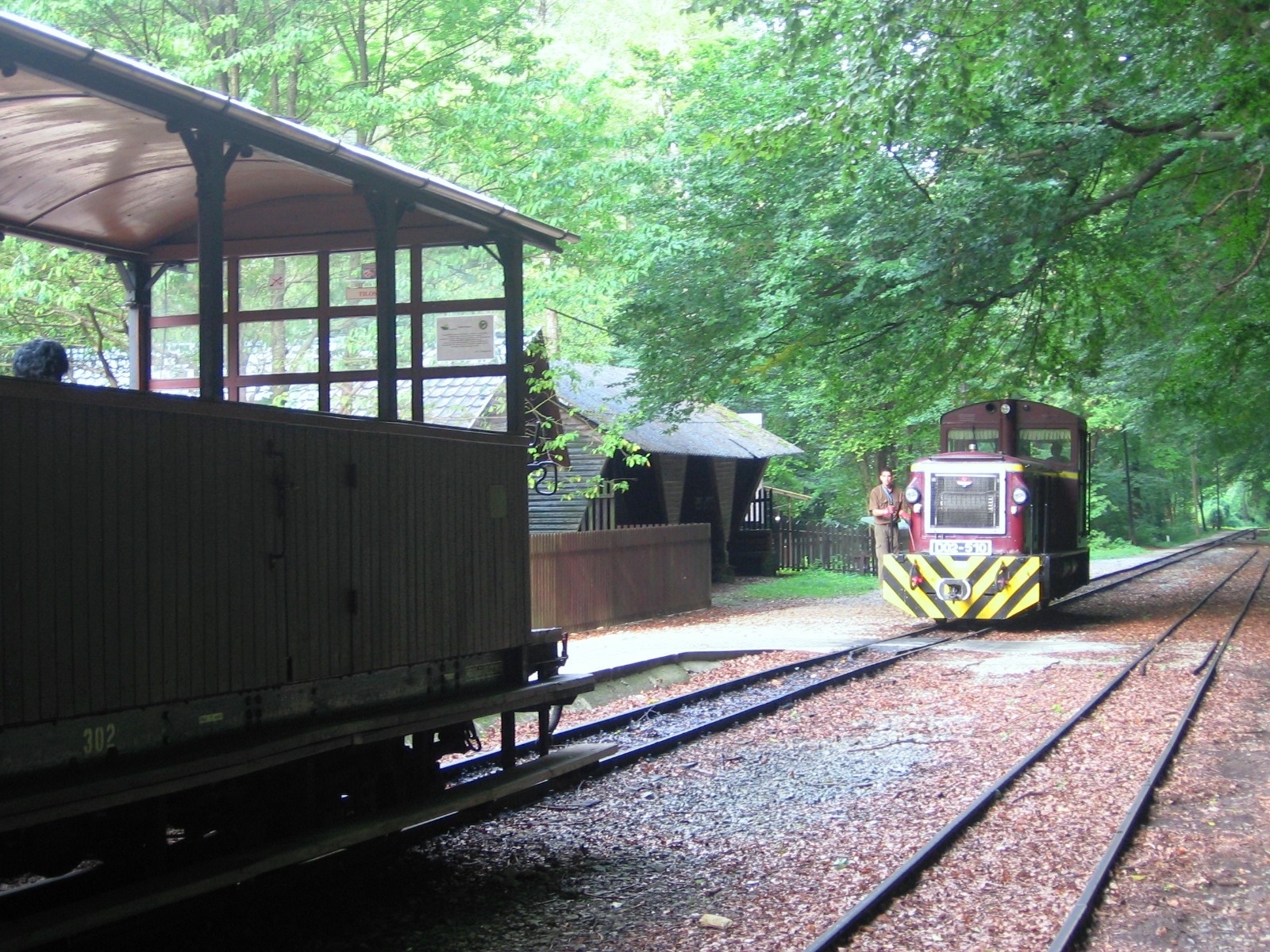
Garadna végállomás
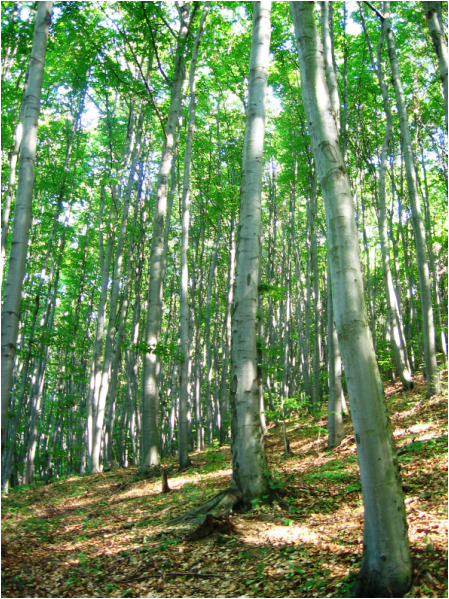
A Mély-völgyi híd közelében a pálya a magasabbal bükkösben jár
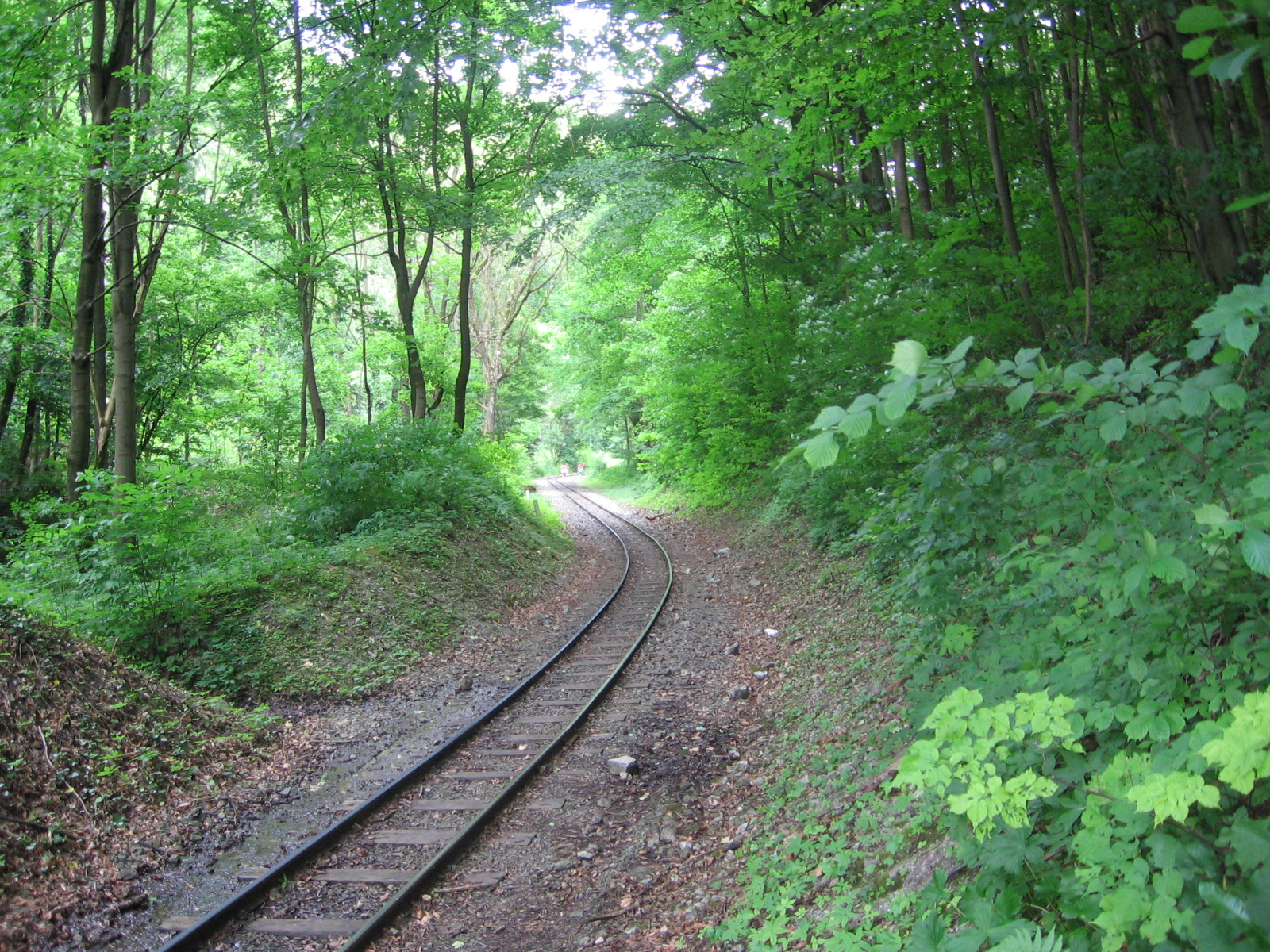
Pályarészlet Nyáron
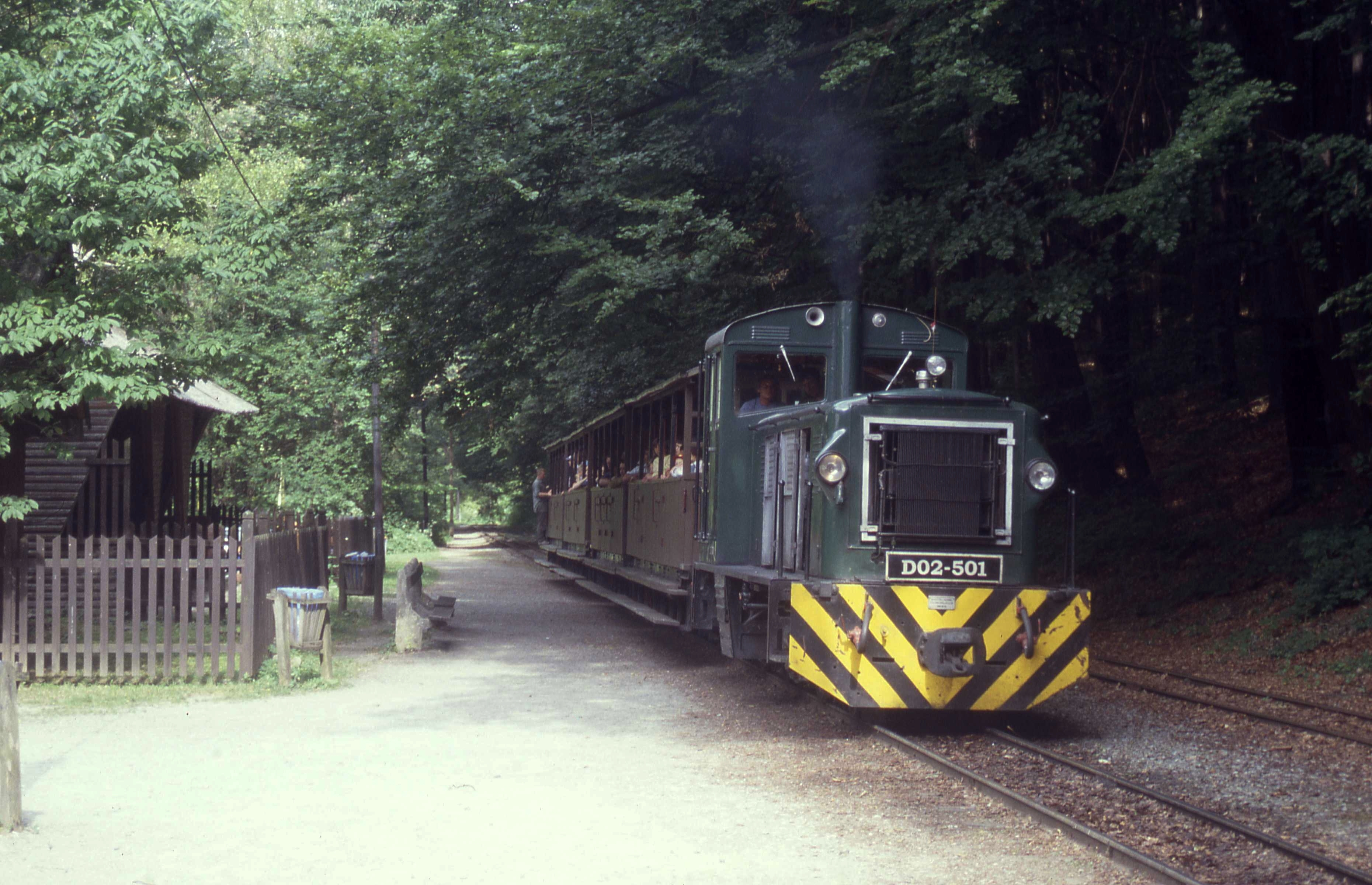
D02-501 Garadnánál 2004-ben
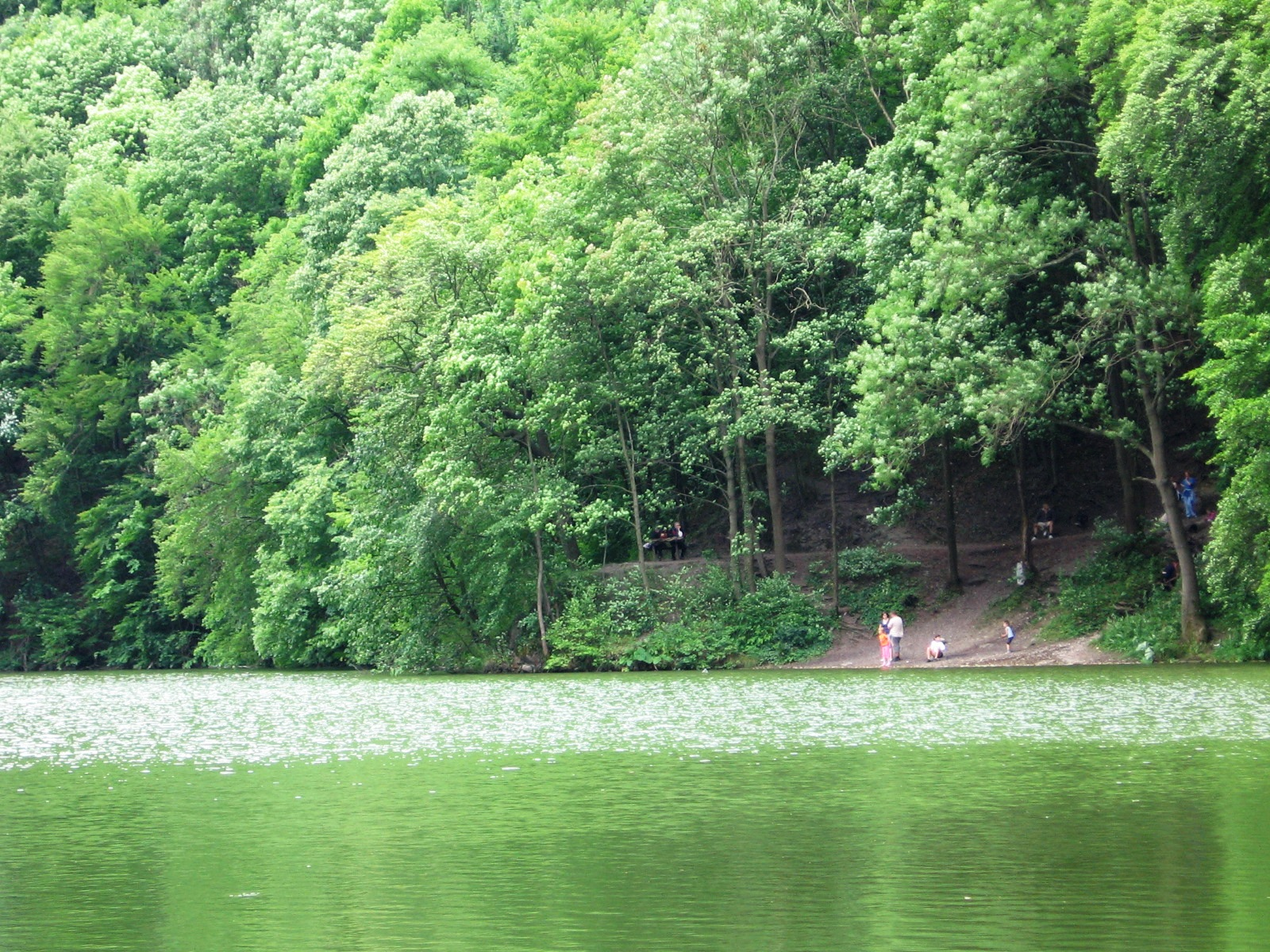
A Hámori-tó partja
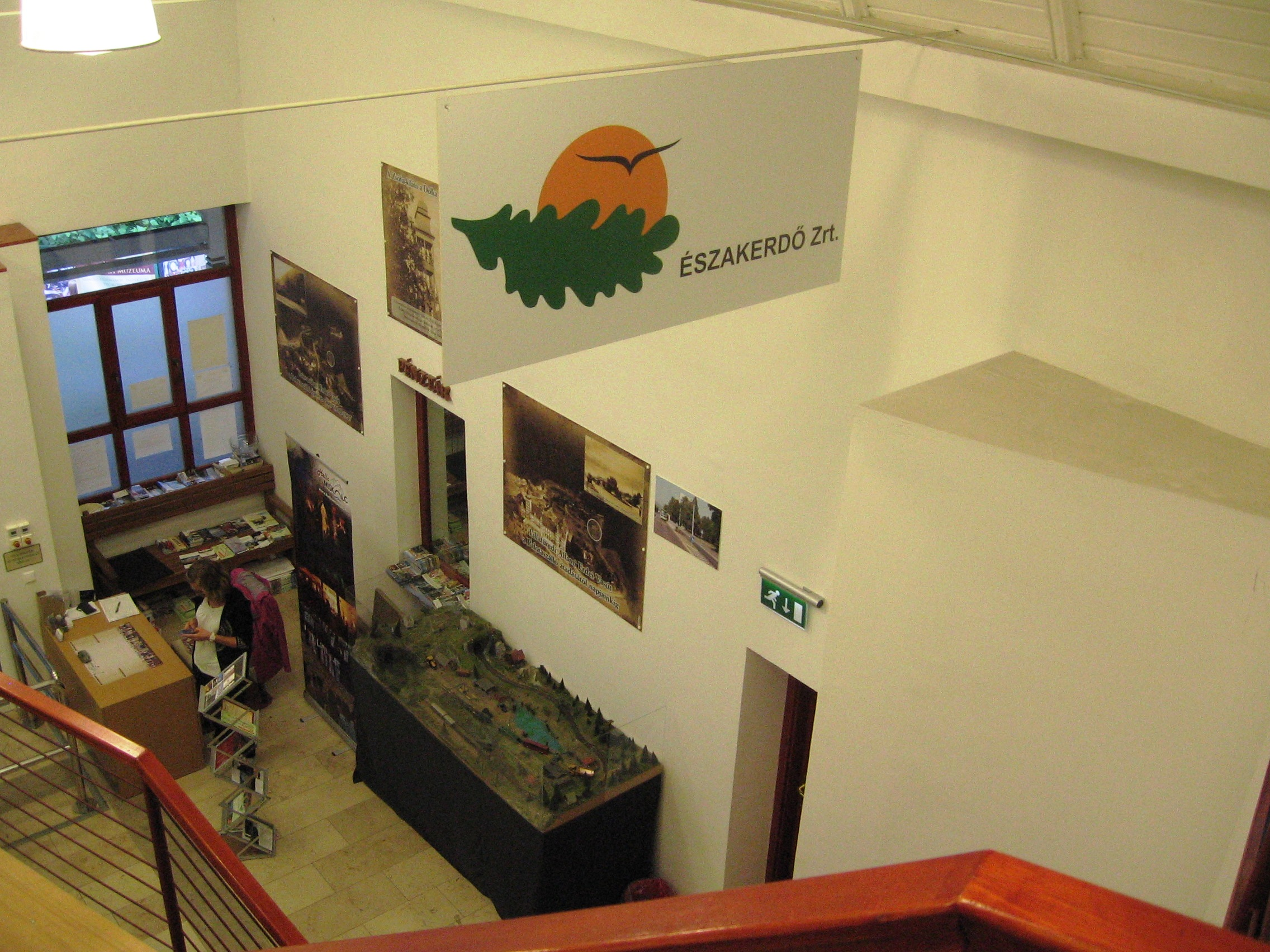
Kiállítás Lillafüreden
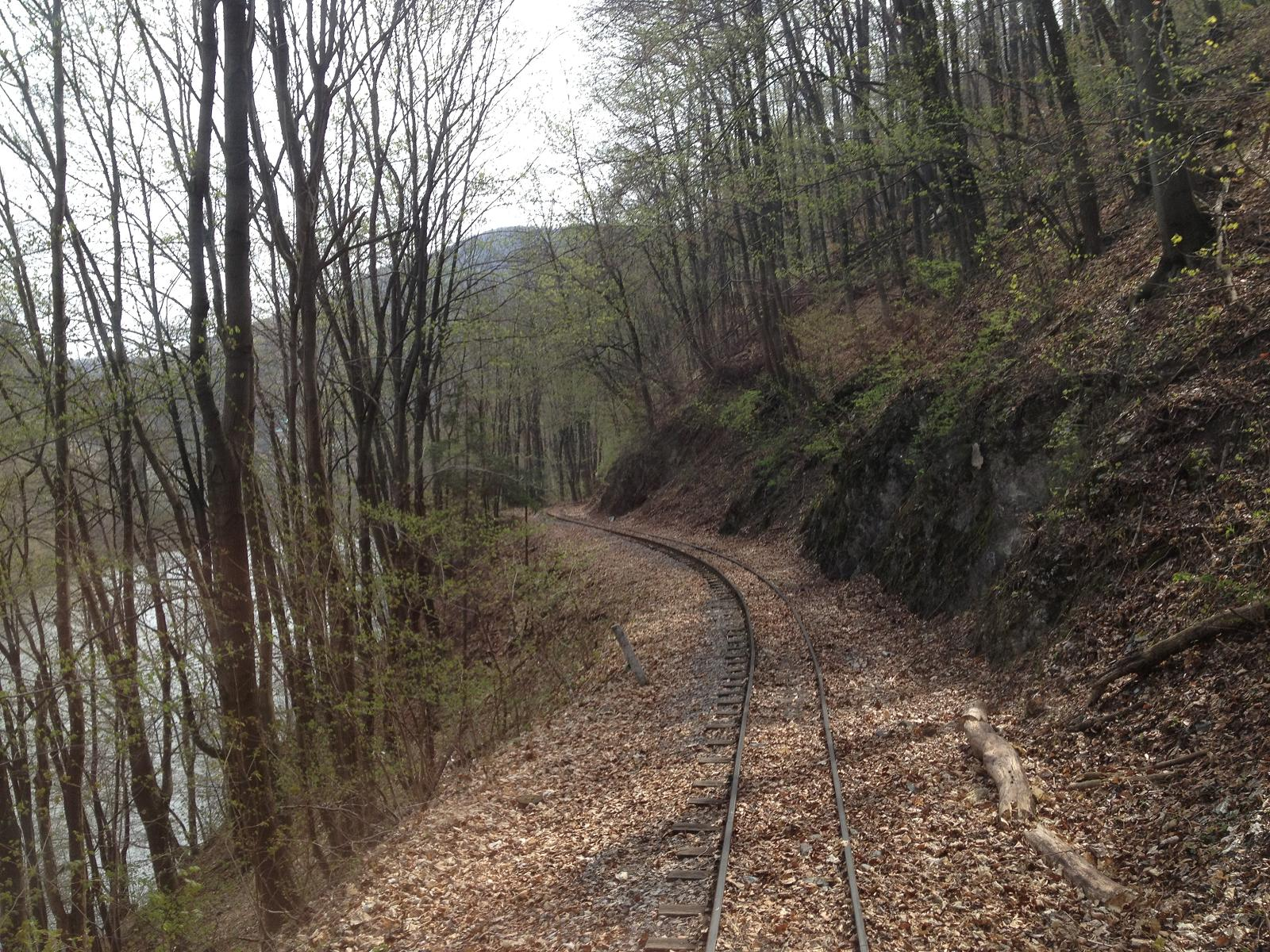
Pályaszakasz ősszel
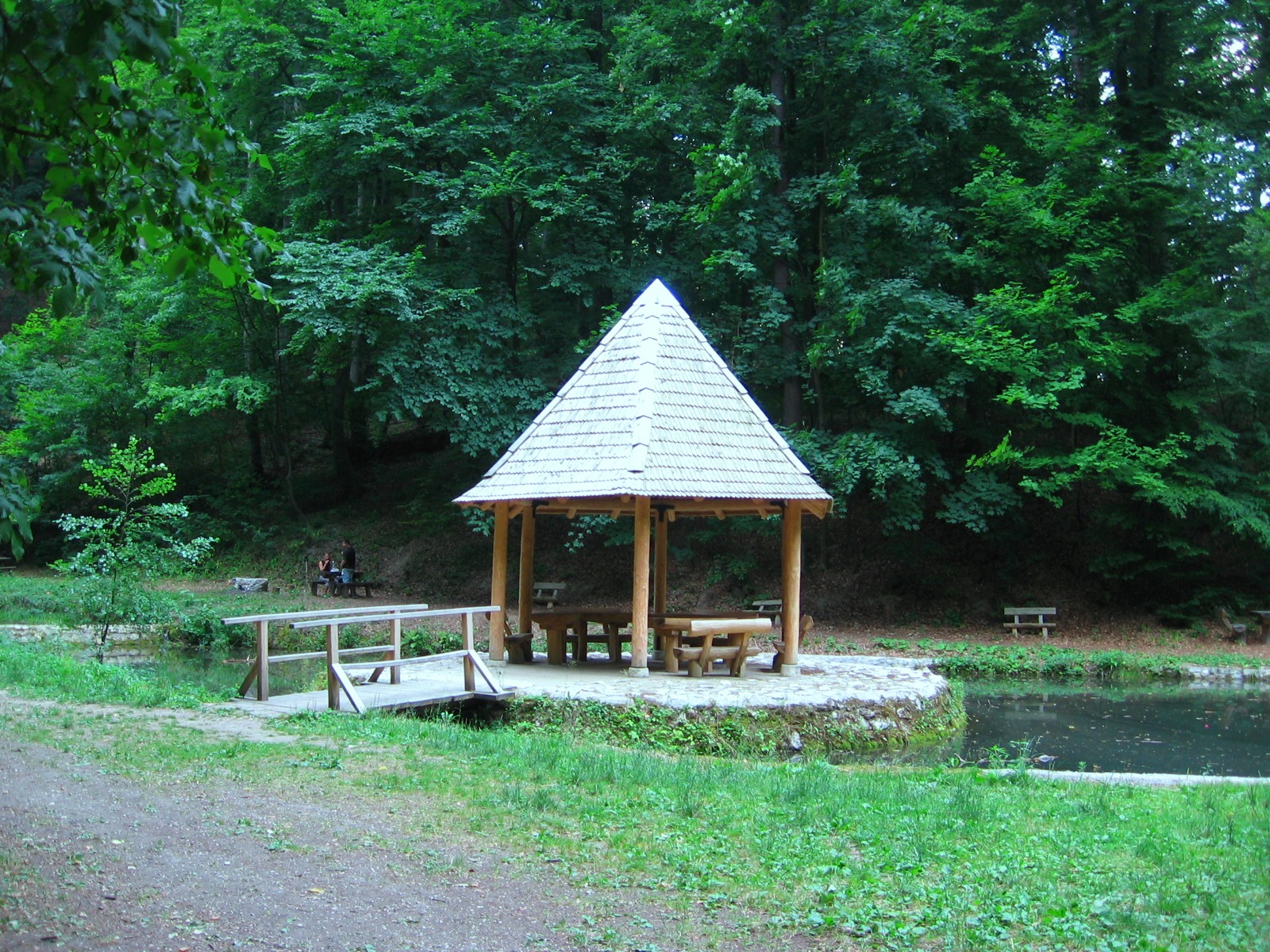
A szárnyvonal utolsó előtti megállója, Andó-kút
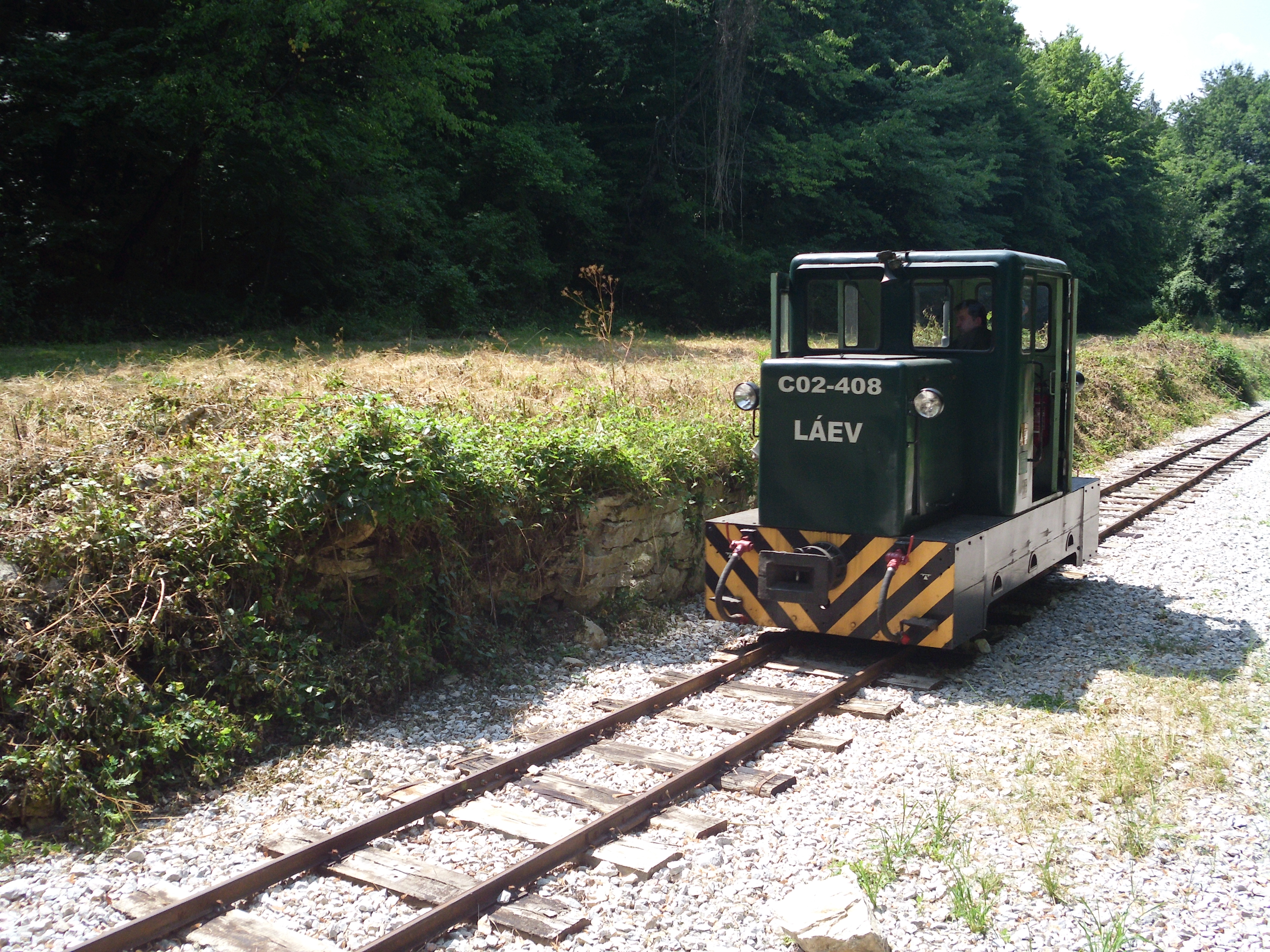
Mahóca